# ピクミンシリーズの原生生物一覧

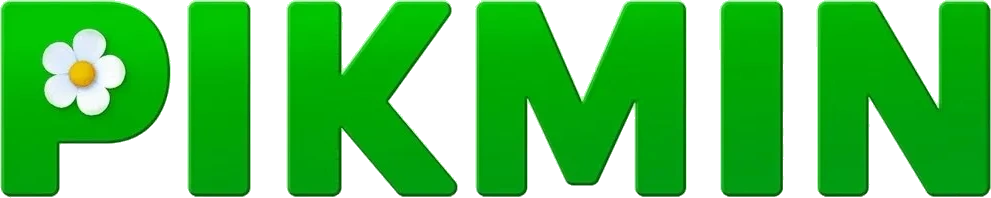

ピクミンシリーズの原生生物一覧（ピクミンシリーズのげんせいせいぶついちらん）は任天堂の『ピクミン』シリーズに登場する、架空の生物の一覧である。

## 設定
原生生物には「通称」「和名」および属する「科」が設定されている。通称と和名は1作目のエンディング、2作目の生物図鑑のオリマーメモ、『Hey!ピクミン』・『ピクミン3 デラックス』・『ピクミン4』の原生生物図鑑で確認できる。科については『ピクミン』本編ではトビンコを除き明らかにされておらず、『ピクミン2』の生物図鑑のオリマーメモや『Hey!ピクミン』・『ピクミン3 デラックス』・『ピクミン4』の原生生物図鑑で確認できる（ただし「?科」と表記されている生物もいる）。
『ピクミン2』では各原生生物の倒した数と、その生物との戦いで死亡したピクミンの数が表記されている。また、ある条件を満たすことで見られるようになるルーイメモでは原生生物の調理方法が紹介されている。
『ピクミン3』においては生物図鑑が存在せず、新種の生物は和名・科ともに明らかになっていなかったが、Nintendo Switch向けにリマスターされた『ピクミン3 デラックス』で新たに原生生物図鑑が収録された。こちらは、アルフ、ブリトニー、チャーリー、ルーイ、オリマーがそれぞれの観点から記した説明文章を読むことが可能となっている（『2』でも登場した生物は、ルーイとオリマーの解説文に一部『2』のものが流用されている）。『2』と違い、原生生物は倒しただけでは登録されず、登録させるにはオニヨンに回収して運び込む必要がある。ただし死骸の残らない生物は、倒しただけで登録される。このため、ポンガシグサやその他の植物は図鑑には登録されなくなっている。
『ピクミン4』では目撃しただけで登録されるため、ポンガシグサやピキノツユクサ等の半植物も登録される。また、ピクミンやオニヨンも図鑑に登録されるようになった。
なお、本項で用いるシリーズの便宜上の略称は以下の通りにする。
- 『ピクミン』 →『1』
- 『ピクミン2』 →『2』
- 『ピクミン3』 →『3』
- 『Hey! ピクミン』 →『Hey!』
- 『ピクミン4』→『4』

『1』に登場した和名や科が明らかにされていない生物は、和名、科について「設定なし」と記す。
各生物の大きさについては本編で明記されていないが、ゲーム雑誌『Nintendo DREAM』のVol.112特別付録2の「ピクミン2　生物図鑑＋ホコタテ星探索マップ」というポスターに㎝単位、攻略本の『ピクミン2　コンプリートナビブック』にmm単位のものが存在し、以下の一覧では「特別付録2/コンプリートブック」の順で記載する。なお劇中同じ種類で明らかに大きさが違う個体が出る生物もいる（シャコモドキやダイオウデメマダラなど）が、どちらの資料も1種につき1つの数値しか書かれてない。
重量に当たる「運搬数」は「倒した後の死骸を紫ピクミンなしで移動に最低必要なピクミンの数」になる、記載がないものは死骸が残らないなどの理由で運搬不能な物。『ピクミン3 デラックス』では、原生生物図鑑のアルフの解説にて各生物の運搬数を確認できる。

## チャッピー系統
英名：Bulborb 学名：oculus kageyamii
種全体の特徴として、カタツムリのように飛び出した一対の眼、背中にある斑紋、体の半分近くを占めピクミンを一呑みにする巨大な口、一対の細い後脚が特徴である（一部を除く）。
背中の斑紋によって同種の成体を識別している。その多くが夜行性であり、特に夕方に帰巣する動物を狙って捕食する。食欲は非常に旺盛であり、同種の幼体さえも捕食することがあるという。また、クイーンチャッピーの例を除き社会性を持たない。攻撃方法は主に捕食と振り払いの2種類である。
夜の僅かな明かりを捕らえるために眼球が大きくなっており、その影響でまぶたを完全に閉じることが出来なくなっているが、代わりに発達した虹彩を伸縮させることで瞬きをしている（ただし、2014年に配信されたショートムービーではこの設定は無かったようで、普通にまぶたを動かしている）。
卵ではなく幼体を産み、一齢幼生で足は無いながらも這って活発に捕食活動を行い、二齢幼生で斑紋以外はほぼ成体と同じ姿となり、三齢幼生で初めてそれぞれのチャッピーの特徴が現れる。
目立つ体色を持ちながら隠れることなく昼間から寝ていられるのは、PNF-404の生態ピラミッドでも上位に存在する為と考察されている。
元々「チャッピー」とはオリマーの家の犬の名前で、オリマーの遊び心がうかがえる。なお、この犬は後に好物のピクピクニンジンの食べ過ぎで太ってチャッピーそっくりの姿になったという逸話がある。
チャッピー（アカチャッピー）
【和名：デメマダラ（『1』） → ベニデメマダラ（『2』『3』『Hey!』『4』） 科：イヌムシ科】
【英名：Red Bulborb】
【学名：Oculus kageyamii russus】
登場作品：1、2、3、Hey!、4
体長：約9cm/90㎜
運搬数：10
活動時間：昼夜
通称は『1』、『3』、『Hey!』、『4』では「チャッピー」、『2』では「アカチャッピー」。
顔および脚がクリーム色で、背中が赤地に白い斑点といった模様をしている。
見た目とは裏腹にかなり凶暴な性格である。夜行性で夕方帰巣する小動物を狙うため日中は寝ており、接触するか攻撃を与えない限り起きることはない。2では他の原生生物などが接触しても起きる(ケチャッピーやヤキチャッピーも同様)。そのため、寝ている場所に原生生物などがいると寝てはすぐに起きてしまう。その時も近くにオリマーやピクミンがいた場合、襲ってくる。
背中が弱点であり、眠っている隙に背中にピクミンを投げるという手段が最も有効な戦法だが、旋回速度が速く起きてしまった後は背後に回るのが困難なため必然的に集団での奇襲攻撃が要される。ただし、オリマー曰く視野が狭いらしく、元々眠っていた場所からピクミンやオリマーが大きく離れると、寝ていた場所に引き返して鳴き声を上げて再び眠ってしまう。
『3』、『Hey!』では新たに目玉が弱点であるという要素が加わり（『3』に登場する他のデメマダラ系の生物にも共通する）、目玉に直接ピクミンをぶつけると怯む（怯むことにより、捕食されそうになっているピクミンを助けることが可能）。
『Hey!』ではエリア1「色めく花園」のボスとして登場。歴代シリーズに登場した個体と比べサイズが格段に大きくなっている。
背中の地や斑点の色が違う種もいるため、学者によって分類の説が分かれているという。
ルーイメモによるとチャッピー系統の多くは丸焼きやステーキにすると美味らしい。
ピクミンやオリマーと共に『ピクミン』シリーズを代表するキャラクターであり、ぬいぐるみなどのグッズも多く販売されている（ぬいぐるみは口の中にピクミンのぬいぐるみを入れられる）。
本編以外では『大乱闘スマッシュブラザーズX』のステージ『とある星』にてやくものとして登場。ファイターを一撃でKOさせる捕食活動を行う。
『大乱闘スマッシュブラザーズ for Nintendo 3DS』ではゲームモードの1つ、フィールドスマッシュに敵キャラとして登場。中ボス格の扱いで突進や噛みつき、ヒップアタックでファイターに攻撃してくる。
ジャンボチャッピー
【和名：ベニデメマダラ 倍数体 科：イヌムシ科】
登場作品：4
運搬数：20
活動時間：昼夜
何らかの原因により染色体異常となり、そのまま産まれて成長してしまったチャッピー。
通常個体よりも巨大かつ凶暴で、常に起きて獲物を探し回るが、生殖能力は失われている。
また、通常個体よりも狩りが得意であり、草むらに隠れて獲物を待ち伏せての奇襲を行う事もある。
ルーイメモによると大柄な体格に反して肉質は柔らかく美味であり、食べきれない分は食用油を塗って冷凍し、赤身は燻製にするらしい。
クマチャッピー
【和名：クマデメマダラ 科：イヌムシ科】
【英名：Spotty Bulbear】
登場作品：1、2、3、4
体長：約9cm/88㎜
運搬数：10（『1』『2』）→12（『3』『4』）
活動時間：昼夜
中型のチャッピー。
環境などの変化により稀に誕生する黒化個体であり、分厚い唇をしたクリーム色の顔と、黒地に赤い斑点の胴体が特徴。瞳の色はイラストではチャッピーと変わりないが、ゲームでは赤紫色（『1』と『2』と『4』は青色）になっている。この他、チャッピーよりもマズルが短めである。
『1』とそれ以外で行動パターンが大きく異なっている。
『1』ではチャッピー同様いつも寝ており、極端に近づくか攻撃を加えないと起きないが、皮膚が固いため耐久力がチャッピーより高くなっている。また、チャッピーの振り払いが身体全体を大きく振るわせるものだったのに対し、こちらは胴体部を小刻みに震わせるのみとなっており、行動後の隙が少なくなっている。口に頬張れるピクミンの数もチャッピーより多い。ただし、ピクミンやオリマーが一定の範囲から出ると追ってこなくなるのはチャッピーと同じである。
『2』では、自分の周辺に来た生物を捕食するほかのチャッピー（「待ち伏せ型」と呼ばれる）とは違い、昼行性（夜も動く）で、ステージ内で自分の「道」を歩き回っている「パトロール型」と呼ばれる行動をとっている。巡回ルートでオリマーやピクミンを見つけると捕食のために接近してくる。ほかのチャッピー系統と異なり眠っている最中に奇襲をかける戦法が通用しないうえ、活動範囲が限定されておらず一度こちらを発見するとどこまでも追い回してくる等、以前より格段に強くなっており、基地から離れている際、基地に残っていたり回収している最中のピクミンが襲われ、捕食されてしまう危険性もある。
耐久力は高く足も速く方向転換も素早い一方、噛みつきのモーションは大きく、空振ると地面に転倒、捕食しても一時的に止まったりする。なお、『1』と違い、振り払いのモーションはアカチャッピーと同じになっている。また、生命力が強く、倒しても回収しなければ一定時間がたつと復活するという厄介な特性を持つ。
曲がり角でもオリマーたちをまっすぐ追いかけてくる性質を利用して、壁や障害物越しにプレイヤーキャラやピクミンを待機させて、引き付けさせて注意を逸らしたり、一部の地下洞窟では足場のないところへ落として即死させることができる。このときクマチャッピーがお宝を持っている場合、そのお宝は近くの足場に落ちてくる。
基本的に地下洞窟に生息しており、地上でも一定日数経過するとまどいの水源に出現する。なお、倒して回収しても必ず1の付く日に再出現する。
『3』の行動パターンは『2』に準じるが、『2』ほど顕著に道を歩き回っているわけではなく、明かりの無い洞窟の中を巡回して付近にきたピクミンを襲撃する。また、『2』にあった不死身の生命力はなくなっている。他のチャッピーと違い、1度アルフやオリマーたちを見つけると、しつこく追い掛けてくるため、振り切るにはかなりの距離を取る必要がある。
また、バクダン岩自体かバクダン岩を持ったピクミンを近づけるとそれを捕食し（ピクミンだけが弾かれて助かる）、その後体内で爆発が起こり一撃で倒す事もできる。
なお、クマチャッピーに擬態したパンモドキ科の個体は確認されていない。
ルーイメモによると皮が固いので剥いてから調理する事が推奨されている。
チビクマ
【和名：クマデメマダラ 三齢幼生 科：イヌムシ科】
【英名：Dwarf Bulbear】
登場作品：1、2、3、4
体長：約3cm/27㎜
運搬数：3
活動時間：昼夜
他の小チャッピー系と異なり、こちらはクマチャッピーに擬態したパンモドキ科の生物ではなく、正真正銘本物のクマチャッピーの三齢幼生。大きさはコチャッピー系並に小さいが、既に成体とほぼ同じ姿になっている。また、成体同様こちらも瞳が赤紫色。基本的な行動はアカコチャッピー等と特に変わりはない。ある程度成長すると親のクマチャッピーから追い出され、自分の「道」を持つようになる。
耐久力がアカコチャッピーよりも高く、背中への直接攻撃も複数回当てないと倒せない作品が多い。
『1』では寝ているクマチャッピーを起こすことが無いが、アカチャッピーが傍にいると泣き声を上げる。成体と違い、昼間でも起きている。
『2』以降では、まだ成体のように自分の「道」を持っていないため、普段は決まった場所にいるがクマチャッピーを見つけるとついていくという習性がある。『2』ではクマチャッピーが上空から落下してくるステージがあるが、落下前からチビクマが反応して落下地点に集まるので、事前に場所を予知することができる。
ルーイメモによると内臓を取り除いてから中に香草を詰めオーブンで焼くと美味らしい。
ケチャッピー
【和名：シラガデメマダラ 科：イヌムシ科】
【英名：Hairy Bulborb】
登場作品：2
体長：不明/90㎜
運搬数：10
防寒のために、腹部斑紋を覆い隠すように白い毛が生えているチャッピー。
地下洞窟にしか生息しておらず、気温が地上と異なる地下環境に適応した姿であることがうかがえる。地下洞窟が登場しない『3』では登場しない。鼻先が焦げ茶、体の色は白地に水色の斑点である。
毛穴がゆるく、刺激を受けると毛は簡単に抜ける（和名の「シラガ」はここから来ている）。体力が半分を切ると毛が抜けるが、能力は変わらない。
アカチャッピーより耐久力が低い。
ルーイメモによると毛は細切りにして煎じて飲むと血行促進の効果があるという。
テンテンチャッピー
【和名：ダイダイデメマダラ 科：イヌムシ科】
【英名：Orange Bulborb】
登場作品：2、3、4
体長：約9cm/90㎜
運搬数：10
活動時間：昼夜
顔が黒で、それ以外がオレンジ色の地に黒い斑点というややどぎつい色彩が特徴のチャッピー。
白目が黒く染まり、虹彩が黄色く充血しており、神経が常に高ぶっているようで眠りが浅く目が覚めやすい。他のチャッピーは攻撃を仕掛けるか直接触れない限り起きてこないのに対し、テンテンチャッピーはピクミンやオリマーが近付いただけで起きてしまう。ただし、アカチャッピーなどと違って、こちらは原生生物などが接触した場合は起きない。
アカチャッピーより耐久力があり戦闘力が高い。
ルーイメモによると調理法はアカチャッピーと同様だが、色彩の都合上、調理した際の色味が良くないため皮を剥ぐのが推奨されている。
ヤキチャッピー
【和名：ヒノデメマダラ 科：イヌムシ科】
【英名：Fiery Bulblax】
登場作品：2、4
体長：約10cm/105㎜
運搬数：10（『2』）→12（『4』）
活動時間：昼夜
自身の出す分泌物（保護膜蝋、すなわちワックス）と皮膚組織が化学反応を起こし体から常に火を発しているチャッピー。
他のチャッピーより一回り大きく、耐久力も高い。
顔は溶けて歪んでおり、左右で大きさの違う目とギザギザになった口先を持つ。皮膚が断熱材のようになっているため、ヤキチャッピー自身は熱さを感じないが、熱と化学変化の影響で体が溶けている。
体表が燃えているという性質のため、赤ピクミン以外はヤキチャッピーに触れられない(紫・岩ピクミンであれば衝撃でダメージを与えられるが、紫ピクミンの衝撃波以外では火がついてしまう)。水に入る、もしくは凍結させると一時的に火が消えるためその場合は他のピクミンでも攻撃できる。ゲキニガスプレーで石化させた際は水の中でないと火は消えないが、倒すと完全に鎮火する。
ルーイメモによるとワックスをよく落としてから唐揚げにする他、目玉が美味らしい。
ペロチャッピー
【和名：シタナガデメマダラ 科：イヌムシ科】
【英名：Whiptongue Bulborb】
登場作品：3、4
運搬数：12（『3』）→10（『4』）
活動時間：昼夜
白地に黒の斑点がある胴体に、円筒型に伸びた口を持つ焦茶色の顔が特徴のチャッピーで、クマチャッピー同様昼間でも起きて活動している徘徊型。
他のチャッピーと異なり歯を持たず、粘液をまとったアリクイのような長い舌を伸ばして獲物を捕食する。また、舌の伸ばせない足元に潜り込んでも直接ついばんで捕食してくる。このような捕食方法のため攻撃範囲が非常に広く、他のチャッピーに見られる噛み付きによる捕食攻撃を外した際の隙がなくなっている。
原生生物図鑑によれば、舌が長いのは高所に咲く花に誘われてやってきた生物を捕食するための進化というのが定説となっているが、幼体が発見されていなかったことから突然変異種ではないかという意見もあるらしく、こうした形態から、近年までイヌムシ科とは別種と考えられていたという。
『4』では二齢幼生であるコチャッピーモドキが登場した事で研究が進んでおり、ペロチャッピーの幼体は成体のようには口が伸びておらず、他のデメマダラと同様に歯を用いて捕食することが判明している。
ダイオウデメマダラ同様舌は脅威であると同時に美味でもあるらしく、ルーイメモによると強火でしっかり焼くとプリっとした食感と溢れる肉汁がたまらないとの事。
コンコチャッピー
【和名：シモツキデメマダラ 三齢幼生 科：イヌムシ科】
登場作品：4
運搬数：3
活動時間：昼
氷を作って背負うのが特徴なチャッピー。氷の再生には丸一晩かかってしまうため成体と共に行動することが多い。斑紋の数が成体と異なるため、パンモドキによる擬態と考えられたが、解剖をした結果、パンモドキによる擬態ではなくキンキンチャッピーの子供であることがわかった。
氷がうまく作れないのか時には動けなくなるほどに氷が大きくなってしまう事があり、その時は親が氷を整える。
弱点である背中を氷で守っているため、氷ピクミン以外は背中に貼り付こうとすると凍ってしまう。そのため、氷ピクミンもしくは火種などで背中の氷を剥がしてから倒さなければならない(紫・岩ピクミンであれば衝撃でダメージを与えられるが、紫ピクミンの衝撃波以外では凍ってしまう)。
ルーイメモによると肉に甘味があるとの事。
キンキンチャッピー
【和名：シモツキデメマダラ 科：イヌムシ科】
登場作品：4
運搬数：10
活動時間：昼夜
大量の氷霜を腹部にまとっているのが特徴的なチャッピー。細胞が植物に似た耐凍結性を得ており自身が凍ることはないが、氷ピクミン以外は背中に貼り付こうとすると凍ってしまう(紫・岩ピクミンであれば衝撃でダメージを与えられるが、紫ピクミンの衝撃波以外では凍ってしまう)。
ルーイメモによると肉は脂身が多いとの事。
ベビーチャッピー
【和名：デメマダラ 科：イヌムシ科】
【英名：Bulborb Larva】
登場作品：2、4
体長：未記載/26㎜
運搬数：不明
活動時間：昼夜
クイーンチャッピー から生まれるチャッピーの幼生。脚の生えていない一齢幼生で、特徴的な背中の斑紋もまだ表れておらず、歯も生えていない。しかし、捕食活動は生まれついて活発で、這い回りながら貪欲にピクミンを捕食する。オリマーまたはルーイ（社長）とピクミンがフロアのどこにいても追いかけてくる（壁越しでも一心に追い続ける）うえ、ピクミンを食べる速度が速く、くわえられるとほぼ即死である（くわえられた後に攻撃しても、捕食モーションが終わるまで死なない）。逆にオリマー達を執拗に追い掛ける性質を利用して壁越しにリーダーキャラクターを一人置くか、ピクミンを待機させる事で引き付けさせる事ができる。
生まれたばかりで、僅かな刺激でも潰れてしまう程皮膚が弱いためか耐久力は全生物で一番弱く、オリマーのパンチでも一発で倒せる。倒すと死骸は残らないが、大地のエキスを落とすことがある。なお、ピクミンやクイーンチャッピーに潰されて死んだ場合は体液が飛び散る演出が入る。
クイーンチャッピーは無限にベビーチャッピーを生み続けるが、1つのフロアで同時に出現する最大数は50匹であり、50匹に達するとクイーンチャッピーはベビーチャッピーを生まなくなり丸まって眠る。
『4』では『2』ほど執拗に追いかけてくることはなくなり、捕食スピードがわずかに下がった。タテ穴（巣穴）から無限に飛び出てくる個体も登場するが、穴を潰すと出てこなくなる。
ルーイメモによると体の身は少ないが目玉は柔らかく生食が可能との事。
コチャッピーモドキ
【和名：デメマダラ 二齢幼生 科：イヌムシ科】
登場作品：4
運搬数：3
活動時間:夜
ベビーチャッピーが成長した姿。チビクマと同じくチャッピーに擬態したパンモドキでは無く、正真正銘のチャッピーの幼体。コチャッピーの後に発見されたため、名前に「モドキ」と付いている。
足が生えているが、背中の斑紋はまだ無く、成体に捕食されてしまうことがある(ただし作中では成体とともに登場しても捕食される場面は見られない)。
そのため昼間は地中に潜って成体から隠れて、斑紋が見えにくくなる夕方から夜にかけて活動する。
アカコチャッピーより耐久力が高く、背中への攻撃を2回当てる必要がある。
ルーイメモによるとお尻から果物のように簡単に皮が剥けるらしく、そのまま切り分けて塩茹でにするらしい。
クイーンチャッピー
【和名：デメマダラ 卵嚢肥大個体 科：イヌムシ科】
【英名：Empress Bulblax】
登場作品：2、4
体長：約48cm/480㎜
運搬数：20
活動時間：昼
地下洞窟『2』の「けだものの穴」「辺境の洞窟」『4』の「けだもののゆりかご」のボス。地下洞窟『2』の「百戦錬磨の穴」『4』の「けだものの王国」「王の穴」でも中ボスとして登場する。
食物の減少など極端な環境の変化が起こった際に、雌が一時的に体を変化させた姿。この個体を中心に一時的な社会形態を取り、同時に繁殖に必要な個体以外の雄は雌へ性転換する。卵嚢を中心に体が異常に巨大化しており、その巨体ゆえ、歩くことすらままならない。直接捕食は行わず、その長い体をくねらせ左右に転がってピクミンを押し潰そうとする（このとき転がる範囲にベビーチャッピーがいる場合は巻き添えになる）。個体によっては子供であるベビーチャッピーを生み続けており、これは子を餌の豊富な場所へ送り出す生存戦略とも、同族の非常食にするためとも考えられている。
ステージによって大きく性質が異なり、「けだものの穴」のものは押し潰ししかしないが、「辺境の洞窟」はベビーチャッピーを生み続ける。また、「百戦錬磨の穴」に登場するクイーンチャッピーはベビーチャッピーに加え、転がって壁にぶつかった時に頭側に落石を落とすようになっているため、対処が難しくなっている。
ルーイメモによると卵巣の塩漬けが珍味中の珍味らしい。
本編以外では『おどる メイド イン ワリオ』にクイーンチャッピーを転がしてピクミンを押しつぶすというゲームがある。
ダイオウデメマダラ
【和名：ダイオウデメマダラ 科：イヌムシ科】
【英名：Emperor Bulblax】
登場作品：1、2、Hey!、4
体長：約13cm/130㎜
運搬数：20（『2』）→15（『4』）
活動時間：昼夜
『1』のラストボス。『2』では地下洞窟「デメマダラの王国」のボス。地下洞窟「混沌の魔窟」「百戦錬磨の穴」でも中ボスとして登場する。『Hey!』ではエリア8「原生のかおり」のボス。『4』では地下洞窟「けだものの王国」のボス。地下洞窟「王の穴」でも中ボスとして登場する。
イヌムシ科で最大の個体。食に対してきわめて貪欲であり、『1』ではオリマーのへそくり金庫のほか、ペレットも食べている。
『1』では背中にデメマダラタケという特殊なキノコが生えており、普段は背中だけを地表に出し小山に擬態している。この生態のため、まぶたを閉じることが出来ない種類が多いイヌムシ科では唯一、ダイオウデメマダラだけはまぶたを動かして目を閉じることが可能。チャッピー系統は基本的に背後からの攻撃に弱いが、ダイオウデメマダラは体中が小石やコケに覆われていることで背後からの攻撃を完全に無効化しており、攻撃は顔面部の肌色の部分にのみ有効。ただし、正面から投げるとピクミンが口で受け止められて食べられるので注意が必要。
他のチャッピーと違い、粘着性のある舌でからめとって獲物を食べる（ピクミン100匹を一度に捕食することも可能）。食べる直前には大量のよだれを垂らす。 足元を攻撃させると飛び上がって押し潰そうとしてくる。
チャッピー達より二回りも大きく、見た目に反して脚力も非常に発達しているため、ゲーム中最大のジャンプ力を持ち、画面に映り切らないほどの高さまで飛び上がることができる。体力が半分を切ると大ジャンプをしてピクミンを押しつぶす攻撃が追加される。口元から涎が出ていれば舌による捕食を、出ていなければジャンプを繰り出す。
倒すとへそくり金庫を吐き出して地中に沈んでいき、その後、5ペレットが5個はい上がって来る。
『2』、『4』に登場するものはまだ若い個体なのか『1』と比べて弱体化された形となっている上、背中のデメマダラタケがなく、体もアカチャッピーより少し大きい程度（ステージによっては、大きさが異なる場合もある）に小型化されているので、普通にピクミンを投げても顔面に届くようになっている。また、体は背中まで地中に隠し、普段は地表に目だけが見えている状態になっている。この時目の間を狙って紫ピクミンを連続で投げ続けると瞬殺できる。攻撃手段としては、高くジャンプして押し潰す攻撃法がなくなった代わりにピクミンを混乱させる雄叫び（同エリアにいる他のダイオウデメマダラを起こす効果もある）を発することがある。なお、『2』では目の前にバクダン岩があるとそれを捕食して爆発を食らい、一定時間動けなくなる（バクダン岩は『1』のそれより大きく、ピクミンが扱うことはできない）。『1』と違い、倒すと死体が残り、回収出来るようになっている。
特徴である舌は、脅威であると同時に美味でもあるらしく、ルーイメモによるとシチューにすると絶品とのこと。
『Hey!』に登場する個体は歴代シリーズに登場した中でも最大級の大きさを誇る。バクダン岩が弱点である点は『2』から変わっていない。
コウテイデメマダラ
【和名：ダイオウデメマダラ 長寿個体 科：イヌムシ科】
登場作品：4
運搬数：30
活動時間：昼
ダイオウデメマダラの長寿個体。『1』に登場したものに近い巨体で、背中だけ地上に出して潜んでいるなど共通点も多い。地中に潜伏する事で代謝を抑え、更に胃の中の酵母が栄養を作り出している為、長期間の絶食にも耐えられる。
ダイオウデメマダラは若いうちは群れで行動することもあるが、大きく成長すると群れを離れ、単独で行動するようになる。甲羅状に盛り上がった背中は年輪のような層になっており、中には100歳を超えるケースもある模様。
ルーイメモによると、背中のワラビは灰汁を抜いて前菜にするほか、舌、目玉、唇、肉、脂といった全てが一級品で、歳を重ねるごとに旨味が増していくらしい。
ハチャッピー
【和名：ヤドリピクミンとその宿主 科：ピクミン科】
【英名：Red Bulbmin】
登場作品：2
体長：未記載/50㎜
運搬数：7
アカチャッピーに寄生したヤドリピクミンの一種。
根を神経に伸ばして宿主を操るが、食欲に関しては宿主任せで、ピクミンの他生物と共生関係を持とうとする性質から、寄生というより共生に近いのでは、という説もある。
他のチャッピーより小型だが、クマチャッピーのように昼行性で子供のコッパチャッピーを連れて洞窟内を歩いている。自身のものも含め、親が連れているコッパチャッピーは襲わないが、オリマーたちが連れているものやピクミンは普通に捕食する。
他のチャッピーより耐久力は低く、運ぶ際の重量も軽い。
ルーイメモによると、葉の部分を天ぷらにすると美味らしい。
ピクミンとしての生態もあるので、それらはピクミンを参照。
ダンゴナマズ
【和名：アミダンゴナマズ 科：イヌムシ科】
【英名：Water Dumple】
登場作品：1、2、3、4
体長：約4cm/40㎜
運搬数：5（『1』『2』『3』）→3（『4』）
活動時間：昼夜
生活の場を水中に移したデメマダラの一種だが、水中に移行したのは比較的最近のようで、目と足が退化しているものの骨格は陸生のチャッピー系のものに近い。積極的にピクミンを捕食する点もチャッピー系に準ずる。
退化した目の代わりに全身に有する味覚で獲物の位置を把握し捕食活動を行う。
耐久力は低いものの、索敵能力と噛みつく範囲が広いので近づく際には注意が必要。水の中よりも浅瀬にいることが多い。
ルーイメモによると唐揚げにすると淡白な味だが、刺身にする時は寄生虫に注意しなければならない模様。
ナガダンゴナマズ
【和名：マダラダンゴオオナマズ 科：イヌムシ科】
登場作品：Hey!
ウナギのように長い身体を持つダンゴナマズ。エリア2「緑の水辺」のボス。水中を泳ぎ回り、分厚い唇でピクミンを捕食する。 目は退化しているが、頭部の前に突き出た2つの光る器官がセンサーになっている。
頭部を被う太い毛はピクミンをはね返してしまうため、攻撃するには背中側を狙う必要がある。体力が低下すると口から泥のようなものを吐き出す攻撃も行うようになる。
ミズゾコデメウツボウ
【和名：ミズデメマダラ 科：イヌムシ科】
登場作品：Hey!
水の底に住むウツボのような生物。食いしん坊で、頭上にいるピクミンやウオノコを一呑みにしてしまう。体力は多いが、倒すと大量のキラの実を吐き出す。

## パンモドキ系統
一対の眼、一対の後脚といったチャッピー系統と似た特徴の外見を持っている。小型のものが多く生息域がチャッピーと重なっているが、擬態や進化をしており生命・住処を追われてはいない。背中に対する垂直攻撃を弱点としているものが多い。
コチャッピー（アカコチャッピー）
【和名：デメマダラモドキ（『1』） → ベニデメマダラモドキ（『2』『3』『4』） 科：パンモドキ科】
【英名：Dwarf Red Bulborb】
登場作品：1、2、3、4
体長：約3cm/30㎜
運搬数：3
活動時間：昼
通称は『1』『3』は「小チャッピー」（コチャッピー）、『2』では「アカコチャッピー」。
アカチャッピーに擬態しているパンモドキの近種。デメマダラ系統には背中の斑紋の有無のみで同種成体を判断する習性があり、それを利用してアカチャッピーに擬態し、アカチャッピーの傍にいることで身を守っている。逆にイヌムシ科は斑点が確認できないと同種幼体さえも捕食することがある。
チャッピーのそばにいることが多く、『1』では危機が迫ると鳴き声を発してチャッピーを呼び起こす。なお、『2』以降ではこの習性はなくなっている。
一度に一匹しかピクミンを捕食できず、食べるのにも時間がかかる。なお、食べられている間にアカコチャッピーを倒せばピクミンは救出可能。
鉛直方向の打撃に対し極端に脆く、ピクミン一匹をぶつけるだけで即死してしまう。
ルーイメモによると調理の際はそのままスープやシチューに放り込んでしまうらしい。
ユキチャッピー
【和名：シラガデメマダラモドキ 科：パンモドキ科】
【英名：Snow Bulborb】
登場作品：2
体長：約3cm/30㎜
運搬数：3
アカコチャッピーの色違い。ケチャッピーに擬態しているが、最大の特徴である体毛を生やすことは出来なかった。しかし、ケチャッピーは体毛が抜けやすく、仲間の識別は他の種と同様に背中の斑点で行うので、この程度の擬態でも十分擬態が成立している。
アカコチャッピーより耐久力が低く、若干弱い。また、背中への攻撃で一撃死するのも同じ。
ルーイメモによると茹でたものをサラダの付け合わせにするらしい。
テンコチャッピー
【和名：ダイダイデメマダラモドキ 科：パンモドキ科】
【英名：Dwarf Orange Bulborb】
登場作品：2、3、4
体長：約3cm/30㎜
運搬数：3
活動時間：昼
アカコチャッピーの色違いで、その名のとおりテンテンチャッピーに擬態したパンモドキ科の一種。目もしっかりと黄色く充血させる徹底ぶりである。
テンテンチャッピーに擬態しているにもかかわらず、アカコチャッピーより索敵範囲が狭い。そのかわり耐久力が少々高いが、背中への垂直攻撃には弱い。
地下洞窟で上空から降ってくることが多い。
なお、『2』の生物図鑑の記述にて、オリマーはユキチャッピーの存在を確認した時点でこの小チャッピーの存在を既に予測していたことがうかがえる記述がある。
『4』では少し強化されており、背中への攻撃は紫ピクミン以外は2回ぶつけないと倒すことができなくなっている。
ルーイメモによると仕上がりの色みが良くないので色材としてはイマイチらしい。
ヤキコチャッピー
【和名：ヒノデメオボコマダラ 科：パンモドキ科】
登場作品：Hey!
ヤキチャッピーに擬態したパンモドキ科の一種。常に背中が燃えており、歩いた後の地面に火をつけてしまう。歴代シリーズの他の小チャッピーに比べてサイズが大きく、『2』のヤキチャッピーに並ぶほどである。
トビヒノマダラ
【和名：トビヒノマダラ 科：パンモドキ科】
登場作品：Hey!
ヤキコチャッピーが進化し、飛べるようになった種。落とす炎は剥がれた皮膚。ピクミンやオリマーに対して直接危害を加えてくることは無い。
パンモドキ
【和名：マキパンモドキ 科：パンモドキ科】
【英名：Breadbug】
登場作品：1、2、4
体長：約4cm/37㎜
運搬数：3
活動時間：昼
ロールパンのような外見をしている生物。防御に特化した非常に厚みのある表皮を持っており、これで敵から身を守っている。この表皮の発達は生息域と食性を同じにするピクミンからの包囲攻撃に耐えうるための進化である。また、パンモドキはピクミン自体への直接的な攻撃はしないため、ピクミンはパンモドキを敵とは見なしておらず、包囲しても進んでパンモドキを攻撃しようとしない。
自分専用の巣を持っており、昼間、凶暴な夜行生物が寝ている間にペレットや生物の死骸を巣穴に運び込み、夜は巣穴で回収した物を食べて過ごす。
ピクミンと獲物の奪い合いが生じることがあり、このときは力の強い方が相手ごと引きずる形になり、ピクミンがパンモドキの巣穴に連れ込まれると死に、パンモドキがオニヨン（または探査ポッド）まで引きずられるとオニヨンにぶつかり大ダメージを与えられる。
硬い表皮を持つため包囲攻撃ではダメージを与えられず、背中への垂直攻撃でのみダメージを与えられる。ただし、『1』ではオリマーパンチで僅かにダメージを受けた。
『1』ではパンモドキはピクミン1匹で運べるもののみに手を出していたが、『2』ではそれ以上の重さのものや「お宝」にも手を出す。運びにくい地形に挟まると地中に潜って獲物を消してしまうことがある。
獲物が巣穴に運び込まれてしまうと倒しても獲物は戻らないが、『2』ではパンモドキが倒されると巣穴が消滅し、運び込まれたお宝のみ戻ってくる。『4』では巣穴が無くなった代わりに、一定の場所へ運び込むと砂をかけて隠すだけとなり、負けてもピクミンは死なずお宝以外も回収できるようになった。
パンの形をしているが、ルーイメモによると固くて身が少なく調理が大変な上、食べても美味しくないと記されている。その代わりに栄養価は高く、効果的な調理法が研究されているらしい。英語版では「余程厳しい状況に追い込まれない限り、食べなくてよい」とまで味を酷評されている。
オオパンモドキ
【和名：ショクパンモドキ 科：パンモドキ科】
【英名：Giant Breadbug】
登場作品：2、4
体長：未記載/75㎜
運搬数：10（『2』）→12（『4』）
活動時間：昼
地下洞窟『2』の「食神の台所」『4』の「ぶんどりレストラン」のボス。『2』のボスには共通のBGMが用意されているが、オオパンモドキのみ使用されていない。ただし、オオパンモドキが登場するフロア専用のBGMがある。
パンモドキ科の中では割と大型の種とされ、和名通り切り分けていない食パンの形をしている。巣穴の大きさもパンモドキより大きく、力も耐久力もパンモドキより増している。さらに真上からの攻撃も紫ピクミン以外では効果がないため、お宝や生物の死骸を取らせてピクミンに運ばせ探査ポッドにオオパンモドキごと運び込む戦法でなければ大きなダメージを与えられない。『4』では、背中に一定数のピクミンを乗せることでダメージを与えられるようになったが、その直後に突進で反撃してくる。
オオパンモドキは生まれたころにはパンモドキと餌の取り合いをするものの、成長しきると小さな獲物（パンモドキの獲物）には見向きもしなくなるため、それが餌と生息地が同じ両種族が共存できる要因になっている。生物図鑑では「むしろ2種の存在を脅かしているのは、ピクミンであろう」と推測されている。
食パンの形をしているが、ルーイメモでは「パンモドキより身は多いが味はさらに大味」と記されている。
ヒトクチパンモドキ
【和名：マキコパンモドキ 科：パンモドキ科】
登場作品：Hey!
パンモドキよりも更に小柄。表皮が厚くないのか、ピクミンを一発当てただけで倒せる。ただし、他のパンモドキと違いピクミンを捕食するため注意が必要である。

## ドックリ系統
ピクミンにはトックリの名が付く生物が多く登場する。
名前どおり徳利のような体をしており、主に口から様々な物を吐いて攻撃する。
ブタドックリ
【和名：ヒフキブタドックリ 科：ブタドックリ科】
【英名：Fiery Blowhog】
登場作品：1、2、3、Hey!、4
体長：約5cm/52㎜
運搬数：7（『1』『2』）→5（『3』『4』）
活動時間：昼
身体は白に近い灰色。名前の通りとっくりを横にしたような体型をしている。
常温空気中で発火する性質のあるリン化合物を吐き出し、さながら火炎放射のように火を噴き出して敵に応戦する。
小柄だが耐久力はそれなりにある。ピクミンやオリマーから攻撃を受けると前方に大きく振り払うため、狭い通路や水辺などでは特に注意が必要になる。
ピクミンを捕食するという行動を取らないため、振り払われても安全な場所では赤ピクミンに何も出来ずに倒されてしまう。
発火する物質を扱うというリスク上、化合物の生成プロセスは複雑である。そのため、死体は自然発火しない（ただしゲーム中では起きないが、死体の扱いは注意が必要らしい）。
ルーイメモによると刺身の他にカブなどと一緒に姿煮にすると良いらしい。
『Hey!』ではエリア6「燃える枯地」のボスとして登場。歴代シリーズの個体と比べて圧倒的な巨体を誇る。炎を吹き出す前の吸い込み時にピクミンも吸い込んでしまうため注意が必要である。この際に爆弾岩を吸い込ませることで体内で爆発、攻撃チャンスを得ることができる。
コブタドックリ
【和名：ヒフキコブタドックリ 科：ブタドックリ科】
登場作品：Hey!
小柄なブタドックリ。火を棒のように長く吐く個体と弾のように短く吐く個体がいる。
ゾウブタドックリ
【和名：ヒフキブタドックリ 肥大個体 科：ブタドックリ科】
登場作品：4
運搬数：15
活動時間：昼
成長ホルモンの異常により、巨大化したヒフキブタドックリ。
発火物質を溜める臓器や口が大きく、その火力は圧倒的で赤ピクミンなら燃えないものの、火炎放射だけで大きく吹き飛ばされてしまう。
しかしその分内臓に大きな負担がかかるらしく、内臓も通常のブタドックリと同じ大きさであるため、通常のブタドックリに比べて短命で生殖能力も失っている。
また、餌を通じて発火物質を取り込む関係上、周囲の環境の影響を受けやすく、汚染された環境で発見されるケースが多いのも短命の理由の一つとして考えられている。
『4』のストーリーではラストダンジョンの「王の穴」に1体のみ登場する。
ルーイメモによると大きな身体を切り分けるのが大変で調理が困難らしく、「デカけりゃいいってもんじゃない」と評されている。
ミズブタ
【和名：ヒフキブタドックリ 水吐変種 科：ブタドックリ科】
【英名：Watery Blowhog】
登場作品：2、3、4
体長：約5cm/52㎜
運搬数：7（『2』）→5（『3』『4』）
活動時間：昼
ブタドックリと同じ種類だが、遺伝子異常のためリン化合物の合成プロセスが不完全で、吐き出してくる液体は発火する数段階前の物である。そのため燃える事はなく、ただの水として排出される。とはいえ、青ピクミン以外のピクミンは、この液体を浴びると溺れてしまう。なお、オリマーたちが当たってもダメージは受けない（当たった際のリアクションはする）。
遺伝子異常のいわゆる「変種」なのだが、遺伝子異常が子孫に高い確率で遺伝するため、最近では数が増えてきている。
ブタドックリとの識別点は唇の色であり、ブタドックリが赤色なのに対しミズブタは青色である。
『3』のストーリーでは最終ステージ「哀しき獣の塔」に1体のみ登場する。
ルーイメモによると麺棒などでよく叩いてから刺身にすると美味らしい。
フブキブタ
【和名：フブキブタドックリ 科：ブタドックリ科】
登場作品：4
運搬数：5
活動時間：昼
体色や唇が水色のブタドックリ。
大気中の二酸化炭素を体内に取り組んで氷嚢と呼ばれる器官で圧縮させ、ドライアイスを生成して、氷の息を吹き出す。
氷を吹くために体内に氷点下の状態を作り出しているが、厚い脂肪を持つことに加え氷嚢を細胞外凍結させることでほかの内臓の凍結を防いでいる。
ルーイメモによると氷嚢を新鮮な内に食べるとの事で、軽く塩をふると頭がキーンとするらしい。
ブリザードックリ
【和名：フブキブタドックリ 肥大個体 科：ブタドックリ科】
登場作品：4
運搬数：15
活動時間：昼
フブキブタが内分泌異常で巨大化した個体。
その名の通りブリザードの如く猛烈な氷の息を吹き出して、氷ピクミンすら弾き飛ばしてしまう。
短命なゾウブタドックリに対して、こちらは効率的にドライアイスを生成できるようになったためかむしろ寿命が延びている。
ルーイメモによると細長い口の内側をスプーンで削るとかき氷（肉味）ができるらしい。
フーセンドックリ
【和名：ワモントゲフウセンドックリ 科：ブタドックリ科】
【英名：Puffy Blowhog】
登場作品：1、2、3、4
体長：約18cm/180㎜
運搬数：2（『3』）→1（『4』）
活動時間：昼夜
生体パルスが帯となって体表面を流れており、生物図鑑では「ブタドックリ科の中でも特に美しい」と書かれている。
常に水素によって体の浮き袋を満たしており、これによって浮遊している。体の横面に計八つついている気門から空気を噴出し、安定を保っている。
葉などを強い息で吹き飛ばし、その下の小虫を捕食する。ピクミンたちを捕食することはないが、ピクミンやオリマーに対しては距離をとりつつ強い息を吹きかけてくる。ピクミンを投げつけると身体を震わせて振り払うが、纏まった数が引っ付くと重さに耐えきれず落下してくる（なお、紫ピクミンならば1匹で落とすことができる）。
倒しても体内に溜め込んでいる空気を解放して逃げてしまうので、どうやって起爆性のある水素を体の中で安定させているのか、などの詳しいメカニズムは不明である。
『1』では、ピクミンがフーセンドックリに吹かれると花が散ったり、派手に巻き上げられたりするが、『2』で花は散ることなく、フリー状態になり、少し動かされるだけである。なお、紫ピクミンには無効である。
『1』『2』では瀕死の状態になると空気袋を開放し緊急離脱しているという設定があったが、『3』『4』では撃墜後に死骸が降ってくるようになった（但し『3』では、倒した際に魂が出るエフェクトが無いので、生きている可能性がある）。
ルーイメモによると皮を揚げてスナック感覚で食べる事が可能との事。
コオリフーセン
【和名：モンナシトゲフウセツドックリ 科：ブタドックリ科】
登場作品：4
運搬数：1
活動時間：昼
つるっとした印象で紋様が無いフーセンドックリ。冷気は、フブキブタと同じで圧縮された二酸化炭素である。また、呼吸用の気嚢に浮上用の浮嚢と冷気を溜める氷嚢の3つの肺をもつ。
ルーイメモによるとガムの様に噛む事が出来、口の中が涼しくなるらしい。
アオケダタラ
【和名：ミカゼアオケダタラ 科：ブタドックリ科】
【英名：Withering Blowhog】
登場作品：2、4
体長：約7cm/74㎜
運搬数：1（『4』）
活動時間：昼
フーセンドックリの近種。フーセンドックリより耐久力が低く、吹きかけてくる風は強くないが、エチレンに似た花を枯らす植物ホルモンを含んでいるため風に当たるとピクミンの花とつぼみはすべて枯れてしまう。ピクミン以外の植物も枯らすようだが、実際に他の植物にアオケダタラの息がかかっても枯れる様子は見られない。
ピクミンの花を枯らした際に笑い声のような鳴き声を上げる。倒すとフーセンドックリ同様、空気を開放して逃げる。
息の成分についての分析は出来ていないものの、解析され、化学合成ができればバイオプラントへの様々な用途が期待されるという。
『4』では、撃墜後に死骸が降ってくるようになった。さらに、真下にいるピクミンに対し風を吹いて上空へ逃げ、すぐ別の場所に降りてくるという新しい行動が追加されている。
ルーイメモによると天日干して炙ればちょっとしたおやつになるらしい。
フタクチドックリ（成虫）
【和名：クロガネオオイシツツミ 科：イシツツミ科】
【英名：Armored Cannon Beetle】
登場作品：1
運搬数：30
活動時間：昼
大陸から飛来、帰化した外来種。大陸名は「ストロングアームキャノンビートル」。黒光りする強固な甲殻を持ち、頭部に上下二つの口がある。
食するものは鉱物であるためピクミンを襲って捕食するような行動はとらないが、自分のテリトリーを侵す者に対しては非常に攻撃的になる。
その際の基本的な攻撃パターンは、上の口から空気を吸い込み、下の口から岩を吐き出すというものである。この岩は打ち出されたときの方向にまっすぐ転がる。
上の口で空気を吸い込んでいる最中にピクミンを投げ入れて詰まらせると窒息してオーバーヒートを起こし、放熱のために背中の殻を広げて肉を空気中にさらけ出し、また同時に暴れ始める。この際、晒された部分に攻撃するとダメージを与えることができる。また、吐き出された岩はオリマーパンチで壊すことができる。
死体が運搬可能な全ての生物の中で最も重い。
フタクチカブト
【和名：クロガネオオイシツツミ  成虫 科：イシツツミ科】
【英名：Horned Cannon Beetle】
登場作品：4
運搬数：30
活動時間：昼
『1』のフタクチドックリと酷似した性質・姿をしており和名も共通するが、通称と英名が異なっている。本項では別途記述する。
岩を吐くための吸気口があるのがオスで、メスは成虫になると口が閉じ岩も吐かなくなる（ゲーム中に登場する個体は全てオスの個体）。繁殖の際はオスが吐く岩に卵を産み付け幼虫の餌とする。
ヤマトイシツツミとも交配し、孵化しない卵と交雑種が半分ずつ生まれるため在来種のフタクチドックリに深刻な遺伝子汚染を引き起こしている。さらには縄張り意識の強さからヤマトイシツツミの幼虫に攻撃することもあり、ヤマトイシツツミは絶滅の危機に瀕しているという。
ルーイメモによると丸ごと茹でると殻が自然に外れ、湯切りした身に岩塩を振りかけて食べるらしい。
フタクチドックリ（幼虫）
【和名：ヤマトイシツツミ （『2』『3』）→ヤマトイシツツミ 幼虫（『4』）科：イシツツミ科】
【英名：Armored Cannon Beetle Larva】
登場作品：2、3、4
体長：約10cm/100㎜
運搬数：7
活動時間：昼
フタクチドックリの幼虫。体色は鮮やかな緑色。幼虫であるため甲殻は無い。動き回るタイプと地面から顔を出した砲台タイプの2種類が存在する（『3』では砲台タイプのみが登場）。
成虫と違い直接攻撃できるかわりに、ピクミンが張り付くと前方に振り払おうとする。砲台タイプは地面に潜っており、近づくと出てくる。動き回るタイプよりも耐久力が高め。
吐き出した岩は他の原生生物に当たると大ダメージを与えるため、オリマー単体で誘導して危険な敵を安全に倒すことが出来る。紫ピクミンの落下の衝撃で吐き出された岩を破壊することもできる。
生物図鑑によると、イシツツミ科の生物はショウヤムシ科の生物（後述のオオガネモチが属する）と同じく体内に住まわせたメタバクテリアの力で捕食した鉱物を消化する。成虫が出した岩にメタバクテリアが含まれていて、それを幼虫が食べることで体内にメタバクテリアを取り入れている。
なお、上記のフタクチドックリは和名が異なっており、『1』のエンディングでは「（#フタクチドックリ（成虫）は）大陸から飛来、帰化した外来種」と書かれていることから別種である可能性がある。
また、テリトリーを持ち個体で生息する成虫と違い、一つの生息域に複数生息していることがある。
これが成虫の幼体とオリマーが理解したとき、絶滅していなかったことを安堵している事をメモに記述している。
ルーイメモによるとよく砂を吐かせてから、生のまま殻をむいてそのまま食べるが、フライにしても良いらしい。
ミヤビフタクチ
【和名：ミヤビイシツツミ 科：イシツツミ科】
【英名：Decorated Cannon Beetle】
登場作品：2
体長：約10cm/100㎜
運搬数：7
フタクチドックリの変種。砂鉄を含む岩石を好んで食べるため体色は鮮やかな赤色をしている。その影響もあって吐く岩は磁力を帯びており、転がるスピードはフタクチドックリと比べると遅いものの、オリマー達の宇宙服の金属に反応して進路を変えてくる。オリマー達が寝ていればダメージを受けない。こちらは砲台タイプが存在しない。
岩の追尾性能はかなり高く、これを利用して別の敵だけではなく岩を吐いた本体までも攻撃することもできる。しかしあまり長い間転がしていると壊れてしまう。
砂鉄を好むという点以外フタクチドックリと差はないが、ルーイメモによるとフタクチドックリより脂が乗っているので生よりフライにした方が美味だという。
ユキフタクチ
【和名：ユキツツミ （『3』）→ユキツツミ 幼虫（『4』）科：イシツツミ科】
登場作品：3、4
運搬数：7
活動時間：昼
フタクチドックリの近種で、2種を比べるとこちらのが若干体色が薄い。
吐いてくるのは岩ではなく雪玉である点が異なる。当たっても引き潰されることは無いかわりに、巻き込まれてしまう。雪玉に巻き込まれると壁に当たって壊れるまで脱出できない。作中では砲台タイプのみ登場。
生物図鑑によると、この雪玉は死滅した体内バクテリアの細胞を超低温の息で凍らせて生成したもの。超低温の息を吐くことができるのは、同種の生息地の気温が低いのはもちろん、体液を冷媒として圧縮した後に圧力を下げることで気化熱を奪い、体内に氷点下の状態を作り出している点も重要となっている。
ルーイメモによると吐き出させた雪に果汁をかけてかき氷にし、身はシャーベット状にして生で食べるとの事。
オオユキカブト
【和名：ユキツツミ 成虫 科：イシツツミ科】
登場作品：4
運搬数：30
活動時間：昼
ユキツツミの成虫。フタクチカブトと違って体色は白く、上の口が存在しない。これはエサの少ない寒冷地で効率的に捕食できるよう雪玉を吐き出す口で強力な吸引をするようになり、上部の吸気口が閉じているためである。
外敵を発見すると下の口から周囲の空気を吸い込んで雪玉を吐き出して攻撃する。フタクチカブトと同様に空気を吸い込む際に背中の甲殻が開かれて露わになる肉が弱点だが、吸い込みにピクミンが巻き込まれると捕食されてしまう。
ルーイメモによると身がぎっしりと詰まった手足を殻ごと茹でてレモン汁を垂らし、レモン汁が繊維の隅々まで行き渡ったら一気に啜るらしい。
ヒフキドックリ
【和名：ヒフキイシツツミ 科：イシツツミ科】
登場作品：Hey!
小柄なフタクチドックリの近種。壁の巣穴から身を乗り出し、火を吐く。
シシドックリ
【和名：ハイイロシシドックリ 科：シシドックリ科】
登場作品：4
運搬数：7
活動時間：昼夜
ヒフキブタドックリの原種に近い生物。
現実世界のイノシシに近い生態を持ち、強烈な突進攻撃で得物を狙ったり捕食者から逃げる際の時間稼ぎをする。
嗅覚が非常に発達しており、ある種のにおいを発する地下生のキノコが大好物。
ピクミンやオッチン、主人公を見つけると突進してくるが、その際ピクミンを口に含んで捕食する。
ルーイメモによるとジビエのように根菜、山菜、みそでトロトロに煮込むと濃厚で野性味のある味わいがするが、血抜きをしっかりしないと臭みがあるらしい。

## クモ系統
ピクミンにはクモの名が付く生物も多く登場する。形態、攻撃方法などさまざまだが、その多くに共通する特性として、「歩行脚が四本である」「胴体は（おそらく）頭部一つのみで、足から釣り下がっているような形態をしている」という二点が挙げられる。脚の本数から考えて、全てクモにあらずのクモであり、厳密なクモではない。これらの特徴を持つ種は全て「ダマグモ科」と「ショイグモ科」の２科に分類される。この他にも一部、これらの特徴を持たないクモ型の原生生物が存在するが、そちらは後述の「ムシ」の項目に記述している。
ダマグモ科には口、鼻、耳、目などのほとんどの感覚器官が見あたらない。捕食らしき行動も見受けられない。性格はおとなしく、これといった天敵もないとされている。また、現れた直後は、独特の鳴き声を発してから活動を開始する。
ショイグモ科には口、目とおぼしき部分、四本の足の他に二本の腕が存在する。また、このため前後左右を認識している。本来の性格はダマグモ科同様おとなしいが、ショイグモ科は背中に物を背負う習性があり、背負ったものによって性格が変化してしまうという特徴もある。草の汁などを食物として吸う。
ダマグモ
【和名：アシナガモクメツユハライ 科：ダマグモ科】
【英名：Beady Long Legs】
登場作品：1、2
体長：約27cm/240㎜
『1』ではステージ「樹海のヘソ」のボス。専用の戦闘BGMがある。『2』では地下洞窟「クモの根城」のボス。地下洞窟「百戦錬磨の穴」でも中ボスとして登場するほか、地上ステージ「まどいの水源」でも一定日数経過で出現する。倒しても1の付く日毎に必ず再配置されるなど、他のダマグモと比べて頻繁に登場する。
オリマーたちの目線には映らないほどの上空に巣をかまえて生息している。
体は金属質の物質で構成され、表面は蝋のようなもので覆われているため独特な模様とつやを持つ。胴体には目、鼻、耳、口などの器官はないが、ピクミン達を見つけると、頭上から落下し、さらには踏みつけようと迫ってくる。よく見ると、前後だけはあるようで、ある一定の面を前にして進んでいる。また、出現直後や、移動中に一時停止したりした際に独特の鳴き声のような音を発する（これは、ダマグモキャノン、ゾウノアシにも共通する）。
足には攻撃が通用しないため、胴体が弱点。ただしピクミンに張りつかれると大きく振り払い、振り払うとしばらくの間足踏みが高速になる。しかし『2』では高速足踏みがなくなっている上、耐久力も下がっているため弱体化している。膝に紫ピクミンを落下させてもダメージが行く。
体力が減ってくると体が徐々に崩れ始め、半分を切ると煙を上げ、体力が0になると胴体がくす玉のように割れて持っていたパーツやお宝を落とし、そのままバラバラと崩れ落ちる。
作中でもとりわけて謎多き生物。何を捕食しているのかは不明であり、金属質である身体の成分からも推測できない。倒すと胴体が2つに割れ、足に電流が流れる。そして、ガラスが割れていくように消滅するので、解剖も行うことができない。だが、オリマーのメモによると凍らせてはどうだろうと書かれていたため、崩れるというより溶けて蒸発するのほうが正しいのかもしれない。しかし地上に登場するダマグモは倒すとペレットをたくさん落とすことから、ペレットを餌にしているとも考えられる。
『1』では洞窟の辺境にひっそりと住んでいたようだが、『2』では太陽光の射す洞窟内、太陽光の射さない洞窟内、さらには地上と様々な場所に出現し、生息地の分類が疎らではっきりとしていない。
『2』では他の生物をダマグモの踏みつけに巻き込ませてダメージを与えることが可能（『1』ではダマグモの下を他の生物が通ることがない）。威力は非常に高く、ほとんどの生物は一撃死する。
ルーイメモには「注意!食べられません」とあり、さらに英語版では「有毒」とまで言われる。
なお、名前にクモとついているが、実際にはクモ科とは別の系統である事が明かされている。
ダマグモキャノン
【和名：アシボソエンマツユハライ 科：ダマグモ科】
【英名：Man-at-Legs】
登場作品：2、4
体長：約17cm/170㎜
運搬数：不明
活動時間：昼
地下洞窟『2』の「地下の秘密基地」『4』の「最終兵器実験場」のボス。また、地下洞窟『2』の「百戦錬磨の穴」や『4』の「王の穴」では中ボスとして、『4』の「オリマー遭難記」ではラストボスとして登場する。
機械と融合しサイボーグとなってしまったダマグモ。前述の通りダマグモ科の生物は特に天敵がなく、強大な攻撃力を必要としていないことから、機械の方からダマグモにアプローチし、体を乗っ取ったものと思われる。実際、機械部分を開く際に、かなり無理な形で入り込んでいるのか、中の肉が裂けているのが確認できる。
他のダマグモとは違い、足が細く、ピクミンらを踏みつぶせない。代わりに、核となる球体の部分の下半分が連射可能なランチャー（と照準器用のレーザー探知機）になっており、これで敵を捕捉、エネルギー弾を発射し破壊を試みる。火器管制システムの性能がそれほど良くないため、目標の捕捉と発射までのラグが大きく、射撃が追いつかないことも多い。だが威力は凄まじく、撃たれたピクミンは即死してしまう。オリマーメモによると、ランチャーの使用はダマグモ自身が操作しているわけではなく、機械部分が自動的に敵を探知、追跡して攻撃をしているとされている。
防御力も高く、赤ピクミンをもってしても中々ダメージを与えられず、ボスの中でもトップクラスの強敵である（ただし他の生物と違い、時間経過による体力回復がない）。
エネルギー弾の攻撃から逃れるには、壁や段差などの物陰に隠れて遮断させるのが有効。また、収まるまで常に移動し続けても回避は出来る。ただし移動している時に隠れても、すぐさま乗り越えられてしまう。『4』ではボスフロアに土の壁やオッチンの突撃で壊せる壺があるが、エネルギー弾の発射数と連射速度から直ぐに破壊されてしまうため、防壁としては役に立たない。出現直後にいきなり撃ってくる事もある。他のダマグモと違い倒すと、胴体から、白い煙を暫く吹き出した後、爆発して木っ端微塵に砕け散る。
『2』の地下洞窟「百戦錬磨の穴」では水辺があるため、青ピクミンが少ないと苦戦を強いられる。また、エリア自体が狭い事もあり、待機させる場所に気をつけないと、待機中のピクミンが狙われる危険性も高まる。
4本の足の内、1本が機械化されており、これが関節を無視した可動範囲を持つため、常にこの足を軸として先に移動させる。移動速度もかなり早い。
生体部分に意思は無く、機械部分の動力源となっているが、それ以外は謎が多く、何の機械がどのように融合したのか、何を捕食しているのかなどは全く明かされていない。
作中でドルフィン初号機は、この生物を「機械化怪虫」と呼んでおり、生物と機械が共生していた事を目の当たりにして「この星の生態系はとんでもない」と驚愕している。
日本語版のルーイメモや「最終兵器実験場」でのルーイの日誌には「ほとんど機械なんですけど……」「殆ど食べる所が無かった」と食用にできず諦めたことが分かる内容が記されていたが、英語版では「肉は少し金属面に残っていて、オイルがグレービーソースや滑らかなフレンチソースになる」とあり、全く食べるところが無い訳ではない模様。ダマグモは金属質だが、こちらは少量肉があることが確認できる。
ゾウノアシ
【和名：スソビロツユハライ 科：ダマグモ科】
【英名：Raging Long Legs】
登場作品：2
体長：未記載/270㎜
地下洞窟「百戦錬磨の穴」のボス。VSモードの「カクカクコース」にも登場するマップがある。
「象の脚」という名のとおり、ダマグモよりも大きな足と頭部を持つ。結果的に踏み潰しやすい形状になっているが、これは地ならしを目的としたものであるという説もある。
大きな体が災いして極端に動きが遅く、胴体兼頭部が大きいため、紫ピクミンでも投げ付けが届きやすいが、ピクミンを振り払った直後のみダマグモを上回るかなりの速度で足踏みをしながら踏みつけてくる。また、耐久力はダマグモキャノン程ではないが、それでもダマグモとは比べ物にならないほど高い。
体を作る材質はダマグモと異なりシリコンを主とし、体表は黒い地色に毒々しい紫色の艶を持つ。
倒すとダマグモ同様、頭がくす玉のように割れてお宝を落とし、そのまま消滅してしまう。なお、お宝を回収済みの場合、大量のタマゴムシを撒き散らす。
ゾウノアシの足の攻撃当たり判定はダマグモと同様に他生物にもあり、カクカクコースにおいて、ゾウノアシに踏みつぶされた生物は即死する。
ルーイメモによると「煮ても焼いても錆臭さが抜けず、食べられたものではなかった」とのこと。だが、死ぬとすぐに消滅してしまうこの生物をどのように調理したのかは謎のままである。一方でオリマー曰く「冷凍することで消滅せず解剖できる」という可能性があるようで、そういった方法を用いて調理したとも考えられる。
ケダマグモ
【和名：オグシツユハライ 科：ダマグモ科】
【英名：Shaggy Long Legs】
登場作品：3
｢始まりの森｣、｢迷いの雪原｣の中ボス。
その名の通り胴体部分と脚の関節部分が体毛で覆われたダマグモで、普段は木の上などでじっとしているが、地上の縄張りを侵すと上から降ってきて地面を踏み鳴らしながら威嚇を行う。本体を攻撃するには脚部分からピクミンを登らせ、体毛を引き抜いて胴体を露呈させる必要がある。胴体が露呈した後は胴体に直接ピクミンを投げ当てる事も可能。
常に動き回る上に関節を攻撃して体毛を全て剥がしてしまわないと決定的なダメージを与えられず、張り付けてもあまり多くピクミンを張り付かせられない上、すぐに払われてしまうため、前2作に登場したダマグモと比べ、苦戦しやすく長期戦になりがちである。
なお、「始まりの森」の個体は黒く、「迷いの雪原」の個体は白い色をしている。これは地域の特性によるもので、体色以外に大きな違いはない。
『ピクミン3 デラックス』のサイドストーリー「オリマーの冒険ふたたび」のラストステージでは、金色の個体が登場し、こちらは足の部分が巨大化している。
ルーイメモによるとダマグモ同様「注意!食べられません」と書かれている。
ハゲダマグモ
【和名：ハダカオグシツユハライ 科：ダマグモ科】
【英名：Baldy Long Legs】
登場作品：3、4
運搬数：不明
活動時間：昼夜
『4』では地上ステージ「追憶の原生林」の中ボスとして登場するほか、地下洞窟「王の穴」でも中ボスとして登場する。
名の通り、毛が抜けたケダマグモ。抜け落ちた毛が生えることは無いため、別の名前で呼ばれ区別されている。ミッションモードでは最初から毛のない状態で登場する個体も存在する。
この状態になると姿形もダマグモに酷似するが、甲殻表面からロウが分泌されておらず独特の木目のような模様は見られない。また、くす玉状の胴体の割れる向きが横向きであるなど、両者を見分けるための特徴は比較的分かりやすい。
『ピクミン3 デラックス』のサイドストーリー「オリマーの冒険 ふたたび」のラストステージでは、金色の個体が登場するが、体色以外に大きな違いはない。
ルーイメモによると毛を毟っても食用に適さない模様。
ダマグモインフェルノ
【和名：スソビロボンオドリツユハライ 科：ダマグモ科】
登場作品：4
運搬数：不明
活動時間：夜
地下洞窟「スクラップディスコ」のボス。まるでミラーボールのように光っているが、これは一つ一つが光センサーで目の役割を果たしている。
DJさながらに独自のリズムを刻みながら足踏みで攻撃し、黄色や赤色に変化するとより激しく早いリズムで足踏みをした後、ピクミンを洗脳する特殊なガスを噴射する。ガスを浴びたピクミンは言う事を聞かなくなり、笛も無視してひたすらダンスをするように激しい足踏みの中飛び跳ねる。倒すとレゲエホーンの様な断末魔をあげた後にクラッカーの様な音を立てて跡形もなく破裂し、残った脚も即蒸発して無くなる。
体は半機械半生体のような構造らしく、無機物の外殻と有機物の臓器とで構成されていてオリマーはこの星の生物は無機物と有機物の境界があいまいなのかもしれないと考察している。
ルーイメモによると「筋だらけで歯に引っ掛かる。焦げたビニールや金属の匂いがする」と書かれており、やはり食べられたものでは無い模様。
ショイグモ
【和名：セオイカナエグモ 科：ショイグモ科】
登場作品：2、4
体長：未記載/54㎜
運搬数：3（全種共通）（『2』）→2（全種共通）（『4』）
自分の数十倍の重さのものから仲間の死骸まで、動かせるものなら何でも背負う。捕食するものは主に草木の汁。
普段はおとなしい性格で、草むらの中などに隠れていることが多い（生物図鑑より。実際に草むらに隠れている様子は見られない）が、危険になると攻撃する。その点は全てのショイグモに共通した特徴である。サクレショイグモ以外は、ピクミンから逃げるように動くという点も共通している。
背負う物は特に選り好みせず、背負える物なら何でも利用する。他生物の死骸も背負うことがあるが、餌にはしない。『4』ではサクレショイグモ以外（サクレショイグモは『4』には未登場）も爆弾岩を背負うようになり、その際には攻撃的な性格に変貌して特攻してくる。
なお、以下の7種は全て同一の種で、進化の過程においてそれぞれのタイプに分化、変化したものである。
また、ショイグモは以下7種の同一名称。
ベニショイグモ
登場作品：2、4
赤いショイグモ。
身の危険を感じると自衛のため可燃ガスを吐きだし、あごを火打石のように打ち着火し、炎を吐き出してくる。
死体は古くなると自然発火するらしい。
ルーイメモにも古くなると勝手に火がついて燃えてしまうので早めに食べなければならないとの事。
キショイグモ
登場作品：2、4
黄色いショイグモ。
体内に発電器官を持ち、身の危険を感じるとその電気を放電する。
ルーイメモによると、カリカリに揚げたのをレモンを搾っていただくとのこと。英語版では免許のいる食材という設定で、理由は「感電ならまだいい方だが、最悪爆発する為」との事。
ルリショイグモ
登場作品：2、4
青いショイグモ。
身の危険を感じると、金属の酸化を促進する液体を吐き出す。オリマー達が液体に当たると、ダメージは受けないが移動以外は一時的に行動不能となる。
ルーイメモによると、他のショイグモに比べて水っぽく味が薄いので塩を多めに振りかけて食べるとのこと。英語版では食用にできない設定であり「食べた場合、腕の震えの症状が出る」と有毒性を指摘されている。
ムラサキショイグモ
登場作品：2
紫色のショイグモ。
身の危険を感じると、混ざると毒性を持つようになる2種類の液体を体外で合成して毒ガスとして放つ。他のタイプのショイグモに比べ、耐久力が高め。
ルーイメモでは「火にかけてもガスの成分は消えにくく、食用には向かない」とのこと。
『4』では毒ガスを放つポジションが下記のミドリショイグモになったため登場していないが、生物図鑑では「以前は紫色の子もいたらしい」と、存在自体は示唆されている。
サクレショイグモ
登場作品：2
黒い体に黄色と黒の縞模様の脚を持つショイグモ。
敵を見つけると、背中に背負ったバクダン岩に点火した上で迫ってくる（体力ゲージがタイムになっており、ゼロになると爆発し、死亡する）。非常に攻撃的な点で、他のショイグモ科の生物とは性格が大きく異なる。
ショイグモ科は背負ったものにより性格を影響されやすいためバクダン岩という危険物に影響されていると考えられる。
天井から突然落下してきてピクミンたちを襲うもの、待機していてオリマーやピクミンが近づくと襲ってくるもの、死角から突然現れて襲ってくるものがいる。
生物図鑑で爆発する瞬間にZボタンを押すと画面がフリーズする。
日本語版のルーイメモでは「軽く炒めると辛い上に口の中でパチパチ弾ける刺激的な味」と食用になるが、英語版では食用にできない危険物扱いとなっている。
ハクショイグモ
登場作品：4
水色のショイグモ。
身の危険を感じると、冷気ガスを吐き出す。体色を変化させる色素を作る共生細菌の働きが弱く、元々の白色の身体をしているが温かい地域でベニショイグモのエサを与えると色素が増えて桃色になるらしい。
ルーイメモによると足に果汁を染み込ませてアイスバーにする模様。
ミドリショイグモ
登場作品：4
緑色のショイグモ。
ムラサキショイグモと同様に身の危険を感じると、混ざると毒性を持つようになる2種類の液体を体外で合成して毒ガスとして放つ。
ルーイメモはムラサキショイグモの時と同様。
ヘラクレスオオヨロヒグモ
【和名：ヤタシオオヨロヒグモ 科：ショイグモ科】
【英名：Titan Dweevil】
登場作品：2
体長：未記載/322㎜
地下洞窟「夢の穴」のボス。
『2』のラストボス的生物で、ルーイを捕まえていた（ドルフィン初号機は「ルーイがこのクモの脳をジャックしていた」と説明している）。他のボスのものとは異なる専用のBGMがある。
ショイグモ科の中で最大の生物で、さらにゲーム中に登場するものは、偶然兵器のような4つのお宝「フレア・キャノン」「モンスター・ポンプ」「マイナスイオン・コンバータ」「ケミカル・ウエポン」を背負い、それらから何らかの影響を受け、突然変異した種である（生物図鑑でオリマーは「背中に背負った薬品瓶が遺伝子に影響を与えた可能性がある」とも記している）。
その影響として、元から大きな体躯がさらに異常発達・巨大化し、また元来は温厚だった性格が大変凶暴なものになった。本来は巨体のため外敵がおらず、草食性のため狩りをする必要もないので、背負ったものに性格が影響されるというショイグモの特性による性格の変化だと推測される。
選り好みしない他の種に比べ、つやのある物を好んで背負う傾向がある。
背負ったもののそれぞれは、火・水・電気・毒という、ゲーム中に登場するピクミンにとっての全ての無機的脅威であり、ピクミンの掃討には非常に適した形となっている。
武器はあまりに強力なため、強化された宇宙服でも、ダメージは受けないが防ぎきれずに一瞬ひるんでしまうほど。
武器があるうちは最強のボスであるが、全ての武器を失うと腕を使った振り払い以外、これといった攻撃ができない最弱のボスとなる。また、武器を背負った状態であれば、体色が黒みがかった銀色になっているが、武器を失うと薄い茶色に変わる。
倒されると、大量の泡のようになり、地面に落ちていく。ゲキニガスプレーで石化させて倒すと、ウジャダニほどではないがゲキニガとゲキカラのエキスを大量に落とす。
作中では「悪夢の大怪虫」とも呼ばれており、オリマーも「一個体の生物としてはまさに万能だった」と語っている。この事から同ゲームにおける最大の強敵である。
ルーイメモによると脚は煮ても焼いてもどう調理しても美味らしく、英語版では「風味豊かで歯応えも良い」とのこと。
公式サイトの人気投票（敵キャラ部門）ではダマグモキャノンと並び人気で、その結果1位に輝いた。

## 水中の生物
ピクミンには水中や浅瀬にいる生物も多い。また、ダンゴナマズなど、他の系統に分類した生物の一部も水中にいることがある。
イモガエル
【和名：ダルマイモガエル 科：イモガエル科】
【英名：Yellow Wollywog】
登場作品：1、2、3、Hey!、4
体長：約4.5cm/46㎜
運搬数：7（『1』『2』）→5（『3』『4』）
活動時間：昼
卵のような形をした体に黄色の体色と、目から平行に並ぶ緑色の斑紋が大きな特徴である。跳ぶことに特化したため、泳ぎは上手でない。
おもに浅瀬に生息している。産卵前後の時期は特に攻撃的になり、自分よりも小さく動くものを何でも押し潰そうとする習性がある。この押し潰しは捕食行為でもあり、潰した生物の体液を皮膚から吸収している。
イモガエルは卵や幼生を捕食する敵（ダンゴナマズ・青ピクミンなど）からの捕食を防ぐため、水の上にせり出した木の枝などに産卵する。卵が孵った幼生がオタマ、オタマがイモガエルに成長する途中の個体がコイモガエルである。
『2』では洞窟内の水気が少ない所にも出現することがある。
ピクミンを押し潰そうと跳んでくる。『2』まではこの攻撃でピクミン以外の敵が死ぬことは無かったが、『3』では他の生物にも当たり判定が追加された。その威力は凄まじく、カニタマのハサミを一撃で粉砕してしまうほどである。『2』までは押し潰し時の衝撃で体に張り付いたピクミンを振り払っていたが、『3』以降では他の生物と同様に体をゆすって振り払うようになった。
なお、『1』『3』では、多数のピクミンで囲み攻撃を行ったり、身体に張り付かせれば、飛び上がりを阻止できるが、『2』では囲み攻撃をしても関係なく飛び上がる事が出来るなど、若干の強化がなされている。『3』『Hey!『4』』では跳ぶ際に体を膨らませる。
ルーイメモによると、脚以外は水っぽく調理には向かないらしい。海外版ではビール衣揚げにすると美味とされている。
『Hey!』に登場する個体は歴代シリーズに比べて体が一回り大きいが、こちらから攻撃を仕掛けない限り襲ってくることは無い。
コイモガエル
【和名：ダルマイモガエル 科：イモガエル科】
登場作品：Hey!
子供の状態のイモガエルで、まだ尻尾が生えており脚も二本しかない。ピクミンを直接ぶつければ一撃で倒すことが出来る。ジャンプでピクミンを押し潰すが、厳密にはジャンプ中でなくとも足元には当たり判定が存在する。
ヌシガエル
【和名：ダルマイモガエル 長寿個体 科：イモガエル科】
登場作品：4
運搬数：15
活動時間：昼
イモガエルの仲間は、成体になったあと通常は繁殖を機に急激に成長が落ち込むが、天敵がいない安全な環境下で、繁殖活動をしないまま成長を続ける事があり、ヌシガエルはそうして2～3倍ほど巨大な姿になった個体。
元々イモガエルは細胞の老化を防ぐテロメラーゼと言う酵素が活発で、条件が合えば50年以上生きる事も珍しくなく長寿も相まって通常個体に比べてかなり大きく成長している。繁殖活動や冬眠は行わず、暖かい場所で越冬を行う。
捕食に必要な跳躍が維持されているため、より高く連続しての跳躍が可能となっている。
ルーイメモによると大量の塩で水抜きすれば食べられるが目玉と脚だけをいただく方がいいらしい。
オタマ
【和名：ダルマイモガエル （『1』『2』『3』）→ダルマイモガエル 幼生（『4』） 科：イモガエル科】
【英名：Wogpole】
登場作品：1、2、3、4
体長：約4cm/37㎜
運搬数：1
イモガエルの卵から孵った幼生。水中を泳いでいる。陸地に上がると跳ね、水中に少しずつ戻ろうとする。
『1』では「希望の森」で後ろ足が生えているオタマが登場したが、『2』の地形が同一の「めざめの森」ではそのオタマがいた水場がなくなり、同ステージの別の場所でイモガエルを見られ、さらに別の場所で足の生えていないオタマも見られる。
『2』では仲間にする前の野生の青ピクミンがオタマを捕食しようとしていたことから、オタマは基本的にピクミンに狩られる捕食対象である。
春先に成体のイモガエルがよく跳ねまわるのは、捕食者を近づけさせないためとの説がある。
ルーイメモによると、三杯酢の中に泳がせて踊り食いにするとの事。
マロガエル
【和名：マロイモガエル 科：イモガエル科】
【英名：Wollywog】
登場作品：1、2、4
体長：約5cm/48㎜
運搬数：7（『1』『2』）→5（『4』）
活動時間：昼
地下水脈に流され、そのまま洞窟に棲みつき、体が洞窟生活に適応するように変化したイモガエル。岩の隙間に潜れるように体が平たく変化している。長い洞窟生活のためイモガエルのような鮮やかさはなくなり、体色は白くなった。ゲーム中でも洞窟にしか生息しない。
イモガエルとマロガエルの強さは身長差などを含め『1』ではイモガエルの方が上だが、『2』以降はマロガエルの方が強くなっている。
ルーイメモによると臭みが少なく身も締まっているので、刺身にすると良いらしい。海外版では、挽いてパティにしてトマト、レタス、玉ねぎ、ケチャップと共にパンに挟んでハンバーガーにしている。
ヤキコイモガエル
【和名：ダルマヤキイモガエル 科：イモガエル科】
登場作品：Hey!
炎をまとったコイモガエルで、イモガエルが炎の中でも生きられるように進化した種。作中では成長前の子供の状態でしか登場しない。
ヒヤシイモ
【和名：ボタユキイモガエル 科：イモガエル科】
登場作品：4
運搬数：5
活動時間：昼
大きく跳び上がって獲物を押し潰す際に硝酸アンモニウムと尿素、水を含んだ混合液を体外へ放出し、吸熱反応による急激な冷却で凍らせている。獲物は、つぶして腹から吸収するが食べずに微凍結状態のまま保存もできる。そのため、餌が少ない環境にも適応している。
着地する際の混合液は、氷ピクミン以外が触れると凍ってしまう。
ルーイメモによると目の周りをくりぬき、醤油で煮込むととろっとろのコラーゲンがたっぷりらしい。
ヤマシンジュ
【和名：ハエトリヤマシンジュ 科：オトリガイ科】
【英名：Pearly Clamclamp】
登場作品：1、4
運搬数：3（『1』）→10（『4』）
活動時間：昼
二枚貝で、移動は一切できない。中に真珠を持っている（宇宙船パーツを持つものもいる）。真珠に宝石としての価値はないが、栄養価は高く運ぶとピクミンが50匹増える。
真珠は餌をおびき寄せるための囮で、この栄養価の高い真珠に誘われて貝の中に入り、粘液に包まれた真珠を取り外そうとしている内に殻を閉じて捕食、消化する。
『1』では、真珠を取り出すと他の生物を倒したときと同じく魂が抜け出るエフェクトが表示されるが、ヤマシンジュは死んだわけではなく、ピクミンを貝の中に立たせると貝を閉じて捕食しようとする（宇宙船のパーツを取り出された場合は魂が抜け出るエフェクトが無い）。
『4』では、真珠を取り出すと絶命するためピクミンを捕食されることはなくなったほか、真珠の代わりに貝殻が死骸として残る。
ただ貝殻を閉じるまで時間がかかり、その間に逃げられてしまうせいかエサにありつけない事も多く、共生関係にある藻類の光合成でも栄養を摂取しているため、日当たりのいい場所で貝殻を開けている事が多い。
ルーイメモによると殻ごと強火で加熱し旨味の強い出汁を取り、身とヒモを刻んだらつけ麺のスープにするらしい。
シャコモドキ
【和名：アメリケシャコガニ 科：アナジャコ科】
【英名：Hermit Crawmad】
登場作品：2、3、4
体長：約7cm/68㎜
運搬数：5
活動時間：昼
見た目はシャコの仲間のようだが、「モドキ」とあるようにシャコの仲間ではなく、実際にはヤドカリの仲間。カマのように見えるものはハサミが変化したものである。巣穴を持ち、自分の巣穴の近くに来た小動物を引きずり込んで食べる習性がある。
生息域は広く、水中・水辺・水が全くない陸地などどこでも生息しているが、基本的には水気の多い所にいる。
弱点は背中だが、ピクミンを捕まえ損ねると巣穴に戻るときに後ろ向きになり、大きな隙となる。しかしピクミンがつかまると、巣穴に戻るときに後ろ向きにならずバックするように戻る上、捕まえ損ねたときよりも早く巣穴に戻るため攻撃があまり効かなくなる。基本的に巣穴に引き込まれるまでピクミンを食さないが、巣穴に戻られると一切攻撃はできなくなる（なお、巣穴に戻っても、アルフ、チャーリー、ブリトニーが一発だけならパンチ攻撃できる）。
サイズの大きさにバラつきがあるが、強さや重さ、金額は変わらない。
ルーイメモによると、形の小さいものを天ぷらにすると美味らしい。
なお、アナジャコ科は実在する。
デメジャコ
【和名：タイリクシャコガニ 科：アナジャコ科】
【英名：Bugeyed Crawmad】
登場作品：3、4
運搬数：10（『3』）→15（『4』）
活動時間：昼
『3』の再会の花園に登場する中ボスで『3』では唯一同じステージに複数体が存在する中ボスである。シャコモドキ同様地面の穴を住処とするヤドカリの仲間で、シャコモドキをそのまま大きくしたような容姿と習性を持つ。大きく異なるのは背中も甲羅で覆われている点で、ダメージを与えるには大きく発達した目を攻撃してひっくり返して腹部を露呈させる必要がある。目には乾燥を防ぐための、まぶたのような襞がある。
洞窟内に生息する個体は複数の巣穴を構えており、巣穴同士が地下で繋がっているため、潜った後に別の巣穴から顔を出すこともある。
原生生物図鑑によれば、大きな目玉は紫外線や赤外線だけでなく円偏光も感知していると考えられ、そのおかげで視界の悪い泥の中でも獲物の位置を把握できている。また、硬い殻のおかげで天敵が少ないこともあり、脱皮を繰り返して大きく成長した寿命50年を超える個体もいるらしい。
ルーイメモによると、炭火で網焼きにすると美味で、味噌もまた絶品の味との事らしい。
ツブラメケメクジ
【和名：ハンジュクケメクジ 科：ケメクジ科】
【英名：Toady Bloyster】
登場作品：2、3、4
体長：約10cm/105㎜
運搬数：3
貝類からケメクジに進化する途中の段階のもの。重要な器官を奥へ引っ込めるという貝類の名残がまだ残っており、目が小さい。えらもケメクジより大きい。
陸地でも活動できるが、陸上よりも水中のほうが活発になる。
性質は後述のケメクジに準じるが、光への関心は示さないため、回りこむのも攻撃も容易。しかし目の前に立っていると触手で攻撃してくる。
倒すと本体は溶けてなくなり、鰓（と持っていたお宝またはペレット）だけが残る（『3』では魂が抜け出るエフェクトが追加されている）。えらはオニヨンに運び込むとピクミンが25匹増え、『2』では最大の栄養価である。
『2』の本編では「まどいの水源」の地上にしか出現しない。また、日にちが変わるごとに、地下洞窟に入ることでも再配置されるなど、復活が非常に速い。
『3』では触手の形状が変化した他、ピクミンを振り払う動作は行わない代わりに墨を吐き出す攻撃が追加された（『2』の毒に似た攻撃で全てのピクミンに効果があるが、混乱するだけで死ぬことはない）。
ルーイメモによると、背中のえらと目玉はどちらも美味で、特に目玉はプチッとした感触がたまらないとの事。
ハナガサケメクジ
【和名：デメハナガサケメクジ 科：ケメクジ科】
登場作品：4
運搬数：1+7
活動時間：昼
ツブラメケメクジやケメクジの原種。貝類としての特徴がよく残っており貝殻を背負っている。
頭や足はかたい筋肉で覆われていてダメージを受けないが、ケメクジの例にもれずエラが弱点で攻撃を受けると呼吸が出来なくなって貝殻が開いて傘のようになってしまい、柔らかい中身を晒してしまう。
性質は大人しく目に入るものは何でも構わず飲み込む事から、生ける掃除機とも呼ばれる。
ルーイメモによるとアシが早いので保存には向かず、脂がのったエンガワを生で頂くとの事。
ケメクジ
【和名：ヒトハナケメクジ 科：ケメクジ科】
【英名：Ranging Bloyster】
登場作品：2
体長：約20cm/211㎜
運搬数：3
地下洞窟「シャワールーム」のボス。地下洞窟「百戦錬磨の穴」でも中ボスとして登場する。
貝類から進化して殻を捨てた種類。背中についている花のようなものはえらであり、同時にケメクジの弱点でもある。ツブラメケメクジより移動が早く、陸地でも活発に行動できる。
粘着性のある7本の触手で獲物を捕らえ、捕食する。光るものに興味を示し、とりあえず捕食しようとする習性から、プレイヤーキャラのうちリーダーである方（識別灯が光っている方）に反応する。背中の鰓と目玉が、オリマーに反応している際は赤色、ルーイと社長の場合は青色に点滅する。旋回速度が非常に早く、普通に走って背中に回りこむことはほぼ不可能なため、リーダーをいつでも交代できることを利用して2人でピクミンを連れてケメクジを挟み込めば攻撃可能。7本の触手での攻撃の際は隙ができ後ろに回り込むことができる。紫ピクミンなら直接ぶつけてダメージを与えられる。またケメクジの性質としてリーダーを切り替えると赤にも青にもならず、2秒ぐらいケメクジがとまる。その2秒を利用して光ったら切り替え、光ったら切り替えをこまめに切り返して回り込めば、捕食や振り払いの隙を与えずに安全に早く倒すことができる。
ルーイメモによると、新鮮なえらをテンプラに出来る他、エンガワの刺身は酢味噌が合うとの事。
カニタマ
【和名：ネギボウズガニ 科：ネギガニ科】
登場作品：3、4
運搬数：8（『3』）→7（『4』）
活動時間：昼
玉葱のような姿をした巨大なカニで、右側のはさみのみが硬く大きく発達している。はさみは攻撃の他にも、盾として外敵から身を守ったり、メスに求愛する際に使ったりとまさに生命線ともいえるもの。その他にもピクミンの突撃は体を持ち上げて避けたり、ピクミンを振り払った後には泡を吐いて動作を封じてきたり（原生生物図鑑によれば、この泡は驚いて呼吸した際に空気とエラの中に残っている水分が混ざって出水孔から放出されたものらしい）と多彩な動きを見せる。
はさみは岩ピクミンを投げつけると破壊することが可能で、はさみを破壊されると途端に臆病になり泡を吐いて逃げ回るようになる。他生物と違い、岩ピクミンを投げ当てた際に振り払う動作は見せない。他にも、バクダン岩の爆風やイモガエルの踏みつけを利用することで一撃ではさみを破壊することもできる。また、バクダン岩を持ったピクミンを捕食しようとするとバクダン岩のみを飲み込んでしまい即死する。
ルーイメモによると、脚は殻を剥いてしゃぶしゃぶにし、華が咲いたら濃厚な味噌を漬けると良いらしい。
カニンコ
【和名：ネギボウズガニ 稚ガニ 科：ネギガニ科】
登場作品：4
運搬数：3
活動時間：昼
カニタマの稚ガニ。身体は小さいがほぼ大人のカニタマと同じ形をしていて、地面に潜って目だけを出して待ち伏せをしている。
カニタマは通常のカニのように幼生の形から徐々に成長する過程を踏まず、玉ねぎ状の身体だけで生まれて地中に埋まり、土から栄養を摂取して成長すると言う植物のような生態があるため、ピクミンに近い種ではないかとの説がある。
ルーイメモによると山ほど鍋に放り込んで味噌汁にする模様。
ウオノコ
【和名：クチボソバナナウオ 科：バナナウオ科】
登場作品：3、Hey!、4
運搬数：1
活動時間：昼
群れで水中を泳ぐ、尖った口と巨大な目を持つ魚。こちらに気づくと突進してくる。水中に出現するので、青ピクミン以外では倒せない。
水中の青ピクミンや水上の氷ピクミンはもちろん、発達して尾ビレと一体化した腹ビレを使って水面からジャンプして、水上を飛んでいる羽ピクミンまでもを捕食しようとする。
狩りの成功率を上げるべく、基本的に群れで行動する事が多い。
原生生物図鑑によれば、作中に登場するのは既に成体であり、孵化後からほとんど大きさは変わらない。通常は和名と科の通り腹部側面に有る斑紋の周りは黄色だが、繁殖期には斑紋の周りが淡い桜色に染まる。ゲーム中に登場する個体は全て腹部側面にある斑紋の周りが淡い桜色に染まっている事から、繁殖期である模様。
ルーイメモによると、きめ細かい中トロの刺身が最高らしい。
トゲハゼ
【和名：ゴマダラトゲハゼ 科：トゲハゼ科】
登場作品：4
運搬数：7
活動時間：昼
干潟地域などの水中を漂うハリセンボンとハゼを掛け合わせたような魚。
顔部正面に鱗が変化した11本のトゲを隠し持ち、水や空気を一気に取り込むことで、体外に押し出したそのトゲで突き刺して攻撃してくる。
河豚のように体内に強力な神経毒を持つがピクミンには影響が無く、毒すらもオニヨンで分解して栄養にしてしまう。この毒は微量な毒を持つ貝や藻類を餌として後天的に蓄積されたもので、毒と一緒に蓄積される類縁体が、フェロモンの代替として働くだけでなく、捕食回避にも寄与している模様。
ルーイメモによると毒のある内臓を取り除き、薄切りの刺身にするらしく、締まった身は旨味たっぷりらしい。
カワスミ
【和名：ハナイカモドキ 科：イカモドキ科】
登場作品：3
運搬数：5
水中を泳ぐイカのような生物。金魚のような鰭も見られる。
普段はゆっくりと遊泳しているが、ピクミンに気付くと直立体勢になり、捕食しようと近づいてくる。また、攻撃されると墨を吐いて抵抗するなど、攻撃的。墨はツブラメケメクジと同じものでピクミンが死ぬことはない。水中に出現するので、青ピクミン以外では倒せない。
原生生物図鑑によれば、イカモドキ科の特徴として、虹色素胞のない透明な身体と腕が10本でなく2本である点が挙げられる。花のようなヒレ（えんぺら）を揺らしながら優雅に泳ぐ姿から、観賞用としても人気が高い。体内には褐虫藻が共生しており、光合成で得られる栄養や酵素の働きで軽度な傷を自然治癒してしまうなど、見かけによらず意外とタフな生き物である。
ルーイメモによると、身と墨を混ぜて炒めるとコクがあり病みつきになる味との事。
アワダコ
【和名：フクラダコ 科：フクラダコ科】
登場作品：3、4
運搬数：7
活動時間：昼
タコに似ているが、実際は陸水両棲のヒトデの近種。夜行性のため昼間は寝ているが、主人公達が近付いたり、ピクミンが攻撃を仕掛けると身体を膨らませた後、泡を吐いて威嚇をする。泡に触れたピクミンは一定時間泡に閉じ込められるが死ぬことはなく、ピクミンを投げ当てるか一定時間が経過すると救出できる。
原生生物図鑑によれば、泡は本来産卵の際に卵を包んで保護しつつ生態圏を拡大させるために使われている模様。
ルーイメモによると、現実のタコと同じく茹でた後ぶつ切りにして酢の物にすると美味との事。
オオゴロンガゼ
【和名：オオトゲゴロンガゼ 科：ゴロンガゼ科】
登場作品：Hey!
水中をウロウロと移動するウニのような生物で、知性は無い。全身が棘に覆われていて倒せないので、避けながら進む必要がある。
タコヒトデ
【和名：テヅルタコヒトデ 科：タコヒトデ科】
登場作品：Hey!
三本の腕を生やしたタコのようなヒトデのような生物。刺激を与えるとしばらくの間腕を引っ込める。ピクミンを捕食することは無い。
ヌマススリ
【和名：アゴナシムツメウナゴ 科：ムツメウナゴ科】
登場作品：4
運搬数：7
活動時間：昼
黄色の体色に茶色のぶち模様と赤い口、頭部に明るい黄緑色をした6つの感覚器を持った生物。骨は全て軟骨など原始的な特徴を残している。
沼などの濁った止水域に好んで生息し普段は泥の中に身を隠しているが、獲物の動きを感知すると飛び出し吸い込むことで捕食する。
ルーイメモによると泥抜き後、輪切りにして網焼きで食べるとのことで、噛めば噛むほど味が出るらしい。

## ムシ
ピクミンには虫のような生物が多数登場する。一体一体では弱いが、他の生物と同時に現れることで脅威となるものも多い。
コガネモチ（1、2、4）
【和名：タテスジルリコガネモチ 科：コガネモチ科】
登場作品：1、2、4
体長：約3cm/30㎜
活動時間：昼
特定の場所に行くと地中から突然出てくる。動きはかなり素早く、青く光沢のある背中はかなり堅いため、ピクミンの攻撃は一切効かないが、ピクミンを背中に当てると大地のエキスあるいはペレットを出す。この習性から、ピクミンはコガネモチが好きで、コガネモチを見ると隊列を離れて追いかけていく。しかし、単独では背中に攻撃を当てられないので徒労に終わる。紫ピクミンを投げつけた場合は直接当たらなくても周囲に衝撃を加えることでひっくり返る。これらの要素は下記のオナラシ、オオガネモチにも共通する。
体内にためたペレットは特殊な皮膜で覆われ、完全な密閉状態で保存されている。この状態のペレットを6カ月放置し、皮膜を破いたところ、ペレットは元の鮮度を保ったままであったことから、少なくとも半年間は変化しないことが分かっている。
本来は昼間は草陰などでじっとしており、夜にペレットを集めるために行動するが、住処の上を通った時などは昼でも地上に出現する。
『2』では『1』より体が小さくなり、三回までしかひっくり返せなくなった。
ルーイメモによれば、ホイル焼きにして風味が移ったペレットを食べるとおいしいらしい。
コガネモチ（ピクミン3）
【和名：マダラルリコガネモチ 科：コガネモチ科】
登場作品：3
『3』に登場するコガネモチはUFOのような体に2本の触覚が生えており、『ピクミン3 デラックス』の原生生物図鑑において和名の異なる別種である事が判明した。オリマーもこれに関して、以前見かけたものとは生息域によって模様の違う亜種がいると考えている。
背中にピクミンを当てると大地のエキスやペレットを吐き出す性質は変わっていない。
オナラシ
【和名：ミドリヒメオナラシ 科：コガネモチ科】
登場作品：2、4
体長：未記載/26㎜
活動時間：昼
黒い色見にハエが集っているという不潔でみすぼらしい外見を持つ生物。生態や行動パターンはコガネモチと同じだが、メタンガスと硫化水素を含んだ毒ガス同然の「おなら」を頻繁に放つ。白ピクミン以外がこれに触れると毒を浴びた状態になる。
これは、生理現象的に「おなら」を放っているだけであり、ピクミンや天敵に対する攻撃手段として故意に毒ガスをまき散らしているわけではない。
コガネモチのようにひっくり返すことで大地のエキスやゲキニガエキス(『4』ではシザイやバクダン岩やアイスバクダン)を出す。ひっくり返した際には「おなら」のような効果音を出す。
不潔な印象の原生生物だが、ルーイメモによると、臭みのない脚を塩茹でにして中身を三杯酢で食べると、食用になることが示されている。海外版では、「匂いがお客さんを驚かせることが出来る」とは書かれているが、食用価値は不明となっている。
オオガネモチ
【和名：ショウヤコガネ 科：ショウヤムシ科】
登場作品：2、4
体長：約3cm/30㎜
活動時間：昼
上の2種同様地中から突然出てくる。金色に光っていて、外見はコガネモチと似ているが別種。
地中で鉱物を餌とし、イシツツミ科の生物（前述のフタクチドックリが属する）と同じように体内のメタバクテリアによってそれを消化する。生成された金属は排泄物として排出されるが、金やプラチナは体殻で結晶、積層し美しい輝きを放つ。
コガネモチ科の生物同様ひっくり返すことができ、コガネモチよりも多くのエキスを落とす。鉱物系のお宝を持っている個体もいるが、鉱物ではなくお菓子系のお宝を食べていたものもいる。
標本が高く売れるといわれているが、これは鮮やかな外殻の色や鉱物とともに摂取した貴金属に加えオオガネモチが地上で観察されることが極めて少ないからであり、ゲーム中でもコガネモチ・オナラシより登場頻度は低い。ルーイメモでも「あまり見かけない上に標本が高く売れるので…」と評しており、食用にはせずそのまま売り払った事が語られている。
『4』ではコガネモチ・オナラシに比べて移動速度が速くなっている。
英語版のルーイメモでは商品価値が日本語版以上に強調されており、ルーイはこの生物が高く売れたことに歓喜し、色々と欲しいものが買えたことを報告していた。
『大乱闘スマッシュブラザーズfor3DS』ではフィールドスマッシュに敵キャラクターとして登場。攻撃を当てることでゴールドをばら撒く。
イワオシコガネ
【和名：テツコガネチカラモチ 科：コガネモチ科】
登場作品：Hey!
鉄のように硬い身体を持つコガネモチの仲間で、発達した後ろ足でフンコロガシのように岩を押す。岩を押す習性は求愛行動ともされるが定かではない。岩を押す力はピクミン4匹分。それよりも多い数のピクミンを使うことで押し返すことが出来る。身の危険を感じると飛んで逃げる。
ウジンコ
【和名：ヒラバヒメアギト 科：ヒメアギト科】
登場作品：1、2、3、Hey!（雄のみ）、4
体長：約2.5cm（雄）・約2cm（雌）/26㎜（雄）・20㎜（雌）
運搬数：1
活動時間：昼（雌）、昼夜（雄）
地中から数匹の群れで現れる小さな生物。羽や脚は退化しており、地面を這うように移動する。
雄と雌がいる。雄は紫色で、発達した顎でピクミンを捕食する。雌はピンク色で、ピクミンが分泌する寒天状の物質を好んでいるらしく、自らピクミンに接近してくる。しかし雌は攻撃手段をもたないため、基本的にはピクミンの捕食対象である。どちらも耐久力は低く、大群による包囲攻撃で簡単に撃破できるほか、直接ぶつけることで即死させられる。
橋の近くに生息する個体は、水場などにかけた橋の木を食べて破壊してしまう（修復は可能である）。だが、水中では呼吸ができないので、水中にいるウジンコは体力が減っていく。
雄は、『1』ではピクミンを咥えると食べ終わるまでは直接ぶつける以外の攻撃が効かなくなり救出が非常に難しかったのだが、『2』以降は普通に攻撃すれば倒せるようになり、口に挟まれたピクミンを容易に助けられるようになった。
ルーイメモによると、雌は軽くソテーにするとの事で、産卵前が脂が乗っていて特に美味らしい。
雄はフライパンでタカノツメやニンニクと一緒に炒めるらしい。
『Hey!』では雄のみ登場。音もなく地中や天井から現れてピクミンを襲うため注意が必要。
マザーウジンコ
【和名：ヒラバヒメアギト 幼形成熱個体 科：ヒメアギト科】
登場作品：4
運搬数：10
活動時間：昼
未成熟なまま潤沢な栄養が得られるポイントから移動せず、数年かけじっくりと成長し10倍以上に巨大化したウジンコの雌。巨大化しても顎は柔らかいので、その巨体で飛び跳ねて押しつぶして捕食する形での狩りを行う（ただし、ゲーム中ではピクミンを捕食する様子は見られない）。
蛹にはならず体内で卵を育てて100匹以上の子を産み落とし、産卵後も生き続けるが、卵からは通常サイズのウジンコが生まれる。
ルーイメモによると丸々太った子持ちを塩焼きで食べるとのことで、ブリブリ、ネバネバの食感がクセになるらしい。
トビンコ
【和名：トビヒメアギト 科：ヒメアギト科】
登場作品：1、2、3、4
体長：約3cm/28㎜
運搬数：1
活動時間：昼夜
ウジンコと同じく地中から数匹の群れで現れ、ピクミンを捕食する。HPの半分のダメージを受けると空中に逃げ、体力を回復して地上に降りてくるが、空中にいる状態でピクミンを投げて当てられると即死する。ウジンコ同様水に弱く、水の中では体力が減っていく。
『1』ではウジンコのように橋を壊したが、『2』では橋を壊さない。ウジンコ同様、『2』では『1』と異なりピクミンが口に挟まれた場合でも助けられるようになった。
『3』では、体力に関係なく空を飛び、空中からピクミンを襲撃するようになった。耐久力もやや上がり、飛んでいる最中にピクミンを投げ当てても即死はしなくなった。また捕食してからすぐにはピクミンを飲み込まず、少しの間は空中に持ち去ったままでいる。ストーリーでの登場エリアも最終ステージ「哀しき獣の塔」の脇道のみであるため、出会う機会は少ない。
『1』のゲーム中の解説ではヒメアギト科で唯一この種の雄のみが羽を持つとされていたが、『1』の公式ガイドブックおよび『2』以降の図鑑説明は「ヒメアギト科の大多数(多く)は羽を持たないが、この種ではオスの成虫のみが羽を持つ」と書き変わっており、『Hey!』では実際にこの種以外に羽根を持つクイーントビンコが登場した。シリーズを通してゲーム中に出てくるのは雄で、雌は土の中で一生を送る。サナギになるのは地表近くだが、成虫になっても羽化せずサナギの中で産卵する。
ルーイメモによると、脱皮したてのソフトシェルを姿煮にすると羽まで美味との事。
クイーントビンコ
【和名：グンタイトビヒメアギト 科：ヒメアギト科】
登場作品：Hey!
エリア5『風通る紅葉』のボス。 兵隊であるトビンコを統べる女王だが、過去作に登場したトビンコと和名が異なる。命令一つで兵隊達が高度な連携攻撃を繰り出すので、兵隊達を倒しながら女王にも攻撃を与えていく必要がある。
ブリコ
【和名：ムレヒメアギト 科：ヒメアギト科】
登場作品：3
運搬数：1
雌のウジンコに似た生物。群れで行動し、一生を地上で過ごし地面に潜ることはない。
ウジンコ♀同様アゴは小さく捕食は行わないが、運搬中の果実に飛び乗り、運搬の邪魔をしてきたり、大地のエキスを吸ってしまう。果実に飛び乗ると果汁を吸って栄養補給をし身体が大きくなるが、移動によるエネルギーの消費が激しいためかすぐにもとの大きさに戻ってしまう。
警戒心が高いようで、近づくだけなら速度は遅いが、攻撃するととてつもない早さで逃亡する。
ルーイメモによると、茹でた後一気に飲み込む事で喉越しを楽しむらしい。
マルデムシ
【和名：マルヒメアギト 科：ヒメアギト科】
登場作品：Hey!
ウジンコなどとは違い地上でも水中でも活動できる種。危険を感じると丸くなってトゲを出して転がる。
トゲデムシ
【和名：トゲヒメアギト 科：ヒメアギト科】
登場作品：Hey!
壁の穴から現れては別の穴に潜る。全身に鋭いトゲを生やしており、岩ピクミンを投げても倒せないほど頑丈。
オッコ
【和名：オトシヒメアギト 科：ヒメアギト科】
登場作品：Hey!
アミダ草に生息するウジンコの変異体。ナワバリ意識が強く、近づくと毒ガスを噴出する。
ノミンコ
【和名：ベニトビサシ 科：トビサシ科】
登場作品：4
運搬数：1
活動時間：昼
感覚毛が生えた橙色の体、針状の口吻、跳ねながら移動し吸血・捕食するなどノミに近い生態を持つ。
また繁殖力が極めて高く、ゲーム中でも一度に複数の個体が群れで登場してくる。
ルーイメモによると体液を吸った生き物によって風味が違うらしい。
ハオリムシ
【和名：アカメモンツキバオリ 科：ハオリムシ科】
登場作品：2
体長：約7.5cm/75㎜
運搬数：8
甲殻の蛇の目模様が特徴的でハオリムシ科の代表とされる。ウジンコと同じく橋を捕食し破壊する。
地中に体の半分を埋めていてピクミンやオリマーが近くを通るとゆっくり追ってきて、口吻でピクミンたちを突き刺し捕食する。甲殻が筋肉を固定する役割をし、それが短い体長でも強力な一撃が可能な理由である。突き刺されてからピクミンが食べられるまでの時間がかなり長く、その間無防備になる。
耐久力はアカコチャッピーとほぼ同じだがアカコチャッピーよりも反応が早い。
殻は丈夫で、そこにピクミンをまとわりつかせてもダメージを与えることが出来ないが、紫ピクミンをぶつけられると気絶する。
ルーイメモによると殻つきのまま塩ゆでにし、タルタルソースでいただくのがお勧めらしい。
『大乱闘スマッシュブラザーズX』のステージ「とある星」の背景として登場している。また、ハオリムシとよばれる生物は実在するが、関係はない。
カブリムシ
【和名：サカサアカメバオリ 科：ハオリムシ科】
登場作品：3、4
運搬数：7
活動時間：昼夜
名前の通り青緑の甲羅を被っているような姿をした生物で、『2』に登場したハオリムシの近縁種。地中に潜り背中を出して待ち伏せている・針状の口吻で獲物を突き刺し体液を吸収する・甲羅に目の模様があるなど、生態や習性に関してもハオリムシとの共通点が多い。
ハオリムシの弱点が前面なのに対し、こちらは頭部に殻を被っており、弱点は腹部となっている。「カブリムシ」と呼ばれているのはこのような形態からである。
突き刺し攻撃は岩ピクミンには効果がないため、犠牲を出さず安全に戦うことができる。
原生生物図鑑によると、幼虫は数年間を土中で過ごすのが普通だが、長いものでは数十年という報告もある。
ルーイメモによると調理法はハオリムシと同様。
トビカブリ
【和名：サカサアカメトビバオリ 科：ハオリムシ科】
登場作品：3、4
運搬数：7
活動時間：昼夜
カブリムシと系統が分かれる前の原種に近い生物で、小さな羽を生やしている。甲羅の色は朱色。体力が減ると羽で飛行し、上空からピクミンの捕食を試みる。飛行中の攻撃を交わすと口吻が地面に突き刺さり大きなチャンスとなる。
原生生物図鑑によると、特徴である頭部を守る赤い外骨格は、同じ量の鉄に比べても負けない強度を誇る。これは単純に殻を形成するクチクラ層に石灰質が沈着して硬化しただけでなく、細かい穴から分泌したワックス成分が衝撃を逃しているためと考えられている。
ルーイメモによると外骨格と羽を取り除き、軽く火で炙り良く磨り潰してペースト状になったら、スパイシーなドレッシングとしてサラダにかけると美味らしい。
ハナゲイモ
【和名：ハナゲムシ 科：ハナゲ科】
登場作品：2
体長：約3.5cm/30.5㎜
運搬数：1
ピキノツユクサの周辺の地中に生息し、その実を糧としている。ピキノツユクサの自生していない地下洞窟では出現しない。食料を植物に頼っていることから、一次消費者であり、生態系では植物に次いで低層に位置する生物である。ピクミンにすら捕食対象と認識されている。
ピクミンに対する攻撃手段は持たず、攻撃されると地中に逃げ込もうとする。ゲキニガスプレーで固めることが出来るが、ピキノツユクサの紫の実は平気で食べる。倒しても死なず、放っておいても復活しないが、運ばれている最中に悶え続ける。
『2』の時点では、成虫の姿は確認されていない。生物図鑑によると、生態内の観察では脱皮や変態している様子が見られていないため、成虫の姿を確認出来るのはまだ先との事。
無害な生物で普段はフィールドを自由に徘徊するが、リーダーやピクミンが近寄ると、素早く地面に隠れ、遠ざかると再び顔を出す。また、没データにはマンタのような姿だが同じく「イモ」と付く「カクレイモ」も存在し、こちらも習性は同様である。
ルーイメモによると、バターソテーにしてホワイトソースで上品な味を楽しむらしい（海外では色合い的に紅白で対といえるレッドチリで食べるとの事）。
エレキムシ
【和名：キモンエレキムシ 科：エレキムシ科】
登場作品：2、4
体長：約3cm/33㎜
運搬数：5（『2』）→3（『4』）
活動時間：昼
グリコーゲンだけでなく電気エネルギーも生命活動に利用するハイブリッド昆虫の代表。脚に生えた毛の摩擦と筋肉によって電気を作り出し、デウスウキスマキナフィールド状の電池構造体にデウス帯電（Dトラップ）させ蓄電する。
群れで生息し、近くにいる仲間との間で放電を行い、仲間が近くにいない時にも帯電という形で放電を行う。これは蓄電された電力を調整するためで攻撃目的ではなく、ピクミン達が近くにいなくても定期的に行う。
背中は硬い殻で覆われており、そのまま攻撃してもダメージを与えられない。腹部が弱点で、背中にピクミンを当てるか、紫ピクミンの衝撃でひっくり返すことで攻撃できる。ただし、紫ピクミンを直接ぶつけても、ダメージは与えられない。
『4』では放電しようとしている状態で触れてもピクミンが感電するようになり、ひっくり返っている際に紫ピクミンをぶつけるとダメージを与えられるようになった。
ルーイメモによると、時間をかけて放電させてから炭火で炙る。通はまだ帯電しているものを食べる模様（逆に英語版では帯電したまま食べるのは下策扱いとの事）。
オオグチエレキムシ
【和名：キモンオオグチエレキムシ 科：エレキムシ科】
登場作品：Hey!
大きな口でピクミンを捕食する大柄のエレキムシ。単独行動を好む攻撃的で危険な生物。エレキムシ同様上からピクミンをぶつけることでひっくり返り、攻撃を加えられるようになる。
デジゲジ
【和名：ヨコシマエレキイモムシ 科：エレキムシ科】
登場作品：Hey!
暗闇を好む黄色いイモムシのような生物。天井や壁を自由に移動。ピクミンをぶつけても倒すことは出来ないが、危険を感じて放電する。
タマゴムシ
【和名：タママユダマシ 科：タマゴムシ科】
登場作品：2、4
体長：未記載/30.5㎜
運搬数：1
活動時間：昼
卵に寄生する虫。成虫になると、ある種の雌が好む匂いのフェロモン（ピクミンはこの匂いが苦手で混乱するが、『2』の紫ピクミンのみ平気である）を出し、自分を丸のみにさせる。そうして体内に侵入した先で見つけた卵に自分の卵を産みつける。
主にタマゴの中に10匹前後で寄生しているが、地中から群れでわき出してくることもある。また、ゾウノアシを倒した時に出現する場合がある。
自力ではタマゴの殻を割れないため、タマゴを壊してもらう存在に依存している。また、ダマグモ系の体内にいる場合は宿主が死ぬまで寄生し続ける。
『2』の個体は体表が固く、ピクミンの直接攻撃とオリマー達のパンチは通用せず、ピクミンを投げ当てる事で倒せる。また、紫ピクミンの落ちる衝撃で一掃することができる。倒すと大地のエキスを落とす。
『4』ではピクミンの直接攻撃や主人公のパンチでも倒せるようになった。また、大地のエキスの他にゲキカラエキスやシザイも落とすようになっている。
ルーイメモによると、フライパンでさっと炒めてチーズなどを振りかけるとの事。
サライムシ
【和名：テナガドウガネサライムシ 科：サライムシ科】
登場作品：1、2、3、Hey!、4
体長：約3cm/30㎜
運搬数：3
活動時間：昼
元々地を這って生活し羽が退化した虫であったが触角の発達、肥大化に伴い、再び活動の場を空に戻した珍しいムシで、ピクミンをさらう習性を持つ。さらっても殺したり食べたりする訳ではなく、土に埋めるだけである。しかし、水の中に落とされると青ピクミン以外は埋まらずに溺れてしまうほか、バクダン岩を持ったピクミンがさらわれると投げ落とされた際に爆発して死んでしまう。また、『2』の地下洞窟では足場のないところにピクミンを落とすことがある。
サライムシ科の生物は習性が面白いものが多いが、前述のさらう理由のように習性に関しては不明な点が多い（生物図鑑より）。
離れて観察していると「手もみ」をしている姿が見られる。
『1』ではオリマーと等速で飛んでいてどこまでも追いかけて来る上、普段の高さは黄ピクミンしか届かなかったが、『2』ではスピードが遅くなり、容易に逃げられるようになった他、どのピクミンを投げても届くようになっている。『3』では、『2』に登場するトテツチホカシ同様にリーダーキャラクターもさらうようになった。
ピクミンにまとわりつかれると落下する。飛び上がった際に振り払うが、紫ピクミンが一匹でもまとわりつくと絶対に振り払うことができないため、飛び上がっては落ちるといった行動を死ぬまで繰り返す。さらに『4』では紫ピクミンをさらうと重さで落下してしまうようになった。『3』では岩ピクミンをぶつけると確実に落下してくる。
ルーイメモによると、新鮮な個体の中身を吸うと、滋養強壮の効果があるらしい。
『Hey!』では捕まえたピクミンを投げ捨てずに上空へと連れ去ってしまう。
トテツチホカシ
【和名：トテツチホカシムシ 科：サライムシ科】
登場作品：2
体長：未記載/35㎜
運搬数：3
サライムシの近種。ピクミンではなくオリマー達をさらう。しかしよほどの不注意でなければさらわれることはなく、この虫にさらわれることは恥ずかしいということから「サラシムシ」という異名を持つ。オリマー達をさらうと、しばらく飛行した後、地面にたたき落とす。
ピクミンには無害だが、オリマー達が捕まると連れていたピクミンに命令が出せなくなり、強制的にフリーピクミンとなる。そのため、近くに生物がいたり、起爆した爆弾岩があったりすると非常に危険な相手と化す。
サライムシと同じく、紫ピクミンに一匹でもまとわりつかれると振り落とすことができない。
また、サライムシ同様「手もみ」をしている姿が見られる。
名前の由来は「取って土にほかす（関西の言葉で、「捨てる」という意味）」から来ている。
ルーイメモによると、羽を毟ってからフライにし、アツアツなのにレモン汁をかけて食べると美味らしい。
ヘソクリムシ
【和名：ミドリヒメモチサライムシ 科：サライムシ科】
登場作品：Hey!
背中のプロペラのような器官で飛行しているサライムシの仲間。ピクミンやキラの実を運んでおり、しばらく経つと画面外に消える。お宝などを運ぶ大柄の個体も存在する。稀にピクミンたちの広場に迷い込むこともあり、ピクミンが近づくと持っているキラの実を落として逃げる。
トビトゲムシ
【和名：ムラサキトビトゲコムシ 科：サライムシ科】
登場作品：Hey!
ヘソクリムシの亜種で、全身がトゲだらけ。守りが強くなり倒せなくなった代わりに、物を運べなくなった。
キノミドラゴムシ
【和名：キノミドラゴムシ 科：サライムシ科】
登場作品：Hey!
長い尻尾に集めたキラの実をぶら下げ、巣に運んでいる。こちらを襲うことはない。
サクレウラメ
【和名：カギタマサクレウラメ 科：オトシムシ科】
登場作品：2
体長：未記載/47㎜
運搬数：3
バクダン岩を作ることが出来る敵。風船（のような器官）で低空をゆっくりと飛んでいる。非常に攻撃的で、敵を発見するとすぐさまバクダン岩を精製・投擲してくる。こちらから逃げるとある程度は追跡するが、距離があくと追跡を止める。サクレウラメが出現するステージには爆弾岩が落ちており、攻撃を加えると起爆する。なお、この爆弾岩は『1』の物より大きく黄ピクミンは持つことができないが、対戦モードではオリマー／ルーイが持つことができピクミン同様ポイントした所に投げられる。
単体だとそれほど強くははないが、足場が悪い場所に生息する、ショイグモやサライムシなどと共に登場するなど一筋縄での駆除はいかない条件下にいることが多く、やっかいである。
ピクミンに一匹でも貼りつかれると風船が割れてしまうが、張り付けても、しぶとく振り払ってなかなか落ちない場合もある。風船を膨らまし、飛び上がった後に振り落とすが、他の飛行生物と同様紫ピクミンは振り払えない。
風船らしき器官で浮遊する、バクダン岩を作れるなど、他の種と共通点のない謎の多い生物の1つで、オリマーはどこかの生態系から迷い込んだ外来種なのではないかと推測している。
バクダン岩はサクレウラメの一部とプログラム上認識されるのか、ゲキニガスプレーが有効である（バクダン岩の発生源がサクレウラメであるかどうかに関係なく有効）。
ルーイメモによると、殻のままミキサーにかけ肉団子にする事でシチューに良く合うらしい。
カマドフマ
【和名：フエフキカマドフマ 科：カマドフマ科】
登場作品：2
体長：未記載/40㎜
運搬数：3
暗いところを好む虫。いつもは天井に張り付いているが、時々下りてきた後に再び大ジャンプで天井に戻る。
特殊な周波数の鳴き声でピクミンを混乱させてくるが、これはピクミンから逃げるためで、攻撃に用いられることはない。混乱したピクミンはカマドフマをリーダーと勘違いし、たとえカマドフマが水中に入っても追いかける。
カマドフマが存在するとお宝探知機が正常に作動しなくなる。
ルーイメモによると、蒸してそっと殻を剥いてからフライにするらしい。
ハンボ
【和名：ミドリコノハムシ 科：コノハムシ科】
登場作品：2、3、4
体長：約5cm/56㎜
運搬数：1
活動時間：昼
羽を捨てて地上で暮らすことを選んだアメンボの仲間で、それが擬態生活に適応進化したもの。かつての面影はなく、飛ぶことはおろか、水に浮くことさえも忘れている。背中に木の葉を背負っているように見えるが、これは羽が退化（擬態のための進化ともいえる）したものである。
背中の木の葉で擬態しており、オリマー達にとってはもう一歩と思わせる変装だが、ほとんどの捕食者には擬態中のハンボを見つけるのは難しいらしい。
ほぼ完全に擬態しているため泳ぎは苦手で、溺れはしないが水に入ると動きが遅くなる。ピクミンには攻撃してこないが振り払うことはできる。ピクミンをフリーにすると勝手に追いかけていくことから、ピクミンはハンボを捕食対象と認識している。
ルーイメモによると、丸ごとテンプラにするとの事で、身よりも葉の所が美味らしい。
なお、コノハムシ科はナナフシの仲間に実在する。
カレハンボ
【和名：トゲカレハモドキ 科：コノハムシ科】
登場作品：3、4
運搬数：1
活動時間：昼夜
ハンボと同じように、枯葉に擬態したコノハムシ。ハンボと違い、葉っぱの先端に顔がついている。ハンボに比べて攻撃的でタガメのような発達した鎌状の前脚でピクミンを捕らえ、極めて早いスピードで捕食する。そのためリーダーキャラクターの知らない所で運搬中のピクミンが襲われる事もある。扁平な後脚は移動や遊泳に使われる。
特に「交わりの渓流」では、地形に同化している事が多く見つけ難いため、非常に厄介な存在となる。
『3』では動き出すのはピクミンが近づいた時だけであり、リーダーキャラクターが近づくと襲ってこない習性があったが、『4』ではプレイヤーのみが近づいても動き出し、襲ってくるようになった(ただし図鑑での解説は変わっていない)。
原生生物図鑑によれば、枯葉に擬態しているのは捕食を有利にするためだけでなく、枯葉を主食とする大型の原生生物に捕食されることで卵を運んでもらい、生態圏を拡大する目的もあると考えられている。
ルーイメモによると、そのまま食べる事ができ、旨味がありパリッとしているとの事。
サンショクシジミ
【和名：モンナシモリシジミ 科：モリシジミ科】
登場作品：2
体長：未記載/26㎜
運搬数：1
チョウの仲間。マーガレットなどの花を揺らすと出てくることがあるほか、地下洞窟で大量に飛んでいたり、ミウリンに止まっていたりすることがある。しかしピクミンが近づくと数十秒後に上空に飛んでいってしまう。
足が無いため花に止まるのは苦手で、蜜を求めて花から花へ渡る習性を持つ。
ピクミンを投げて当てると倒すことができ、死骸とともに大地のエキスが落ちることもある。
黄色のサンショクシジミが最も多いが赤色や紫色のものもいる。赤と紫は存在が珍しい上、倒すと低確率でその色に対応した色のエキスを落とすことがある。
ゲーム中には登場しないがオレンジ色のものや緑色のものなどもいるようで、紫 → 赤 → 黄と微妙な色の違いを並べたサンショクシジミの標本は蝶コレクターにはたまらない逸品で、オークションで高値がつくこともあるという。
ルーイメモによると、身が少なく食べるには向かないが、羽は刺身のつまにはなるとの事。
シロシジミ
【和名：モンシロイエシジミ 科：イエシジミ科】
登場作品：3、4
運搬数：1
活動時間：昼
フィールド上を飛び回る蝶。サンショクシジミの属するモリシジミ科とは近縁種だが、前翅や後翅に紋が見られることや、綿毛状の体に一対の後脚が生えていることがイエシジミ科の特徴である。ピクミンを当てると一撃で倒すことができる。倒すと稀にペレットを落とす。
特定の縄張りに執着する習性があり、飛び立ってもしばらくすると近くに戻ってくる。チャッピーと共に登場するマップでは、たまにチャッピーの背中に止まる姿も見られる。
羽の大きさの割りに体が重いため飛ぶのが苦手であり、長時間飛び続けることが出来ない。
『4』では倒すと稀にシザイを落とすようになった。
『Hey!』のショートムービー内でも同じ姿の生物が登場するが、図鑑には登録されない。また、アゲハチョウのような模様の個体も確認できるが、こちらも図鑑には登録されない。
ルーイメモによると、羽を取り素揚げにすればカラッとした歯応えとの事らしい。
キシジミ
【和名：モンキイエシジミ 科：イエシジミ科】
登場作品：3、4
運搬数：1
活動時間：昼
黄色いイエシジミで、後翅にのみ丸い目のような模様がついている。倒すと大地のエキスを落とす。
原生生物図鑑によると、アカシジミと交配すると25%の確率でオレンジ色の丸い目の様な模様のついた個体が羽化することが分かっているらしいが、ゲーム中には登場しない。
ルーイメモによると、焦げないよう弱火で甘露煮にするらしい。
アカシジミ
【和名：ヤマトベニイエシジミ 科：イエシジミ科】
登場作品：3、4
運搬数：1
活動時間：昼
赤いイエシジミで、前翅と後翅に眼状紋がある。倒すとこのゲキカラエキスを落とす。
ストーリーではヌマアラシを倒した後の「再開の花園」の沼地に現れるのみで、普通に進めていると遭遇せずに終わることも多い。「ピクミン3 デラックス」で原生生物図鑑を埋める際には見落とさないように注意したい。
原生生物図鑑によると、鱗粉に微量のゲキカラ成分が含まれており、花の蜜を吸う際に唾液と混ざり合うことで体内にゲキカラエキスが生成される。エキスは卵の成長促進に使われるのだが、成分の副作用から繁殖性が極めて低いため、上述の通り生息数も非常に少なくなっている。そのため、蝶コレクターの間では驚くほど高値で取引されることもある。
その希少性故にルーイメモでも「数が少ない貴重な珍味」と評しており、揚げると辛みが飛んで甘みが引き立つとの事。
エレキシジミ
【和名：ウスバケエレキシジミ 科：イエシジミ科】
登場作品：Hey!
暗い洞窟に住み、何も無い空中に突然現れ電気を放った状態で上空から体当たりをしてくる。
シラユキアゲハ
【和名：シラユキアゲハモドキ 科：ユキミノガ科】
登場作品：4
運搬数：15
活動時間：昼
外気中の水分を体内に取り入れアンモニアを冷媒とした体内の冷却サイクルで過冷却状態にすると、腹部の気門から噴出して微細な氷でできたまゆを作り出す。
チョウのような巻かれている口吻は上あごが進化したもので、触手のように表面の細かな毛で獲物をからめとると象のように口に運び込んで捕食する。
元はとあるチョウ類に擬態していたガの仲間だったが、寒冷な気候に対応できずチョウ類の方は絶滅してしまったらしい。
体は氷のまゆで覆われているため攻撃が通らないが、種火をぶつけてまゆを剥がすと攻撃が通るようになる。
ルーイメモによるとみじん切りにして、お肉のシャーベットにするといいらしい。羽と触角は毟って飾りにするとオシャレとの事。
ゴロムシ
【和名：オオダンゴロムシ 科：コロガリムシ科】
登場作品：2
体長：未記載/210㎜
運搬数：20
地下洞窟「混沌の魔窟」のボス。
大型の甲虫。しかし甲虫らしい要素は少なく、「ダンゴロムシ」という和名のとおりダンゴムシに近い。
右手が発達した左右非相称な生物で、青い甲殻と赤い表皮をもち、どちらも艶がある。発達した右手には棘がついているが、専ら転んだときに起き上がるためピクミンを振り払うことを目的に使われ、棘自体に攻撃性はない。だが、ピクミンが振り払われると必ず花が散ってしまう。
一見おとなしそうだが実はかなり攻撃的な性格を持っていて、ピクミンに対して転がって押しつぶそうとする。転がっているときに壁にぶつかると仰向けに倒れるが、そのときに見せる赤く光る腹部が弱点。
ゴロムシが壁にぶつかると落石が発生する。そのとき、たまに卵が落ちてくることがある。また他の生物と比べて体力の回復が速く、倒しにくい。
ルーイメモによると、柔らかな腹部をえぐっだ後にシチューに入れて煮込むとの事。内臓を焼いて食べるのも苦味はあるが美味らしい。
オオダマヨロヒウロコ
【和名：ヨロヒカブリゴロムシ 科：コロガリムシ科】
登場作品：Hey!
エリア3『輝きの迷宮』のボス。背中を鎧で覆い、あらゆる攻撃を跳ね返す。ウロコ状の足で壁と天井も自由に移動できるが、腹部と後部は目立つピンク色でむき出しになっており、ここにピクミンをぶつけることでダメージを与えることが出来る。
ハチスズメ
【和名：ワタリハチスズメ 科：ムシドリ科】
登場作品：3
運搬数：1
常に群れで行動している社会性の高い小型のハチのような生物。後述のタテゴトハチスズメが率いる個体群ととそれとは別で群れている個体群が存在するが、後者は倒した際に死骸が残らない。
天敵は羽ピクミンで、突撃が有効。逆にピクミンを普通に投げつけると針状の口で捕らえられ、一定時間が経過すると捕食されてしまう。
全てがメスであるが産卵することはなく、女王蜂であるタテゴトハチスズメに一生を捧げて働く。タテゴトハチスズメの率いる個体群は女王の発する特殊な音によってまるでひとつの生命体のような統率の取れた動きを展開する。
ルーイメモによると、こんがり焼いてスナック感覚で食べる模様。また、軽く塩を振ればおつまみにぴったりらしい。
タテゴトハチスズメ
【和名：ワタリハチスズメ 科：ムシドリ科】
登場作品：3
運搬数：10
「交わりの渓流」のボスで、ハチスズメの女王蜂にあたる存在。名前の通り嘴の部分が竪琴のようになっており、それをかき鳴らして無数のハチスズメを操り、陣形を組んで襲ってくる。常にハチスズメに守られており、普通に攻撃しようとしても取り巻きのハチスズメが妨害し攻撃が届かない。しかし、裏を返せば攻守共にハチスズメに依存しているということでありハチスズメをこちらに突撃させた後は無防備になる。ボス本体は一切ピクミンを攻撃してこない。
ストーリーではハチスズメ達を率いてルーイを捕らえ、「タントタネギシリ（パパイア）」も隠し持っていた。
原生生物図鑑によると、特定の巣は持たず、和名にもあるように餌を求めて海を越える「渡り」を行う。春ごろに冬眠から女王蜂が目覚め、夏が始まる前にパートナーとなるオスと共に餌が豊富で涼しい秋の大陸へと渡る。オスは女王蜂と比べ、小型で身体が白い・足先、背中、触覚が青い・羽がなく飛ぶことが出来ないといった特徴があるようだが、劇中には登場しない。護衛のハチスズメが女王蜂に従うのは特殊なフェロモンを分泌しているためであるが、女王蜂が倒れフェロモンが無くなると護衛も共倒れとなりコロニーが全滅してしまう。
余談だが、作中でルーイを捕らえた理由はタテゴトハチスズメのオスと勘違いしたためだと思われる。
ルーイメモによると「油を引いてカリッとするまで炒める。サクサク香ばしい味」との事。
ムシスズメ
【和名：マダラコバチスズメ 科：ムシドリ科】
登場作品：Hey!
鳥の頭に虫の羽を生やしたような生物。いきなり上空に現れては攻撃をしかける。
ミズンボウ
【和名：タテジマミズンボウ：ヒケシムシ科】
登場作品：3、4
運搬数：2
足先が超疎水性の皮膜で被われており、水面を滑るように高速移動する3本脚のアメンボのような生物。
頭部の貯水袋に水を溜め込んでおり、ピクミンに気付くと口から水を吐いて攻撃してくる。水がなくなった際は、ストローのように水を吸い上げ再び蓄える。運搬中のピクミンが攻撃されることも多い。ピクミンを投げ当てると一撃で倒すことができ、特に吸水中はチャンスとなる。
原生生物図鑑によると、水を撃ち出し水面の小虫を落としたり縄張りを守ったりすると同時に、吸水と同時に水中の微小なプランクトンを吸い込むという非常に合理的な捕食行動を取っているよう。
ルーイメモによると、筋が多い為食用には適しておらず、中の水を飲む位しか活用できないとの事。
ドロンボウ
【和名：タテジマミズンボウ 泥吐型 科：ヒケシムシ科】
登場作品：4
運搬数：2
活動時間：昼
ミズンボウが泥湿地の環境に適応したもの。吐き出すものは胃液と混ざった泥水となり、これに当たったピクミンは地面に埋まってしまう。
ルーイメモによると泥抜きをしてもシャリシャリ感が残り、噛み続けていたら歯が綺麗になったらしい。
マリグモ
【和名：ヨコスジタマモドキ 科：コダマグモ科】
登場作品：3、4
運搬数：3
活動時間：昼
黒と黄色の縞模様を持つクモ。普段は高い場所にある小枝の間に不規則な巣網を張ってた上で身体を丸く収納して獲物を待ち伏せており、巣に張り付いた生物を見つけては捕食しに回る。このような性質を持つ為、しばしば羽ピクミンの運搬作業の邪魔になる存在である。
巣に張り付いてしまったピクミンは笛で呼べば助けられる。マリグモ自体は容易に倒すことが出来、倒すと巣も自然消滅する。
分類がコダマグモ科であり、くす玉状の胴体の上部から放射状に足が生えている姿などからも、ダマグモに比較的近い種の可能性もある。原生生物図鑑によると、ダマグモ科やショイグモ科と違い雌雄同体で、別々のオスとメスが繁殖の効率を上げるために融合しているという説もあるらしいが、現状単独での生殖や足が4本の単性個体は確認されていない。
ルーイメモによると、脚を一本ずつ割いて糸に絡めて食べると甘くて美味らしい。
ブッパナシグモ
【和名：アシナガアザミグモ 科：ワタグモ科】
登場作品：Hey!
綿のような胴体に八本の脚を生やすクモ。お尻から出している糸で天井からぶら下がり、ゆっくりと降下してくる。雄と雌が存在し、灰色の雄は横に並んだ獲物に向けて毒を含んだ綿を飛ばし、ピンク色の雌は獲物を見かけると脚を伸ばして攻撃する。生まれた時は全て雄だが、成長に大きくなると全て雌に性転換するらしい。
エボシトバシ
【和名：ハラビロコハジキ 科：ハジキムシ科】
登場作品：3、Hey!、4
運搬数：3
活動時間：昼
水晶の塊を背負って投げて攻撃する生物。水晶を背負っている様子が烏帽子を被っているように見えることから「エボシトバシ」と呼ばれている。投げられた水晶に当たると岩ピクミン以外は即死である。
水晶を背負っていない時の動きは素早いが、近くに水晶が無いと逃げることしかできない丸腰になる。
『Hey!』では壁や天井も歩ける。水晶が無くなると大きな水晶の塊に潜り込んで補給をするが、この水晶の塊は岩ピクミンで破壊することが可能。
原生生物図鑑によると、大人しい性格でコケを主食としており、外敵から縄張りを守るために水晶を飛ばしている。飛ばしている水晶はホシオトシの幼生が夜間に脱皮した殻。両者は共生関係にあるようで、安定供給のためにホシオトシの幼生が脱皮した場所の近くによく生息している。
『4』では新たにバクダン岩を背負うようになり、バクダン岩を投げて起爆させて攻撃するが、仲間や投げた個体が爆発に巻き込まれることも多い。
ルーイメモによると独特の苦味は慣れると病みつきになるらしい。
ビックリトバシ
【和名：タイラハネトバシ 科：ハジキムシ科】
登場作品：Hey!
プレートのような身体を持つ6本足の生物。普段は眠っているが、何かが上に乗るとそれを落とそうと大きくジャンプする。
ウスバミツモチ
【和名：ツルクチウスバミツモチ 科：ミツモチヤンマ科】
登場作品：3
4枚の透明な翅とゼンマイ状に渦巻いた口を持つムシで、数珠状に連なった胴体には大地のエキスが溜めこまれている。
普段はピクミンに危害を加えることなく空を飛んでいるが、ピクミンを当てると大地のエキスを落として逃走する。手に入れられるエキスの数は胴体のどの部分に当てたかによって変化し、最大で5個入手できる。
原生生物図鑑によると、幼生のヤゴは腹腔内にエラを持ち、水中でオタマなどの小さな生物を捕食するが、地上で羽化すると突然肉食性を失い、花のミツなどを吸うようになる。ミツを吸うほど腹の節の数が多くなっていき、劇中に登場する腹の節が5つの状態が繁殖を控えた完全な成虫の姿である。成長過程の状態見ることは劇中に限らずあまりないよう。ストロー状の口吻が上を向いているのは、溜め込んだミツの逆流を防ぐためである。
ルーイメモによると、腹を小分けにちぎってそのまま食用が可能で、身の苦みがミツの甘さを引き立てるとの事。
ワタオトシバチ
【和名：ドクワタオトシバチ 科：ワタボウシ科】
登場作品：Hey!
ハチには珍しい単独行動の種。上空をフラフラと飛び回り、時折下半身の白い綿のような器官から毒の綿を落として縄張り内の生物を殺そうとする。ピクミンをぶつけると一撃で倒すことができ、本体が死ぬと同時に落下中の綿も消滅する。
デンキワタボウシ
【和名：デンキワタボウシ 科：ワタボウシ科】
登場作品：Hey!
エリア4『さびついた空気』のボス。綿の胴体から目とストロー状の口を伸ばした親と、全身が綿に包まれた子供8匹が協力して攻撃してくる。子供は親の周りを回ることによって発生した電気を使い地上の獲物を感電させ、親は感電し気絶した獲物を吸い込む。子供は一切の攻撃を受け付けないが、電撃を放つ際に親の体から離れることがあるため、その隙に親に攻撃を与えることが可能。親が倒されると子供も自然と消滅する。
一見すると虫には見えないが、ワタオトシバチと同じ科に分類される。
ハナビムシ
【和名：イロナシキノミムシ 科：キノミムシ科】
登場作品：Hey!
大きな身体に似合わず、近づくと地中に逃げ出すほど気弱な生物。逃げられる前に急いで倒すと体内に溜め込んだ大量のキラの実を落とす。
オオスズナリ
【和名：スズナリキノミムシ 科：キノミムシ科】
登場作品：Hey!
黄色い袋に四本の脚を生やしたような生物。ゆっくりとジャンプを繰り返し、着地した時には鈴のような音が鳴る。冬を越すために体内にキラの実を溜め込んでおり、ジャンプした時の衝撃でお尻から撒き散らす他、倒した時にも大量に落とす。
ウサムシ
【和名：アカメトビハネムシ 科：ハネムシ科】
登場作品：Hey!
二本足で地上を跳ね回る小柄のバッタのような生物。赤い目などから、名前の通りウサギにも見える。背中のハネは飾りで飛べない。
フグムシ
【和名：コフグゴムマリムシ 科：フグムシ科】
登場作品：Hey!
寒冷地帯を飛び回るゴムのように弾力性のある身体を持つ生物。細かい毛が生えているため、寒さに強く身軽。ぶつかってもダメージを受けることはないが、弾き飛ばされてしまうため注意が必要。
フグスベリ
【和名：オオフグユキスベリムシ 科：フグムシ科】
登場作品：Hey!
フグムシの仲間で、雪深い地に住んでいる。分厚い表皮であらゆる物を弾き返すが、皮膚の中の本体は小さくて弱い。倒すことは出来ないが、ピクミンをぶつけるて押し返すことが可能。穴などに落としてしまえばジャンプ台としても利用できる。
ムカデトンボ
【和名：サクラムカデトンボ 科：ムカデトンボ科】
登場作品：Hey!
6枚の翼を生やしたトンボの子供で、成長するとオオムカデトンボになる。身体が丈夫で、飛び乗っても平気。
オオムカデトンボ
【和名：サクラムカデトンボ 科：ムカデトンボ科】
登場作品：Hey!
成長し、更に身体が長くなったムカデトンボ。黄緑色の個体と、ややオレンジがかった個体が存在する。子供を作るパートナーを求めて長距離移動するといわれ、「8-D」ではこの生物の背中に乗ってエリアを移動する。

## その他生物
コマンマン
【和名：オボコクラゲ 科：ホトクラゲ科】
登場作品：2、4
体長：未記載/60㎜
活動時間：昼
空中を浮遊しているクラゲ。体色は半透明な水色。
普段は一定の範囲をフラフラしているが、こちらを発見するとゆっくり接近してくる。ピクミンを口柄から吸い上げ消化するのだが、吸い上げられてから消化されるまでにはかなり時間がかかるため、ピクミンが捕らえられても一気に攻撃を仕掛ければ助けることは十分可能。『4』では吸い上げるだけで消化・捕食することはなくなったため、倒せば確実に救出できるようになった。
他の飛行生物同様、ピクミンにまとわりつかれると地面に落下する。ただし、落下中は横方向からの包囲攻撃は無効化されるため、効率よくダメージを与えるためには上に投げつけなければいけない。『4』では凍結させないと落下しなくなったが、その際は落下と同時に体が割れてそのまま倒すことが可能(オオマンマンも同様)。
最近は外来種（オオマンマン）に押されて生息域を狭めている。
ルーイメモによると、天日干しにし、食べる時に水で戻してサラダなどと一緒に食べるとの事。
「オボコ」とは関西の言葉で「幼い」を示す「おぼこい」から来ている。
『２』ではこの原生生物が地下洞窟のフロア内にいると不気味な音楽を奏でる。という小ネタがある。
オオマンマン
【和名：ヨミノホトクラゲ 科：ホトクラゲ科】
登場作品：2、4
体長：約9cm/93㎜
活動時間：昼
コマンマンと同じく浮遊している。体色は半透明な桃色で、コマンマンより一回り大きく、耐久力も高い。
ピクミンを吸い上げる性質はコマンマンと同じだが、こちらはピクミンだけでなくオリマーまでも吸い上げる。オリマーが吸い込まれたときにはオオマンマンはすぐ地面に落下する。ピクミンを消化するまでの時間はコマンマン同様に長い。
コマンマンも含め、クラゲ特有の刺胞がないのも特徴のひとつである。ごく最近、風に乗ってどこからか飛来、定着した外来種であり生息域を拡大しつつある。
両者とも死亡時は破裂して消滅してしまうため、死骸は残らない。
ルーイメモによると、コマンマンに比べ臭みがあるらしいので、十分に水洗いしてから天日干しにする事が推奨されている。
トビマンマン
【和名：ソラノホトクラゲ 科：ホトクラゲ科】
登場作品：Hey!
コマンマンよりさらに小柄。普段はフワフワと浮遊しているだけだが、敵を見つけると押しつぶしにくる。
トロロタラシ
【和名：シロワタトロロタラシ 科：オカクラゲ科】
登場作品：3
運搬数：6
ゼラチン質の半透明で柔らかい身体を持った、てるてる坊主のような姿の生物。頭部の綿毛の様なもので浮遊している。
地面に粘着性の口柄を垂らしてピクミンを捕獲するが、消化することはなく、内容物に唾液や胃液が付着していない様子から捕食が目的ではないよう。死後、体内にあるものは吐き出され、本体は別に降ってくる。稀に果実を取り込んでいるものもいる。
原生生物図鑑によると、クラゲ特有の触手や刺胞を持たず、安全に取り扱うことができるため、運送手段としての活用が期待されている。
浮遊して近づいてきてピクミンを取り込む生態の他、鳴き声もホトクラゲ科に類似しているが、両種の関連性は明らかにされていない。
ルーイメモによると、少し凍らせてシャーベット状にして食べるらしい。
コツリタラシ
【和名：ハンショウシタタラシ 科：オカクラゲ科】
登場作品：Hey!
トロロタラシに類似しており、体内で発生させた暖かい空気で浮遊している。空から長い舌を垂らしてピクミンを捕獲するが、舌を狙ってピクミンを投げつけると地面に落ちる。
ツリタラシ
【和名：ミズイロシタタラシ 科：オカクラゲ科】
登場作品：Hey!
寒くてジメジメした土地に住んでいる浮遊生物。エリア7「大雪原」のボス。ゼリー状の体から舌を伸ばして獲物を狙う点はコツリタラシと同じだが、舌には熱を奪う力があり湖から吸い上げた水を凍らせて落下させたり、時には自身の身体を凍らせて押しつぶそうとしてくる。
ヘビガラス
【和名：オジロヘビガラス 科：ヘビドリ科】
登場作品：1、2、3、4
体長：約35cm/350㎜
運搬数：5（『2』）→10（『3』）→15（『4』）
『1』ではステージ「希望の森」で登場。『2』では地下洞窟「白い花園」のボス。地下洞窟「ヘビガラスの穴」、「百戦錬磨の穴」でも中ボスとして登場するほか、地上ステージ「ねむりの谷」「めざめの森」でも登場する。『2』ではもっとも登場頻度の高いボス敵である。『3』では「交わりの渓流」の中ボス。
ヘビとカラスを合わせたような生物。顔は白色でくちばしは黄色、首は長く、青いウロコに覆われている。地中生活の影響で視力は悪いが、後述のアカヘビガラスと同様ピット器官を持ち、熱で獲物の位置を正確に把握する。
地中に潜み近くを通りかかると地面から突然現れ、くちばしでピクミンをついばもうとする。地面のコンディションの影響で地中から現れるときにくちばしがつかえ、飛び出すのに手間取ることがある。『3』では力をためた後、アルフたちを丸呑みにする攻撃が追加されたが、回避に成功するとくちばしが地面に突き刺さって抜けなくなり、しばらくの間無防備となる。
頭部が弱点。高さはそれほどでもないため、黄ピクミンでなくても届く。胴体にも攻撃できるが、ダメージは与えられず食べられる。他の生物に比べて索敵範囲が狭く、後ろに回り込むと攻撃されない。
姿が酷似する「ヘビガモメ」という生物が存在し（生物図鑑によると生息域に一部重なりがある）、両者は尾羽の斑紋の有無で区別できるというが、ゲーム中では倒しても尾を見ることが出来ないので識別は不可能。図鑑にもヘビガラスしか登録されないが、ピクミンガーデンで後述のヒナガラスの図鑑にて尻の部分の尖った鱗をめくることで判別が可能と明らかになった(白の無地がヘビガラスで、斑紋があるのがヘビカモメ)。
分布の範囲の広さと種が明確に表す地域性により、デメマダラに次いで比較分類される。
『1』では倒すと身体全てが爆発、消滅していたが、『2』以降からは頭だけが残るようになり、『3』では胴体もそのまま残るようになった。 その際アカヘビガラス同様の一本足を確認できる。ただし、尾羽は頭部の羽毛同様に戦闘中に抜けてしまうのか、確認することはできない。
ルーイメモによると、焼き鳥にすると美味らしい。
本編以外では『大乱闘スマッシュブラザーズ SPECIAL』でアシストフィギュアとして登場。地中から出現し、他のファイターに対してくちばしでつついて攻撃する。
ヒナガラス
【和名：オジロヘビガラス ひな鳥 科：ヘビドリ科】
登場作品：4
運搬数：3
活動時間：昼
ヘビガラスの子供。親鳥と違って地中に潜らず、エサを多く食べるため食料の豊富な地上で活動し、一本の足で飛び跳ねながらついばんで攻撃してくる。ふ化後一定期間内に見た動くものや声を発するものを親と認識、ついていく刷り込みの生態を持つ。
しかし背が高く、青色をしていて、鳴き声が合わないと親と認識しないため主人公達は容赦なく襲われる。
また、タマゴを破壊すると飛び出てくる個体も存在する。
ルーイメモによると粗挽きのつくねにするらしく、軟骨がコリコリしてて美味しいらしい。
アカヘビガラス
【和名：ヒデリガミガラス 科：ヘビドリ科】
登場作品：2
体長：不明/400㎜
運搬数：5
地下洞窟「ヘビガラスの穴」のボス。地下洞窟「百戦錬磨の穴」でも中ボスとして登場する。
頭が赤、くちばしが黄色、首のウロコが緑色のヘビガラス。1本の足があり、その足で跳ねるようにして移動することができる。
ヘビガラスよりも頭が高い位置にあるため、黄ピクミン以外では攻撃は難しい。足も攻撃できるが、やはりダメージを与えることは出来ず食べられる。耐久力が高く、白ピクミンを食べさせてもほとんどダメージを与えられない。
ヘビガラスの仲間は土中の生活が長かったため、鳥にしてはあまり目は良くないが、鼻先にヘビ同様ピット器官（熱探知器官）を持ち、正確に獲物を襲うことができる。ヘビガラスと同様くちばしが閊えて、地上に出るときに手間取ることがある。また極稀であるが、紫ピクミンをぶつけると気絶する事がある。
比較的広い場所を縄張りに持っているようで、一部ではヘビガラスとの共生も見られる。
ルーイメモによると、串刺しにしてワイルドに丸焼きにすると美味らしく、生き血を飲むと滋養強壮の効果があるという。
ヨロヒイモムカデ
【和名：ダイオウイモグソク 科：イモグソク科】
登場作品：3
運搬数：20
「再会の花園」にある切り株のうろに生息しているボス。巨大なムカデとトカゲを足したような姿をした多足類で、地面や壁を這いずり回る。食欲旺盛で目にしたものを何でも飲み込んでしまう習性があり、突進によりピクミンもまとめて捕食してしまう。本編では「イカツタツボックリ（ドラゴンフルーツ）」と「いにしえのパケシス（旧式の携帯電話）」も飲み込んでいたりと、意外なものが体内から見つかることもあるよう。
全身を水晶の鎧状の殻で覆っており、こうした姿から、鎧、具足といった名がついている。ダメージを与えるには水晶を岩ピクミンで破壊して柔らかい本体を攻撃する必要がある。ただし、鎧を破壊するほどに動きが素早くなっていく。また、口元にある顎も水晶であり、これを破壊することでピクミンがまとめて食べられにくくなる。体力が減ってくると、壁を昇って画面に映らないほど上方まで逃げることもある。
ピクミン3のトレーラーやCMなどに登場し、「ピクミン3に出てくるとても巨大な生物」として早々とその存在が知られていた。
原生生物図鑑によると、硬い岩などに身体をぶつけることで自ら殻を割って脱皮を繰り返し、より大きな身体へと成長を重ねていく。
ルーイメモにやると、生きたまま殻と足を毟ってかぶりつくらしい。また、目玉の裏はコラーゲンがたっぷりとの事。
オオバケカガミ
【和名：オウモンコガクレ 科：オウモンガ科】
登場作品：3
運搬数：15
「迷いの雪原」のボス。蛾とコウモリ、さらにはアンコウを合わせたようななんとも言えない外見の生物。
体表面の色素胞が弱い光を屈折することで完全に透明化することができ、透明状態のまま飛行して近づいてきて、ピクミンを吸い込んで捕食するときにだけ実体化する。光に弱く、特に光の強い場所では上記の性質から透明化が出来なくなる。登場エリアには黄ピクミンで点灯できる電球がいくつかあるため、これらを利用して攻略していく。攻撃を振り払うと羽や頭部の触覚から弱い毒性の鱗粉を撒き散らすが、ピクミンが混乱するだけで死ぬことはない。
ストーリーでは冒頭にてチャーリーを飲み込んでおり、絶命時には洞窟内の電球に衝突して「ハナシズクノミ（マンゴー）」を落とした。
一般的に暗闇の中で進化を遂げた生物は目が退化し身体が白くなる傾向があるが、この生物にはその兆候が見られない。原生生物図鑑によると、夜間は地上に出て行動するなど好洞穴性の性質があると考えられている。
ルーイメモによると、丸ごと揚げて食べる事が出来、産卵前の雌はプチプチした食感が最高らしい。
コカガミ
【和名：オウモンコガクレ 科：オウモンガ科】
登場作品：3
オオバケカガミの幼体であるが、羽は未発達で飛ぶことはできない。卵を破壊しない限り無限に出現する。成体以上に嫌光性が強く、ヒカリキノコや電球の光を浴び続けると、体力が無くなっていき破裂する。死んだあとに死骸は残らない。
原生生物図鑑によると、強い光で破裂してしまうのは、成体が透明化するのに使っている色素胞が幼体のうちは過剰な酵素を分泌してしまうことでアポトーシスを起こすためである。一方で、宇宙服の光などに反応しないのは、特定の波長の光に弱いためと考えられる。
ルーイメモによると、闇鍋の材料になるとの事。
コカガミの卵
【和名：オウモンコガクレ（卵嚢） 科：オウモンガ科】
登場作品：3
オオバケカガミが壁や地面に植え付けた卵。1つにつき5匹ほど幼体であるコカガミを産み出し、また、周辺のコカガミの数が20匹以上になると産むのを辞める。原生生物図鑑によると、これはコカガミが分泌する特殊なフェロモンを卵嚢が察知し、濃度が一定以上になった時に産むのを辞める性質のためである。オオバケカガミと同エリアにある卵は、大きい電球以外の電球を2つ点灯すると、コカガミを産むようになる。破壊すると大地のエキスを落とす（1個～3個）。
ルーイメモによると、卵の中身は取り出さずにいただくとの事で、口の中でトロッと溶ける感じが最高らしい。
オオスナフラシ
【和名：ハラジロオオウナゴ 科：オオウナゴ科】
登場作品：3
運搬数：20
「始まりの森」のボス。手足はなく大きな口が特徴的なウナギのような巨大生物。
砂の中を自由に動き回り、アリジゴクのようにすり鉢状の穴を発生させて底に落ちてくる獲物を砂ごと捕食する。この状態では基本的に攻撃は不可能だがバクダン岩がある場合は食べさせることでダメージを与えると同時に地中から引きずり出すことが出来る。体力が半分を切ると、すり鉢状の穴がエリア全体に及ぶほど大きくなる。前兆は、砂中を円を描くように移動することである。
攻撃はもう一つあり、地中から頭を出して砂玉を吐き出してくる。砂玉攻撃に当たるとピクミンが地面に埋まってしまい、さらに埋まった状態のピクミンもすり鉢状の穴で捕食される為素早く引き抜く必要がある。
登場時には「折れたパケシス（折り畳み式の携帯電話）」を一飲みにした他、「ヒトタマデラマンプク（スイカ）」をまるごと一つ飲み込んでいた。
原生生物図鑑によると、飲み込んだ砂を口から砂玉として吐き出すのは、腸管が袋状で口と肛門が同じであるためだが、細かな絨毛により砂の中の汚れが落とされるため、食べた時より出した時のが清潔である。また、音や衝撃に敏感で、ビックリすると砂の上に飛び出す性質を利用した漁が行われている。
ルーイメモによると、調理する前に一晩水につけて砂を吐かせる。厚切りステーキは口の中でとろける味らしい。
カジオコシ
【和名：アオジタカジオコシ 科：カジオコシ科】
登場作品：3、4
運搬数：3
活動時間：昼夜
赤と黒の縞模様を持つナメクジのような陸生の巻貝の仲間。一定の場所をぐるぐる回っている。殻を持たない代わりに体表面が可燃性の粘液で覆われており、着火した炎で外敵から身を守っているため、赤ピクミンでなければ倒す事が出来ない。水の中に入ると火は消えるため、その場合は青ピクミンでも攻撃可能。粘液は常に放出し続けているため、カジオコシの体内まで熱は伝わっておらず熱くはないよう。地面を移動する際にも引火性の粘液を残して炎を撒き散らすが、粘液が尽きると自然に鎮火するため、大規模な火災は発生しないらしい。
自発的な攻撃はしてこないが、目の前に立っていると、大きな舌で捕食される。『4』では近くにいるとカジオコシ側から近づいて捕食してくるようになり、多少攻撃的になった。
ルーイメモによると贅沢に舌をミディアムで食べると美味らしい。
ビリー
【和名：テンジクシビレネズミ 科：シビレネズミ科】
登場作品：3、4
運搬数：7
活動時間：昼夜
白い地に茶色いぶちの模様が入ったネズミのような生物。
顔の全面は長く垂れた毛におおわれて隠れている。この毛は高い蓄電性があり、擦ることで静電気を集め放電し、捕食しに襲ってくる。捕食自体は電気を受けて痺れていないピクミンにも行うため、黄ピクミンなら安全というわけではない。縄張りに入ってきたものに帯電して突進する様子から一見攻撃的に見えるが、臆病な性格ゆえの過剰な防衛反応と考えられている。
原生生物図鑑によると、この惑星の生物には珍しく子に乳を与える「哺乳」を行うなど、既存の生態系に収まらない新しい種であり、進化分類学上の特異点として期待されているらしい。とはいえ、この惑星には明らかに人間らしき生物の暮らしていた痕跡が多々見られるため、人間を含めたほとんどの哺乳類は死滅してしまったと思われる。
ルーイメモによると、もも肉を油で揚げるらしく、痺れる味が癖になる模様。
ホシオトシ
【和名：アシボソタマモチ：タマモチ科】
登場作品：3
運搬数：12
丸い身体に細い足が一対ある生物。金平糖型の水晶を被っており、水晶を岩ピクミンやバクダン岩で砕かなければ攻撃が通用しない。
イモガエルのようにジャンプでピクミンを潰そうとしてくる。ただし、水晶を全て破壊してしまえば踏まれてもピクミンが地面に埋まるだけで死ぬことはなくなる。
原生生物図鑑によると、もともとは水中に住む生物であったが、硬い殻のおかげで身体が垂れ広がることなく地上での生活を手に入れたとされている。体表面から水に溶け込んだ養分やミネラルを取り入れているが、捕食に比べて効率が悪く、代謝を抑えるために寝ていることが多い。殻は吸収したケイ素から形成されている。
ルーイメモによると、バター焼きや磯辺焼きにすると美味だが、もちもちしているので喉に詰まりやすいので注意しなければならないらしい。
コンペイトウモドキ
【和名：オボコボシオトシ 科：タマモチ科】
登場作品：Hey!
ホシオトシに似た生物。硬い水晶で身が守られている時は凶暴だが、水晶を壊されると逃走しようとする。
マッキー
【和名：キウイマルキドリ 科：キウイモドキ科】
登場作品：Hey!
黄色い鳥のような頭部に二本の脚を生やした生物。大きな嘴は飛行生物だった頃の名残で、目と羽は退化してしまっている。普段は寝ていたり鳴きながら歩き回っているが、ピクミンやオリマーを見つけると捕食しようと襲いかかってくる。挙動は過去作のチャッピーに似ており、後ろからの奇襲に弱い、オリマーとピクミンが大きく離れたら追跡を止める等、共通点は多いが、泳ぐことはできないため、水中に落とすと溺死する。
『Hey!ピクミン』ではキービジュアルに登場したりパッケージを飾るなど、歴代シリーズのチャッピーさながら作品を代表する原生生物となっている（チャッピーはボスとして登場している）。
トサカマッキー
【和名：トサカマルアオドリ 科：キウイモドキ科】
登場作品：Hey!
頭部にピンク色のトサカを生やし、紫の羽毛に覆われたマッキー。動きはマッキーと同じだが、マッキーよりも体力が多い。
アシナガオトシ
【和名：アシナガキウイマルサクラドリ 科：キウイモドキ科】
登場作品：Hey!
高所のエサを取るために脚が長く進化した、ピンク色の羽毛に覆われたマッキーの亜種。ピクミンを捕食することはないが、足元にいると踏み潰されてしまう。足に生えた羽毛を攻撃するとバランスを崩して転倒し、体にピクミンを投げ当てられるようになる。
ニセシャコモドキ
【和名：オカデメゴウナ 科：デメヤドカリ科】
登場作品：Hey!
硬い貝殻を背負ったヤドカリのような生物。背後に接近しようとする者を貝殻で押し出そうとする。本体に直接ピクミンを投げ当てるかバクダン岩で貝殻ごと破壊することで倒せる。
アカゴデメシズク
【和名：スキダマアカゴデメシズク 科：シズク科】
登場作品：Hey!
天井の水を吸って成長し、雫のように滴り落ちる生物。生まれたてで触るだけで死んでしまう。
クサヤドリアメヒドラ
【和名：クサヤドリアメヒドラ 科：アメヒドラ科】
登場作品：Hey!
緑色のスライム状の身体を持ち、植物に寄生して生きるための栄養をもらう寄生生物。寄生された植物はエサを求めて彷徨う。
「最後の大地」にラスボスとして君臨する姿は、三つの頭に巨大な身体を持つまるで龍のような姿の植物の怪物。寄生元の植物は綺麗な花を咲かせる無害な種だったが、ドルフィン2号機が墜落した際にショックで外れたパーツ「キラキラエネルギー変換装置」が昼寝をしていたクサヤドリアメヒドラに突き刺さり、周囲のエネルギーを流入させた結果寄生能力が暴走、他の植物を吸収しこのような怪物になってしまった。
対峙した時は、地中から3本の頭だけを突き出した状態で、毒を吐き出したりピクミンを捕食しようとしてくる。
一定のダメージを与えると地中から身体を引きずり出し、足のような根っこでオリマーたちを踏み潰そうとしてくる。足の裏にピンク色の弱点があり、そこにピクミンを投げつけると転倒させることができる。
さらにダメージを与えると、背中から葉っぱを生やして空を飛ぶようになる。毒吐きや捕食行動の他、画面の奥に移動してビーム状の毒を吹き付ける攻撃も行うようになる。
植物の身体が倒されると、背中を割って本体が出現。身体に刺さったキラキラエネルギー変換装置を落として逃げていった。
ザコサンショウ
【和名：ニセガネオカアンコウ 幼体 科：オカアンコウ科】
登場作品：4
運搬数：5
活動時間：昼
タカラサンショウの幼体。提灯の発達も未熟でピクミンをおびき出すことはできない一方、背中にはすでに鉱物を背負っておりそちらはセンサーやピクミンを狂わせる。襲われない様に隠れている事が多い。
生まれてすぐはまだオタマジャクシのような姿で足も無いが、1週間ほどで足が生えて1か月もすると背中の鉱物が出来て陸にあがる。
ルーイメモによると背中に背負ったキラキラ（鉱物）を煮詰めるとカラメルになるらしく、それを使い丸ごと甘露煮にするらしい。
タカラサンショウ
【和名：ニセガネオカアンコウ 科：オカアンコウ科】
登場作品：4
運搬数：20
活動時間：昼
背負っている鉱物のようなものは、体液が凝固したものでキラキラエネルギーと似た成分を含みセンサーを狂わせる他、ピクミンを惹きつけ攻撃を誘発する。
大きな口を開けて舐める様にピクミンを捕食する。背中を攻撃すると鉱物がはがれて生身があらわになるが、すぐに舌で放り投げて元に戻してしまう。
大きな提灯から発せられる電磁波はピクミンやオニヨンに影響を与え、リーダーと誤認させて勝手にオニヨンから出てしまったりあちこちへ自由に移動したりしてしまうが、完全に味方にする事は出来ず引き出したピクミンが隠れてしまい捕食には役立っていない。
ルーイメモによると身からほのかに山椒の臭いがしており、クセがなくすっきり上品な味らしい。提灯は黒焼きにすると滋養強壮の効果があるとの事。
スイトリー
【和名：ハシブトヒサゴドリ 科：ヒサゴドリ科】
登場作品：4
運搬数：7
活動時間：昼
細長い口を持ち、呼吸筋が非常に発達していて強力な吸引で何でも吸い込んで食べてしまう。
天敵となる大型生物がおらず、エサを取られる競合相手も少ない環境が確保されているため翼は小さく、所謂飛べない鳥である。ピクミンが生息圏を拡大している影響で競争に勝てず徐々に数を減らしている。
ルーイメモによると胸肉、腿肉、手羽、鶏ガラといった部位を余すことなくいただけるらしい。
ヤキオオバン
【和名：セキタンオオバンガイ 科：オオバンガイ科】
登場作品：4
運搬数：7
活動時間：昼
二枚貝の仲間で、体内の油分を貝殻で火打石のように着火させることで片面に常に火がついている。
外敵に対してはひっくり返って押しつぶすことで大地のエキスに還元しつつ、自身の炎で焼き畑農業のように土壌を改良してエサとなるコケや微生物の生育を促している。
ルーイメモによると中身をほじくり出して火が付いたままの殻に乗せて焼くとの事で、香ばしさと旨味が共演しているらしい。
シビレオオバン
【和名：シビレオオバンガイ 科：オオバンガイ科】
登場作品：4
運搬数：7
活動時間：昼
体内に筋肉でできた発電器官を持つオオバンガイで、その電気で獲物を感電させて押しつぶし、土壌を改良していく。
ルーイメモによると身をバターで軽くソテーしたらペースト状にした緑色の肝ソースをかけるとの事で、ちょっぴり苦いオトナの味らしい。
ゲーム内で登場箇所が1か所のみ（まっくらトンネルに1匹のみで、ダンドリバトルやダンドリチャレンジ、葉っぱ仙人の洞窟にもいない）の希少な原生生物である。
ヒエオオバン
【和名：カマクラオオバンガイ 科：オオバンガイ科】
登場作品：4
運搬数：7
活動時間：昼
低温の冷気を片方の貝殻から放出して、近づいてきた獲物を凍らせてつぶす。
ルーイメモによると冷える側の殻の下の身はしまっていて、もう片方の身は、脂身たっぷりで一匹で二度美味しいらしい。
ハリアラシ
【和名：ドドメイガグリヒコウ 科：クリヒコウ科】
登場作品：4
運搬数：12
活動時間：昼
臆病な性格で、危険を感じると針を射出させる。この針の再生には多くのエネルギーを消費するため、ゴミを漁って何でも食べてしまう。
体から生えている針は4回飛ばすことができ、針を全て飛ばすと無防備になり攻撃が通る。しかし針はすぐに再生してしまう。
ルーイメモによると肉は綺麗に4枚におろせるらしく、卵とパン粉にくぐらせて弱火で揚げるとの事。
ナゲクライ
【和名：タカアシガマグチガニ 科：ガマグチガニ科】
登場作品：4
運搬数：12
活動時間：昼
二足歩行を獲得した特異的な姿をしたカニの仲間。長い大きなハサミで動きの遅さを補い、獲物を捕らえると頭頂部に大きく開いた口へ放り込んで捕食する。ただ捕食まで時間がかかり、攻撃されるとバランスを崩して転んでしまうため集団のピクミンの前にあっけなく倒されてしまう事が多い。
未成熟なうちはこの口は閉じており、目の下にある小さな口でエサを食べて成長に伴い頭頂部の口が開くと、そこから大量の捕食が出来るようになる。
やわらかな殻の頭部を直射日光から守るため薄暗い沼地や地下にいることが多い。
ルーイメモによるとむしった唇は塩とレモンで前菜にでき、脚と腕と味噌がたっぷりつまった甲羅でフルコースができるらしい。『4』のルーイの日誌でも、倒したこの生物は唇のマリネ、爪のクリームコロッケ、足と味噌の甲羅焼き、目玉の醬油漬けにして食べた事が記されている。
シリアゲヨロヒ
【和名：ケブカシリアゲヨロヒガタ 科：ヨロヒガタ科】
登場作品：4
運搬数：20
活動時間：昼
サソリのような姿の原生生物。全身が硬い甲殻で覆われ、非常に獰猛な性格で鋭いキバのついた顎を広げながら突進して獲物をとらえる。
尻尾を引っ張られると怯んでしまい、弱点の尻尾の先端を狙えるようになる。
ルーイメモによるとしっぽの先は果物のように甘酸っぱいらしい。
コバナタタキ
【和名：クロスジマキバナウリ 幼体 科：ハナタタキ科】
登場作品：4
運搬数：20
活動時間：昼
緑色の象のような生物で生後すぐに皮膚の硬質化が始まり、ほどなく成体と同じ針すら通さない硬さとなる。ピクミン達の攻撃をものともせず、紫ピクミンの落下にすら耐える頑丈さを誇り長い鼻を振り回して追い払おうとする。
この長い鼻に対して体幹があまり強くなく、バランスを崩しやすいせいでトッシンされるとひっくり返ってしまい、柔らかいおなかがあらわになってしまう。
ルーイメモによると身がウリのような青臭さと苦味があるらしい。
オオハナタタキ
【和名：クロスジマキバナウリ 科：ハナタタキ科】
登場作品：4
運搬数：20
活動時間：昼
コバナタタキの成体。長い鼻には骨や関節がなく、全て筋肉でできていて大きく振り回したり、叩きつけたりして攻撃してくる。
その巨体ゆえ簡単にはひっくり返らず、トッシンにも耐える。しかしもう一度トッシンすると横たわり腹が露わになる。
ルーイメモによると大きくなると苦みは消え、甘く芳醇な香りになり、鼻元は煮込み、鼻中は焼き肉、鼻先は燻製と、いろんな食べ方が楽しめるらしい。

## 謎の生物
ピクミンには正体不明な原生生物も登場する。主に「?科」と表記された原生生物を記載する。
ピキマキ
【和名：ピキマキミツムシ 科：ミツムシ科】
登場作品：1、2、4
体長：約2.5cm/25㎜
活動時間：昼
風に漂う浮遊生物。普段は透明だが、オリマー達が近づくと興奮して内臓が発色し透けて見える。
『1』では大地のエキスを、『2』『4』では卵を、巣にいる幼虫のために運んでいる。ピクミンを投擲して命中させるとぶらさげた物を落として猛スピードで逃げていく。
『2』では卵を持つという仕様から、タマゴムシを落としていくことがある。
死ぬと体組織が崩れてしまう事と、すばしこく捕まえにくい（ただし、ぶら下げた物を落として逃げていく際を除けば、ゲーム中での移動速度はさほど速い訳ではない）事から、いまだに標本が存在していない生物である。そのためオリマーは「生きたまま持ち帰れば少しは研究が進みそうなものだが」と語っている。
ルーイメモによると、卵をストローで吸えばたくさんの栄養を手軽に取れるバランスフードになるらしい。英語版では携帯食料にとどまらず、スクランブルエッグで素朴な田舎風味のまろやかさと、卵ならではの手軽な高栄養価食品として注目を浴びている模様。ピリッとした辛味もあるらしい。
ミウリン
【和名：ミウリン 科：?科】
登場作品：1、2、4
体長：約6cm/60㎜
運搬数：8（『1』）→7（『2』）→10（『4』）
体の左半分が異常に発達した、左右非対称の体を持つ珍しい生物。
高度に発達した知能を持つらしく、捕食による生存を捨て、自ら植物を栽培・培養することによって食料を得ているようだが、実際に栽培した植物を捕食する様子は確認できない。保存のために種子を埋める生物は他にもいるが、定期的に「畑」にやってきて剪定や実を太らせるため余分な枝を落とす等の手入れをするのは今のところミウリンだけである。ピクミンやオリマーを発見すると、植物と勘違いして地中に埋めようとする。
ミウリンを倒す前にピクミンを引き抜こうとすると襲いかかってくる。埋められたピクミンは、オニヨンからはき出されて地中に埋まったものと同様に引き抜く必要があるが、埋められるとすぐに花が咲く。
『1』『4』ではこちらから攻撃を加えなければ何もしてこず、こちらに合わせて動いて見つめるだけであるが、『2』ではピクミンたちが近づいただけで動きだし、埋めようとしてくる。
本来植物を食べる生物だが、お宝を飲み込んでいることもあり、ボス以外では唯一探検キットとなるお宝を所持している。
ルーイメモによるとアシが速い（腐りやすい）らしく、捕まえたらその場で茹でることを推奨している。英語版では「食べられない。鶏肉みたいな味」と矛盾したことが書かれている。
ミズモチ
【和名：オオフグリミズモチ 科：設定なし】
登場作品：1
リキッド状の粘性の大きい物体が青色と黄色の2つの核を内包している。黄色の核が感覚器官であり、外敵を発見するとこちらの核を向けて近づいていく。青い核はミズモチの本体とも呼べるものである。
ピクミンが攻撃対象とするのは青い核だが、かなり堅いのか耐久力が高く体力ゲージがなくなるまでに時間が掛かる。黄色い核にピクミンをぶつけると炸裂を起こし、青い核を攻撃している最中のピクミン達は吹き飛ばされるが、黄色い核の方が与えられるダメージは大きい。リキッド状の物体は青ピクミン以外が触れるとリキッド状の物体にまとわり付かれて溺れた状態になってしまい、死亡する（その前に笛で呼び戻せば、助けられる）。オリマーが触れると弾き飛ばされ、ダメージを受ける。
雌雄別体の種だが、ゲーム中に登場するのは産卵前の融合形態である。このことからミズモチは卵生であるといえる。
ミツモチ
【和名：オナガホシミツモチ 科：ミズモチ科】
登場作品：4
運搬数：5
活動時間：昼
先端にヒレがついた尾を持った星型の核とゲル状の体を持った、単一の細胞で構成される原始的な生物。普段は大地のエキスに擬態し、近づいてきた獲物を取り込み消化する。尻尾のある核の部分を引っ張られると弾けて身体が飛び散ってしまうが、核が無事な限り寄り集まって元に戻る。
ルーイメモによるとゼリー部分をグズグズに崩し、甘味とフルーツを加えあんみつにするらしい。
メダマモチ
【和名：キミノホヤモチ 科：ホヤモチ科】
登場作品：4
運搬数：1
活動時間：昼
原索動物と呼ばれる原始的な生物の一種。見た目は半熟の目玉焼きにそっくりである。
他の生物の卵に住み着き、幼体は脊索とヒレを持っていて魚のように泳ぎ回りながら成長し、成体になると卵の外で活動する。
白身のように見える部分は移動にも利用できる程大きく発達し外に出た胃袋で、背伸びした後広がって獲物を捕食する。
ルーイメモによると、食用は一応可能らしく、ルーイは塩コショウ派らしい。
ドドロ
【和名：オオドロアメフラシ 科：?科】
登場作品：1、4
運搬数：3（『1』）→不明（『4』）
活動時間：夜（『4』）
下半身の大部分が気化している生物。「大水源」にある巨大な卵にオリマーパンチかピクミンで攻撃すると卵から現れる（攻撃しなくとも、一定時間以上卵を眺めているとドドロが現れる）。ただし遭難15日目を過ぎると卵は現れず、卵を攻撃した場合もドドロが現れる前に破壊すれば戦わずに済む（ただし戦利品の玉が手に入らなくなる）。
『1』では戦闘が任意の上に倒してもストーリーの進行に影響がないため、事実上の隠しボスとなっている。
体の下半身部分にあたる、気化によって生まれたガスはピクミンにとっては強い毒性があり、ピクミンが接触すると即死する。衝撃波を出し、地に埋まっているピクミンを引き抜いた上で、ガスによってピクミンを死に至らしめる。さらにオニヨンの真下に立ってピクミンを呼び出すことを妨害することがある。フリーピクミンは下半身のガス部分に自ら攻撃を仕掛けてしまうので一刻も早く隊列に復帰させる必要がある。弱点は顔だが、絶えず動き回る上に、見た目に反して素早いので投げ当てるのは難しい。耐久力も異様に高いので、一度出現してしまうと手がつけられなくなってしまうこともある。
倒した後に出現する金色の球は『1』で最も栄養価が高い。ただし、宇宙船のパーツは持っていないため、必ずしも倒す必要はない。
なお、ドドロはミウリンの卵であり、孵化に失敗したミウリンだとの説がある。
『4』では洞窟のボスとして登場。薄汚れた卵から出現し、口から「ヤミ」と呼ばれる通常の毒耐性に関係無くピクミンを即死させる猛毒を吐きだして攻撃する。
腐敗したように常に体組織が崩壊しており、標本も残せないため正体不明とされていたがドドロの生まれる卵はミウリンのものである事が特定されており、ドドロは孵化に失敗したミウリン説を後押ししている。孵化に失敗した理由についてオリマーは、何らかの原因で夜間に地上に取り残されたミウリンが強力な分解酵素を持つヒカリのミツを摂取した結果卵黄の栄養素に影響を与え、胚の生育不良や酵素による分解が起きた可能性を指摘している。
ルーイメモによると卵を燻製にすると美味らしく、食べるとお腹と頭がポカポカするらしい。
タマコキン
【和名：テッポウコキン 科：?科】
登場作品：2
体長：未記載/118㎜
運搬数：10
魚類の究極進化形の一種。体表が魚類の鱗状の模様となっており、体の一部が機械化されている。ステージ内のほぼ全域を珍妙な音を立てて歩き回り、オリマーやピクミン達を発見すると、デウススパイラルチャンバー加速器を用いて加速収束したBB弾（バイオバレット弾）を3つ同時に打ち出す。発射されたBB弾の方向にはばらつきがあり、何かに接触すると同時に炸裂する。口吻は専らBB弾の発射を目的として使われ、捕食を行うことはない。前面には防御板があり、ピクミンからの直接攻撃を防いでいるため、横から攻撃する必要がある。また、高台に居座って砲撃してくる個体もいるため、かなり厄介である。
生命活動に必要なエネルギーをゼンマイネジに頼っている。物理的に体力が無くなるまで攻撃しても、自動的にゼンマイがまかれ始め、一定時間経過で体力を回復して復活してしまう。石化させてから倒しても魂が出ない。
BB弾は直撃を受けない限りピクミンたちは死ぬことはないが、爆風によって吹き飛ばされ花が散らされることはある。BB弾には他の敵にも攻撃判定があるのでタマコキンをうまく誘導すれば、BB弾で他の敵を倒すことができる。基本的に地下洞窟に出現するが、のぞみの大地では地上にも生息している。
尾びれを固定すると攻撃できなくなるというレポートがあるが、未確認情報である。
ルーイメモによると、刺身、または昆布で締めるらしい。
ヤキダマコキン
【和名：ヨウガンコキン 科：?科】
登場作品：Hey!
赤いタマコキンで、画面の奥から大きな炎の弾を発射してくる。弾は少しすると上空から降ってくる。炎の弾は赤ピクミンでも当たると死んでしまう。体温が高いのか、体の前面にあるシールドは溶けたかのように歪んでしまっている。
アメボウズ
【和名：ヤマトアメビト 科：?科】
登場作品：2、4
運搬数：不明
活動時間：昼
地下洞窟『2』の「水中の城」『4』の「深海の城」のボス。
巨人のような姿をした生物。体は水飴のような見た目だが、常に原型を保ち、また透明度は高い。そしてその実体は実次元に存在せず、この状態ではピクミンの攻撃やオリマー達のパンチが全く通用しない。加えて紫ピクミンがいなければ、ゲキニガスプレーでの石化以外に全く対抗できる手立てがないため、出現した際は逃げることしかできない。
地底にて数件の目撃例が報告されているだけで、詳しい生態については明らかになっていない。いずれの供述にも共通しているのは「飴のように透明の粘体の巨人」という点と、「報告者が極度の恐怖に襲われ心神喪失状態に近かったため、曖昧な記述が多い」ということ。そのため、「心霊現象にすぎない」「報告者が単なる自然現象を疲れと恐怖によって生物と錯覚しただけ」との指摘もあるが、いずれも証明がされていないため、真相は不明である。
「水中の城」の1 - 4層目のフロアにて5分間経過すると、2つの石のローラーとともに上方から落下し、敵を含むありとあらゆる生物と障害物を乗り越えて踏みつぶしつつステージ内を走り回る。ローラーの下敷きになると、オリマー・ルーイ・社長以外のいかなる生物も即死し、間欠炎などの障害物（土の壁を除く）も一瞬で破壊される。5層目（最終層）のアメボウズは円形の広場の中央に行くと経過時間に関係なく降ってくる。1 - 4層目のアメボウズは登場時の専用BGMがあるが、5層目のアメボウズはボスとして立ちはだかるため、他のボスと共通のBGMが使用されている。
紫ピクミンを投擲すると実体化し、他のピクミンでも攻撃が通るようになる。さらに、この間は身体を丸めて動かなくなる。これについて、本体は別の次元にあり、紫ピクミンが落下した衝撃で生じる衝撃波をぶつけることで初めて本体を別次元から呼び戻すことができるとされている。実体化した際の本体は紫色をしている。
HPをゼロにするとローラーが壊れて攻撃手段を失い、素早く逃げ回るだけしかできなくなる。こちらからしばらく追いかけると、疲れて動けなくなる。透明時は紫以外のピクミンは弾き飛ばされてしまうために攻撃出来ないが、紫色に実体化した場合は包囲攻撃が可能となる。ただし、ピクミンを振り払う速度が非常に速く、包囲攻撃では有効なダメージを与えにくい。また、アーチ型の壁がある通路（アメボウズが通行困難な場所）ではそこを無理矢理通ってしまい、出られなくなってしまうこともある。
作中でも特に謎が多い生物であり、遭遇したオリマーも｢何とも不思議な現象｣とした上、｢今でもあれが現実だったのか白昼夢だったのか自信がない｣とまで語っている。しかし、劇中ではローラーが現実に存在し、ピクミンや他の原生生物が下敷きにされるのは事実である。また、探険キットになるお宝を所持していたのも明らかであり、オリマーも「それだけは確かだ」と確信している。
ルーイメモでも「未だに料理されたという話を聞いたことがない。本当に実在するのか？」と言及しているのみである。一方で英語版での説明によると、確かに実在はしているが、筋肉の硬直や心臓麻痺を引き起こす麻痺毒を肉に含んでいるので食用にはならないようである。
アメニュウドウ（謎の生命体）
【和名：セイヨウコガネアメビト：?科】
登場作品：3
｢哀しき獣の塔｣のボスであり『3』のラストボス。液状の身体に立方体の核を持ち、様々な形状や材質に変化する他、アメーバ状になったり人型になったりもする謎の生命体。理由は不明（様々な説がある）だがオリマーに執着しており（オリマー自身は探索メモで「気に入られた」と語っている）、シロアリの巣のような塔の中に彼を軟禁。オリマー自身が逃走を図ったり、第三者が彼を救出をしようとしても、執拗に追いかけて彼を捕まえようとする。なお、エリア名にもある「哀しき獣」というのはアメニュウドウのことを指すと思われる。体は金色で、オリマ―は「お宝のよう」と例えている。アメニュウドウは以下の2つの形態が存在する。
第1形態（謎の生命体）
まず始めは塔の頂上でオリマ―に何かしようとしており、アルフ達に気が付くとオリマーを取り込むが、普通に攻撃をすると倒せる。
その後、塔の中に入ると、『1』に登場したミズモチに酷似したアメーバ状の姿となり現れる。Wii U版ではこの時点で注目しても｢謎の生命体｣と称され、オリマーを取り戻そうと背後からゆっくり迫ってくる。移動速度はそれほど速くはないが、多少の段差は乗り越えてくるため注意。その為、謎の生命体から逃れながらオリマーを運搬し、塔から脱出する事が目的となる。
オリマーめがけて進んでくる間は半透明な状態で、ピクミンでダメージを与えることができず身体の中に取り込まれてしまうが、ピクミンが死ぬ事はなく、笛で呼び戻せば救出できる。しかし、オリマーを捕らえると金色になり攻撃が可能になる。金色になった瞬間にオリマーを運搬していたピクミンや、既に摂取されていたピクミンは即死する。オリマーを捕らえた後は来た道を戻っていくが、ある程度攻撃すると身体がバラバラになり、オリマーを救出できるようになる。ただし、一定時間経過すると復活し、再び迫ってくる。また、この際にアメニュウドウがスタート地点まで戻ると強制的に日没となる。
オリマーを捕まえて逃げる際に、後述のコニュウドウを展開して、ピクミンのまとわりつきを防御することがある。
第2形態
塔の天辺に辿り着いた際と、塔を脱出した後にオリマーを取り込んだ際に変化した形態で、人型に近い姿をするようになる。高速で触手をピクミンに突き刺し捕食するほか、火、水、電気、水晶といった属性のある攻撃を持つコニュウドウを繰り出したり、飛行するなど『2』に登場したヘラクレスオオヨロヒグモのように『3』における5種類のピクミンのもつそれぞれの耐性に対応した様々な攻撃手段を持っている。ただし、ヘラクレスオオヨロヒグモとは違い、それぞれ異なる属性攻撃を持つコニュウドウを2 - 3個一度に出してくる。更に突き攻撃も行ってくるので、非常に危険である。攻撃されたり、コニュウドウを展開する時に体の一部を撒き散らしてしまい、これらを破壊することでどんどん体が小さくなっていく。
倒しても死ぬことはなく、オリマーを排出して逃走していく。エンディング時点ではなんと復活しており、飛び立つロケットに塔の上から手を振っているような動作をしている。最初の塔の頂上にいるうえに、オリマーメモにも塔の頂上にいたと書いてあるので、基本的には塔の頂上を住処としていると考えられる。
哀しき獣の塔の中には多くの原生生物の姿が確認できるが、それらは倒した瞬間に溶けるように消滅してしまい、アメニュウドウの細胞によって作られたものと考えられる。また、アメニュウドウがそれらの生物に接触すると、その生物は吸収されて死亡する。
原生生物図鑑によると、アメボウズの目撃例との類似点もあり、こちらも集団幻覚との見方もある。ただし、アメニュウドウは捕獲された際の詳細な記録が残っており、何かがいた事実だけは認められている。第2形態での身体の穴は心の傷によって空いたものだと言われており、その原因が分かれば、この惑星の生命の進化と歴史を解明する糸口になると期待されている。
ルーイメモによると、危険な味と香りがした為に飲むのを断念したとの事。
コニュウドウ
【和名：不明：?科】
登場作品：3
アメニュウドウが自分の体から吐き出す分身。アメニュウドウと同じく立方体の核を持っており、そこを中心に円形あるいは立方体の形に変化する。
アメニュウドウの身体から分離した後は、炎・水・電撃・水晶など様々な姿に変化して、アメニュウドウを襲うピクミンたちを妨害する。
核を攻撃するには、彼らが展開する属性に強いそれぞれのピクミンで戦う他ないが、代わりに耐久性がそれほど高くない。核を破壊されると原型であるアメニュウドウの体の一部に戻り、一気に破壊するチャンスになる。
モス
【和名：イチヨウイエイヌ 科：?科】
登場作品：4
運搬数：不明
活動時間：昼
全身緑色でところどころ濃い緑の模様があり、しっぽの先端が葉っぱになっている犬。『ピクミン4』にてオリマーがピクミンの次に出会った友好的な生物。非常に知能が高く、主の言う事を理解して様々なお願いをこなす事ができる。
「一番星の隠れ家」ではオリマーが救助されるまでの間、エリア内を徘徊し、ピクミンを見つけると自身の元へ呼び集めてしまう。倒しても一定時間後に復活する上、運ぶこともできない。
呼び集められたピクミンで攻撃してくる事は無いが、運搬作業の邪魔になる上にそのまま日没を迎えると死亡してしまうため、取り返す必要がある。
オリマーが救助された後はルーイの後をついて行くようになる。
しかし、2度のダンドリバトルの敗北後、ルーイはその場から逃げ出してヤタノワスレイヌの元に行ってしまい、モスはルーイに利用されるのを防ぐべくレスキュー隊に保護され、以降は再びオリマーに懐く。
最終的に生まれながらの葉っぱ犬で有るため、オッチンに対して使用した治療薬は効果が無く、PNF-404からは出られないことから、ピクミン達の新たなリーダーとしてPNF-404に残る事となった。
ルーイメモによると食料を調達しに行くのに便利でコンパクトで小回りが利くらしい。
ヤタノワスレイヌ
【和名：イヌガミノツカハシメ 科：?科】
登場作品：4
運搬数：不明
活動時間：夜
地下洞窟「王の穴」のボスであり『4』のラストボス。オッチンやモスを数倍以上大きくしたような見た目をしている。
巨体を生かした突進攻撃のほか、体力が減る毎に氷・電気・炎・ヤミを使った攻撃を繰り出してくる。尻尾にピクミンを数匹取りつかせると追い払おうとした反動でひっくり返り、弱点であるお腹が露出する。
倒すとそのまま一目散に逃走し、装着していた首輪であるお宝「キズナの首飾り」を落とし、この首輪に付着した毛の間葉系幹細胞から葉っぱ化したオッチンの治療薬が作られる。その後、エンディングで主人公達がPNF-404から去った後、モスとピクミン達の元へやって来た。
原生生物図鑑によると、この犬とオッチンは遺伝子的に99.9%類似していると考えられている。この事からかつてこの犬の子孫がPNF-404の知的生命体によって宇宙に進出し、オッチンへと繋がったのではないかとも言われている。
ルーイメモによると極上の毛触りと乗り心地で連れて帰りたいらしい。

## 半動半植物
ピクミンシリーズには、植物と動物の性質を併せ持った半動半植物と呼ばれる生物が登場し、ピクミンもその一種である。半動半植物にはピクミンを攻撃してくる生物も存在する。厳密には植物ではないが、キノコであるボケナメコもここに分類する。
ポンガシグサ
体長：未記載/65㎜
茎が短く、地面から直接咲いているような形状を持つ花。花弁は鮮やかな色で、ピクミンの色に対応する8色の種類があり、投げ入れられたピクミンをそのポンガシグサと同じ色にして吐き出す。『1』や『3』ではこれを利用しなければ取れないパーツ、果実があり、『2』においての紫・白ピクミンはポンガシグサ以外に増殖方法がないため、シリーズを通して非常に重要な役割を果たす存在である。
生物図鑑によると半動半植物らしいが、移動は一切しない。神経のようなものはあるのか、花弁にピクミンやプレイヤーキャラクターが触れると揺れる性質がある。『2』以前と『3』以降で大きく見た目が異なる。
『2』のオリマーの解説では「この科の植物の葉は肉厚で柔らかく……」と書かれているが、全体に5枚の花弁とその下に4つのがくがあるのみで、葉に当たる部分が見当たらない。
『4』の図鑑で、花に見えるのは捕虫葉と呼ばれる葉が発達した器官で、近づいてきた虫を捕らえる性質を持つことが明らかになった。
捕らえた生物は捕食せず、DNAを取り込むことで進化を図ろうとするも、細胞が自己死滅してしまい花と同じ色のピクミンのタネを吐き出すだけにとどまっているらしい。ピクミン・オニヨンとともに生物界の常識から大きく外れており、いずれも密接な関係にある為、ピクミンの亜種、または進化系、もしくは未成熟のオニヨンとされる。
『1』では1度に10匹までピクミンを入れることができ、50匹入れると枯れて消滅するが、翌日には復活する。
『2』では地下洞窟にしか存在せず、そのポンガシグサの色以外のピクミンを5匹入れると枯れ、消えてなくなるが、その地下洞窟から一旦出て、改めて入り直すと復活している（一部の地下洞窟は必ずしも復活をしていないものもある）。前作と比べると、色替え出来る数が大幅に減少している｡『3』や『4』でも5匹しか色替えが出来ない。また、このポンガシグサにも『3』には本編未登場の物が存在。外見は前作に酷似したグラフィックのシロポンガシグサに、五本の花弁の先端に黒い棘が付いている。そこにピクミンを投げ込むと即死する。
オリマーは、ポンガシグサ科の植物を栽培できれば、薬用、香料、観賞用など、用途が多そうだと語っている。
ルリ・ベニ・キイロの『1』における通称・和名はすべて「ポンガシグサ」であり、色名が付記されているのは『2』のみ。
ルーイメモによればどの色もサラダ(生食)には向かないらしい。
ルリポンガシグサ
【和名：ルリポンガシグサ 科：ポンガシグサ科】
登場作品：1、2、3、4
ルーイ曰く、青臭く、生食には向かない。海外版では、花自体が頑丈すぎるが華やかな飾りにはなるとのこと。
ベニポンガシグサ
【和名：ベニポンガシグサ 科：ポンガシグサ科】
登場作品：1、2、3、4
ルーイ曰く、辛すぎて、生食には向かない。海外版では舌に乗せると燃え上がるとのこと。
キイロポンガシグサ
【和名：キイロポンガシグサ 科：ポンガシグサ科】
登場作品：1、2、3、4
ルーイ曰く、酸味が強く、生食には向かない。海外版ではフライパンが溶ける程の強酸性との事。
ムラサキポンガシグサ
【和名：ムラサキポンガシグサ 科：ポンガシグサ科】
登場作品：2、3、4
ルーイ曰く、脂質が多く、生食には向かない。「森のバター」の異称を持つ（ルーイメモより。アボカドも森のバターの異称を持つ果実だが無関係）。英語版では、そのままでも濃厚なのでドレッシング抜きでサクサク食べられるナイスなベジタブルと評価されている。
シロポンガシグサ
【和名：シロポンガシグサ 科：ポンガシグサ科】
登場作品：2、3、4
ルーイ曰く、アシが速く腐りやすい。英語版では摘み取ってわずか数秒で腐るとの事。
灰色のポンガシグサ（正式名称不明）
【和名：不明 科：ポンガシグサ科】
登場作品：3、4
ピンク色のポンガシグサ（正式名称不明）
登場作品：3、4
【和名：不明 科：ポンガシグサ科】
水色のポンガシグサ（正式名称不明）
登場作品：4
【和名：不明 科：ポンガシグサ科】
ポポガシグサ
【和名：ポポガシグサ 科：ポンガシグサ科】
登場作品：2
ルーイ曰く、生食すると、お腹を下す。英語版ではその胃腸へのダメージはお腹下すどころか窒息するほどの消化不良を起こす威力らしい。
まだら模様のポンガシグサで、白色の地に赤 → 黄 → 青と色を変える斑点がある。
ほかのポンガシグサと違いピクミンを1匹しか入れられないが、ピクミンを投げ入れたときの斑点の色のピクミンに変化させて9匹（ただし、投げ入れる直前にいるピクミンが93匹以上、つまりポポガシグサからピクミンが9匹出るとピクミンの数が101匹以上になってしまう場合は、100匹を超えない最大数のピクミン）に増やして放出し枯れる。ピクミンを増やせない地下洞窟においてピクミンを補充できる数少ない手段の一つ。一方的にピクミンが得をしている。
ペレット草
【和名：アメノツユクサ 科：アメアオイ科】
登場作品：1、2、3、4
茎部分が半動半植物。花の部分に大地のエキスを結晶化してできたペレットがついていて、それにピクミンをぶつけるとすぐにペレットを落とせる。茎を数回攻撃してもペレットを落とすことができ、ペレット部分を攻撃した場合と異なり鳴き声を発する。
大地のエキスを結晶化出来るのはペレット草だけで、そのペレットにピクミンを始め多くの原生生物が依存しているにも拘わらず生態系が維持できるのはペレット草の成長の早さ故である。
『1』では1ペレットをつけたもののみ登場したが、『2』以降では5・10・20ペレットをつけた巨大変種が登場する。巨大変種もペレットの落とし方は同じ。なお、茎の耐久力は『2』の方が高い（耐久力はペレットの大きさに依存しない）。
ペレットの色は固定のものと変化するものがあり、後者は倒したときの色のペレットが落ちる。『4』では引き出しているピクミンの色と同じ色となる性質を持ち、1色のみ出していれば変化せず、2色以上出しているとそれらの色に変化するようになった。
ペレットはピクミンの栄養であり、同じ色のオニヨンに運ぶとより多くのピクミンが生まれる。1ペレットとはピクミン1匹で運べるペレット。5・10・20ペレットも同じ。
『Hey!』ではペレットのみが登場する。ボーナスステージ内に無造作に置かれており、どれも重さは8。回収するとその色に対応したピクミンが8匹増える。
ルーイメモによると、スープの味をまろやかにする効果がある事から、料理の隠し味として使えると考えられる。
ボケナメコ
【和名：アカボケオオナメコ 科：ボケナメコ科】
登場作品：1、4
運搬数：10(『1』)→12(『4』)
軸の下に菌糸が発達した小さい足が生えており、歩けるようになったキノコで歩く植物である歩根類に対し歩菌類と呼ばれる。笠の天辺には、目が生えるように出ている。歩く時や走る時には独特の足音をたてる。
オリマーやピクミンが近づくと逃げるように動き回る。足を掬われるとひっくり返る。
弱点は軸の辺りであり、笠の部分は弾力性が強く、ピクミンを弾き返してしまう。
直接、攻撃はしてこないが実際のキノコのように胞子を出すことができ、暫くひっくり返った後に起き上がり、必ず胞子を蒔く。それを浴びたピクミンをキノコピクミンにして洗脳し、それを利用して間接的に攻撃する模様。『4』では、キノコピクミンにして洗脳するのではなく混乱状態にさせる。
食用のキノコで、美味である（公式ガイドブックの原生生物の欄でも、「食べるととても美味しいらしい」と書かれている）というところから、ボケナメコ自体に毒性はない。
ルーイメモによると笠を下にして炭火でじっくりと炙り、しっとり汗をかいてきたら食べ頃らしい。
ドクナメコ
【和名：ボケナメコモドキ 科：ボケナメコ科】
登場作品：4
運搬数：12
活動時間：昼
ボケナメコ同様にキノコでも動物でもなく半動半菌類の歩菌類である。
胞子をまき散らしてドクフキコマダラを生やしたり、原生生物の死骸に菌糸を植え付けて動かしたりしてくるが直接の攻撃は毒になる胞子の放出のみである。
他の原生生物に菌糸を寄生させ、身体を乗っ取りゾンビ化させて繁殖するがピクミンが寄生される事はなく胞子を浴びても毒になるだけである。
ルーイメモによると土に40日くらい埋めておくと毒が抜け、むせるほど香りが強くチョコのような味となるらしい。
ボケエリンギ
【和名：アカボケキノコ 科：ボケナメコ科】
登場作品：Hey!
巣穴の中からモグラ叩きのように出ては引っ込むエリンギ。これといった攻撃はしてこない。エネルギー反応の高い物体を溜め込む習性を持つ。
カビコチャッピー
【和名：ボケナメコモドキとその宿主 科：ボケナメコ科】
登場作品：4
運搬数：3
活動時間：昼夜
菌糸に体を乗っ取られたデメマダラの幼体。その名の通り背中にはカビの塊がくっついていて、ピクミンをぶつけると胞子がまき散らされて白ピクミン以外は毒になってしまう。
コチャッピーに意思はなく、ひたすら捕食活動を行い胞子の栄養のためにエサを食べ続けてやがて活動を停止すると、その身体全体を培地として菌糸が成長しドクナメコの幼体が生まれる。
基本的には倒せば死亡するが、ドクナメコと一緒にいる場合のみ倒してもドクナメコの胞子を浴びると何度でも蘇ってしまう。
ルーイメモによると腐る直前の肉が一番美味しいとの事で、カビをしっかり切り落としたら、熟成肉のような濃い味わいが楽しめるらしい。
カビフラシ
【和名：ボケナメコモドキとその宿主 科：ボケナメコ科】
登場作品：4
運搬数：3
活動時間：昼夜
神経系だけでなく、粘液を出す生理器官も菌糸に侵されてしまったカジオコシ。胞子をまき散らしながら移動して他生物のゾンビ化を促し、菌糸の繁殖に手を貸した後は動かなくなるが体液が抜けて小さくなってしまうため培地にもされず、そのまま放置される。
カビコチャッピーと同様にドクナメコと一緒にいる場合のみ倒してもドクナメコの胞子を浴びると何度でも蘇ってしまう。
ルーイメモによると毒抜きする時の茹で汁が香ばしく旨味が強いが、飲み過ぎるとお腹を壊すらしい。
びっくり菊
【和名：キクヅモリ 科：キクヅモリ科】
登場作品：2、4
体長：約13.5cm/135㎜
運搬数：10
活動時間：昼
根を足のように使って歩けるようになった半動半植物。ヤドリピクミンと同じ寄生性の歩根類で、植物部分が他の生物に寄生している。
普段は地中に体を埋めており、その姿はマーガレットそっくりに擬態（ただし元々植物なので「擬態」という表現は当てはまらない）しているが、よく見ると『2』でのびっくり菊は花の中心部に目があり、葉がない。
『2』では捕食により養分を得る完全な捕食者となったため、光合成を行わなくなり、結果として葉が退化してなくなった。
ピクミンたちが近くを通ると姿を現し、ピクミンを食べようとするが、失敗すると胴体に口が当たり転んでしまう。
「のぞみの大地」では花を枯らすはずのアオケダタラと同じ生息域にいるが、特にお互いを攻撃するようなことはない。
『4』では「寄生する生物が違う」という設定でデザインが大幅に変更されて、頭頂部に目の付いた花を生やした二足歩行の両生類のような姿になった。捕食方法も変更されており、口から粘着質の長い舌を伸ばしてピクミンを捕食する。『2』では葉をつけなくなっていたが、こちらでは葉も本物の花同様につけており一応は光合成も可能。ただし、注意深く探さないと不意打ちを喰らいやすい(ただし、レーダーの原生生物を示すマークにはちゃんと表示されている)。
ルーイメモによると花や脚を捥いで球根状の部分をスライスにしてサラダにすると良いらしい。
おったまダケ
【和名：キノコヅモリ 科：キクヅモリ科】
登場作品：4
運搬数：10
活動時間：昼
花ではなくキノコに擬態しており、こちらはキノコの傘の真下に目がついている。
根に当たる本体の作りはびっくり菊とほとんど同じであるが、こちらは植物が進化したのではなく根の方が寄生している種と考えられている。
生態もびっくり菊とほぼ同じだが毒も用いるようになっており、舌が地面に付いた瞬間毒が広がるため注意が必要である。宿主がキノコであるため光合成はできないが、毒に倒れた生物が大地に還ることでエキスを吸収している。
ルーイメモによると舌の毒線を注意して取り除けば、キノコと肉の旨味の相乗効果が楽しめるらしい。
ヌマアラシ
【和名：ミツアシオオチャガマ 科：モリチャガマ科】
登場作品：3
運搬数：20
「再会の花園」の沼地に君臨するボス。カタバミやウリカワ等の植物が自生する島のような胴体から三方向対称の三本脚が生えた姿で、チャーリーに「動く森」と例えられたその巨体は原生生物中でも最大規模を誇る。胴体上部中央には水晶で覆われた赤い果実のような外見をした頭部があり、その頂から目が花のように数本伸びている。大きさは縦・横共にドルフィン初号機の高さの5倍程度で、高さは6倍程度である。オリマーとルーイのドルフィン初号機を踏み壊した張本人である。
登場時は沼地の中央でじっとしているが、島中央の水晶を一定まで破壊すると目覚め、巨体にモノを言わせてこちらを押しつぶそうとしてくる。脚がゾウノアシよりも大きくさらに重いため絶対に潰れないことで有名な岩ピクミンでも潰され即死する。踏まれた泥地の足跡はしばらく水たまりになるので青ピクミン以外は溺死の危険がある。
四股のように体を高く持ち上げて身体に群がる敵を振り落したり、急な猛突進や方向転換など、鈍重そうな外見に似合わず軽快な動きをする。猛突進をした後は、ボディープレスを行う。その時、脚がしばらく動かなくなる。一方で脚先の蹄状の部分は非常に脆く、ここを攻撃されるとバランスを崩し転倒、弱点を直接狙えるようになる。弱点は赤い果実状の部分であり、岩ピクミンで周囲の水晶を破壊した後、ここを攻撃することで初めてダメージを与えることができる。しかし、頭部の真下には鍋の蓋のように360度開閉する口があり、色鮮やかかつアメフラシのような形をした巨大な舌で周囲のピクミンを捕食・一掃しようとする。特に、振りほどいた後に捕食をすることが多いので、沢山のピクミンで攻撃すると、一気に食べられる。
体力が少なくなると突進攻撃が激しくなったり、舐め回し攻撃を2周行うようになったりする。
絶命時には果実状の頭部は外れ、身体に当たる部分はそのまま沼地に残される。次の日から、そこからペレット草が大量に生えてくる。
体内にルーイと「オミマイノミ（メロン）」を丸ごと飲み込んでいた。
原生生物図鑑によると、巨体を維持するために、根のような足から辺り一面の栄養を根こそぎ吸い取っており、ヌマアラシを駆除した後に周辺の生態系が改善されることからもその様子がうかがえる。また、口から捕食した小さな虫等も、窒素、リン酸、カリウムなどに分解して細胞内に吸収している。このように過剰な栄養素を摂取しているため、身体が肥沃な土壌となっており、胴体に様々な植物が自生している様子。一方で、頭部の果実のような部分は、巨大な身体に寄生して養分を吸い上げている他の寄生種ではないかとも言われている。その果実のような部分はピクミンの餌として回収されるが、ルーイメモによると実際に皮を剥いて食べる事が可能で芳醇な甘い香りとねっとりとした食感が至高との事。

## 植物・菌類
以下の生物はピクミンの攻撃対象とならないが『2』の生物図鑑で掲載されたり、『3』でカーソルを合わせたときに名称が表示されたりする。地球に実在するものも含まれる。
ヒカリキノコ
【和名：タマヒカリタケ 科：ヒカリタケ科】
登場作品：1、2、3
シリーズを通して登場するキノコ。名の通り笠の部分が光っており、主に地下洞窟内等の暗い場所で青や赤に光っている。
『2』のルーイメモでは「煮ても焼いてもおいしく食べられる上、育毛作用があるため人気急上昇」とのこと。
『3』では、縮こまった形をしており、近付いて触ると軸を伸ばし、笠を広げる。オオバケカガミは光を嫌う性質があるため、このヒカリキノコの周りは一時的な避難場所にもなる。
また大きな電球のコードを繋いで明かりを点けると、それだけで笠を広げる。洞窟内のような光が差さない環境で何故このような反応を起こすのかは不明。
クローバー
【和名：シロツメクサ 科：マメ科】
モモフグリ
【和名：オオイヌノフグリ 科：ゴマノハグサ科】
オオイヌノフグリの変種。本来は青色の花をつける植物であるはずが、なぜか赤い花をつけるようになった。
地下における何らかの変化が原因だと推測されている。
タンポポ
【和名：カンサイタンポポ 科：キク科】
綿毛のものは揺らすと綿毛を飛ばすことができるが、綿毛が尽きることはない。
ツクシ
【和名：スギナ 科：トクサ科】
ネコジャラシ
【和名：エノコログサ 科：イネ科】
立ち枯れた姿しか見かけない。
ヒカリエノキ
【和名：フタエヒカリエノキ 科：?科】
登場作品：2
洞窟内で赤や緑に発光している。紫ピクミンを近くに投げると光が消えることがあるが、触れることで元に戻る。外見はLEDに似ているが違うらしい。
マーガレット
【和名：モクシュンギク 科：キク科】
ゼンマイ
【和名：ゼンマイ 科：ゼンマイ科】
若芽
【和名：- 科：?科】
何の芽か不明。
マダラタケ
【和名：不明 科：不明】
登場作品：3
障害物として登場する大きなキノコ。
コマダラタケ
【和名：不明 科：不明】
登場作品：3
障害物として登場するマダラタケよりも小さなキノコ。
ドクフキコマダラ
【和名：不明 科：不明】
登場作品：4
ドクナメコの共生菌。外見・性質は色を除けばコマダラタケと同じだが、毒の胞子を放出する。
このキノコを母体として、やがてドクナメコへ成長する。
ひっこぬけ草
【和名：不明 科：不明】
登場作品：3
障害物として登場する鮮やかなピンク色をしたゼンマイ状の植物。
羽ピクミンを投げつけると地面から引っこ抜くことが出来、ペレット・果実・ウジンコなどを出す。
ピョンピョンダケ
【和名：不明 科：不明】
登場作品：3
キノコであり、ピクミンやプレイヤーキャラクターを上に投げるとバウンドして向こう側に飛ばしてくれる。
ヒカリワタゲ
【和名：不明 科：不明】
登場作品：3
暗い洞窟内の電球がある場所に生えており、名の通り、花弁の部分は綿のような質感をしている。暗い所では閉じたままだが電球を点灯させると花が咲き、その花は足場として利用できる。

## その他
以下は『2』の生物図鑑には登録されない。
ウジャダニ
【和名・科ともに不明】
登場作品：2
のぞみの大地の特定の場所、30日＋1日おきに現れるダニのような生物。ただ動き回っているだけで、攻撃もしてこないが、衝撃を与えると毒を吹き出す。
ピクミンが攻撃すると一撃で倒れ、石を壊したときのような音と共にエキスを大量に出す。
倒した後、地下洞窟に入り、もう一度地上に戻ると復活する。
ピキノツユクサ
【和名：ピキノツユクサ　科：アメアオイ科】
登場作品：2、3、4
5つの実をつけていて、赤い実がゲキカラスプレー、紫の実がゲキニガスプレーのもとになる実で、それぞれドルフィン初号機の所へ持って行き、10個集める毎にスプレー1回分となる。のぞみの大地では2種類の実が混在している個体もいる。
ハナゲイモが実を食べている場合があるが、ピクミンをピキノツユクサに上らせることで落とせる。
実がなくなってもしばらくすると復活する。
『3』以降の作品では、赤い実をつけたものだけが登場する。こちらでは、振り掛けたピクミンの攻撃力強化だけに留まらず、葉ピクミンや、蕾ピクミンを瞬時に花ピクミンに成長させる効果もあり、効果が切れた後もそのまま花ピクミンのままになるので、上手く利用すれば、大地のエキスで花ピクミンにするよりも遥かに早く一度に大人数のピクミンを花ピクミンにする事ができる。
『4』のみ生物図鑑に登録される。ペレット草と同じアメアオイ科で大地のエキスを栄養源としているが根に寄生する真菌が異なるためゲキカラ成分を含むアルカロイドが生成され実になる。『2』のピキノツユクサが2種類あるのは真菌の種類が異なることで生成される成分が変化しているため。
ルーイメモによると、赤い実については実を乾燥させてから細かくすりつぶすらしく、ピリッと辛味を効かせたいときに便利とのこと。
カビダマ
【和名・科ともに不明】
登場作品：2
灰色の球体（地面から生えている為に半球となっている）。ピキノツユクサの周囲に主に出現し、カビを張り巡らせ、ピキノツユクサや他の植物を枯らす。
球体部分を攻撃することで壊し、周囲を元に戻すことが出来るが、数日後に復活する。
大地のエキスが出る草
【和名・科ともに不明】
登場作品：1、2
ピクミンが引き抜くと大地のエキスが出ることがある。草を抜くのは最大5匹。
大地のエキスが出る石
【和名・科ともに不明】
登場作品：1、2
ピクミンが壊すと大地のエキスが出ることがある。石を壊すのは最大5匹。